# Valeriu Pantazi

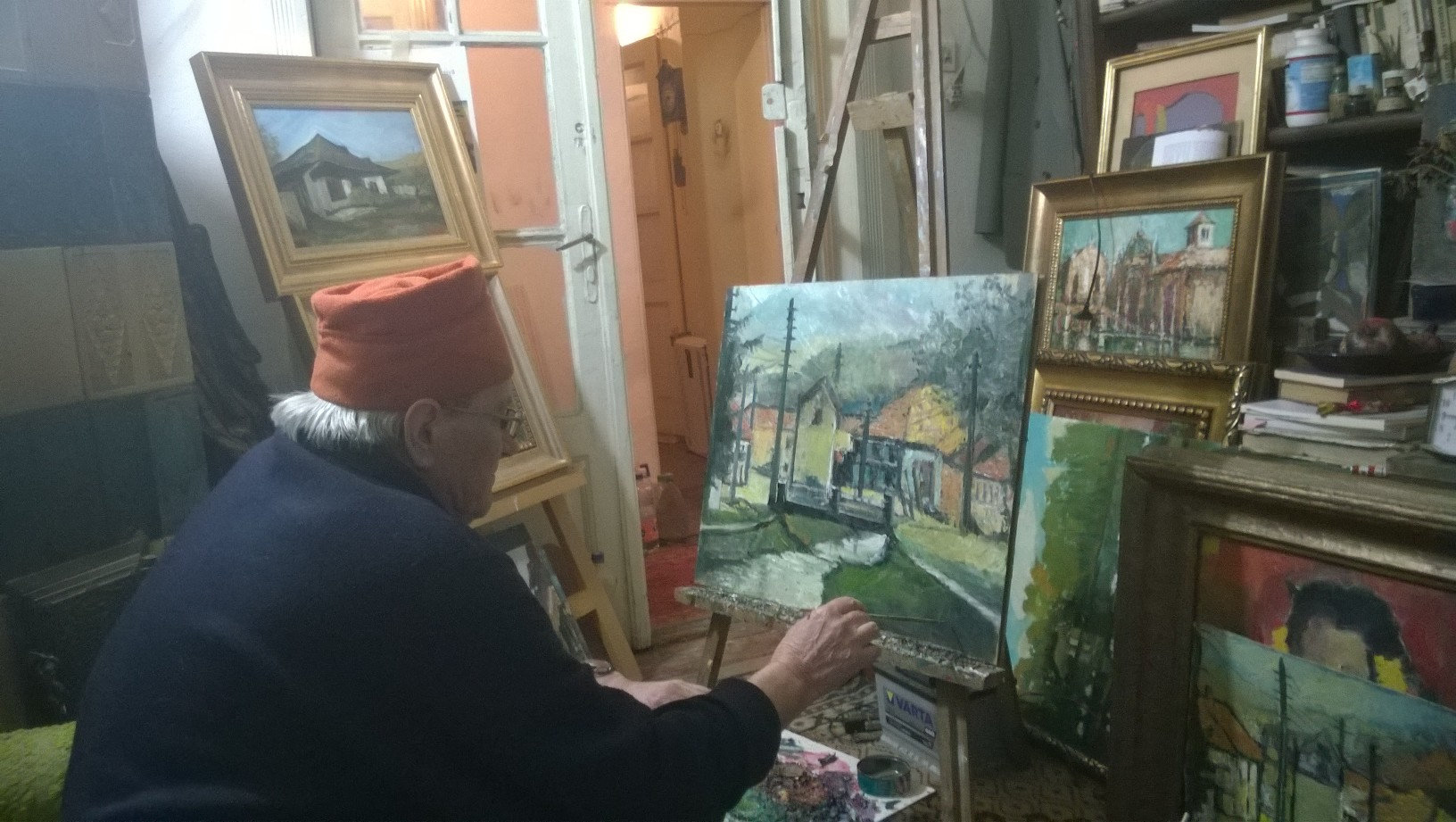
Valeriu Pantazi pictând la șevalet, în atelier, la 74 de ani

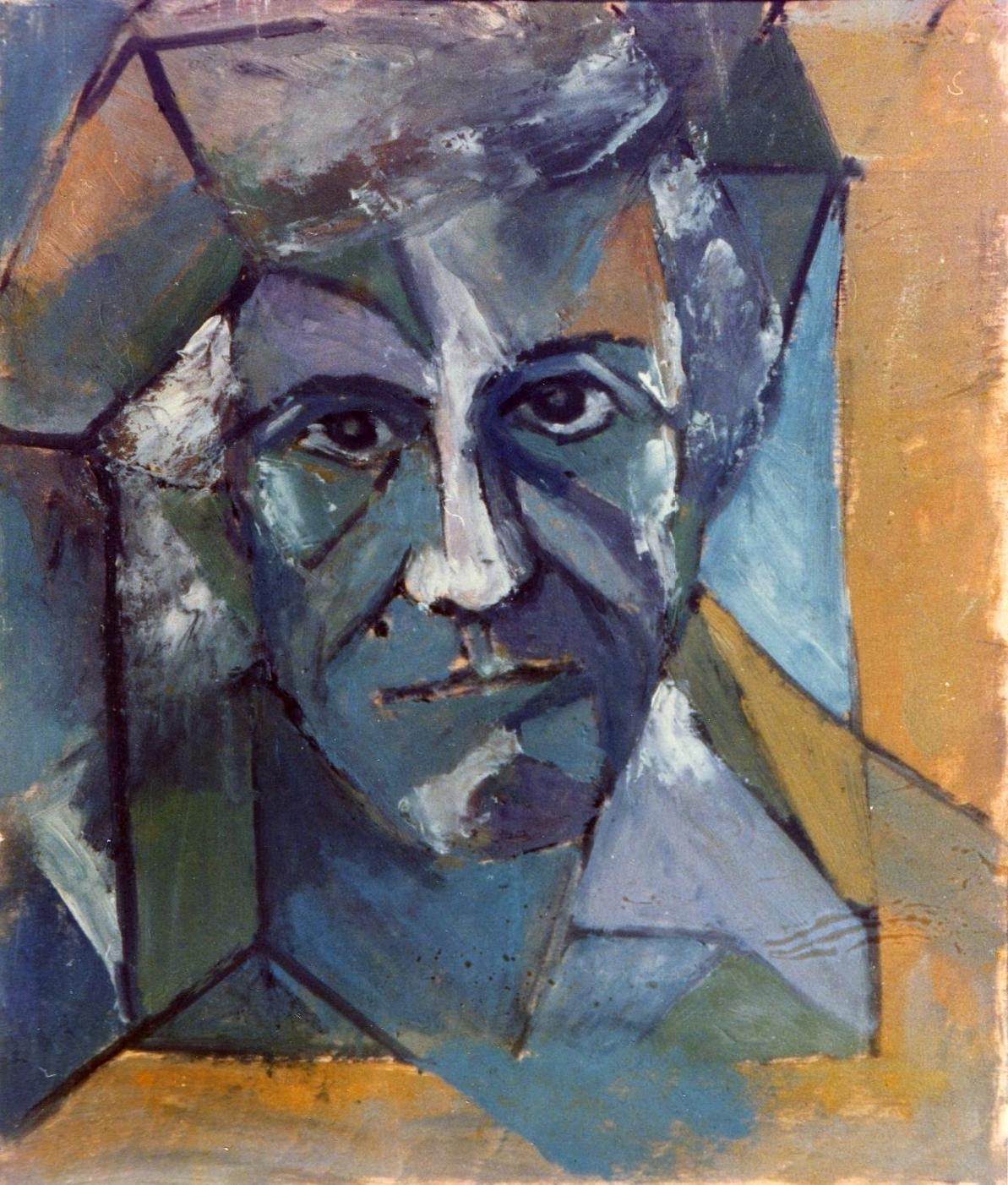
Autoportret

Valeriu Pantazi, pe numele său real Valeriu Pantazie Constantinescu, (n. 17 mai 1940, Urechești, Vrancea, România – d. 25 iulie 2015, București, România) a fost un poet, scriitor, topograf și pictor român, membru al Uniunii Artiștilor Plastici  din București și al Uniunii Scriitorilor din România. Valeriu Pantazi a fost un apropiat al lui Nichita Stănescu, Sorin Dumitrescu, Ștefan Agopian, al graficianului Valentin Popa, al pictorului Radu Darânga și l-a avut ca profesor pe Octavian Angheluță. Cel mai bun prieten al său a fost pictorul piteștean Gheorghe Pantelie. Valeriu Pantazi a fost  căsătorit cu arhitecta și autoarea de literatură pentru copii Francisca Stoenescu.
În pictura sa, printr-o tematică bogată ancorată în operele înaintașilor români și internaționali, Valeriu Pantazi a probat a fi un adept al picturii clasice. Asemenea înaintașilor săi Dărăscu, Petrașcu și Pallady, maeștri ai impresionismului și postimpresionismului, Valeriu Pantazi a reușit să integreze stiluri, tehnici și abordări din opere clasice, fără a le frauda.
„... Eu îmi permit doar să afirm că nu există nici un fel de „alchimie” între cuvânt și culoare (ocolesc fascinantele revelații ale unor Rimbaud, Bacovia) în ceea ce mă privește. Fiind modalități de expresie total diferite, cu o „semiotică și semantică” aparte, mă rezum la gândul că există o minunată „școală” a poeziei române și universale, așa cum există și pentru pictură și că la acestea se mai adaugă „ingredientele” numite temperament, aptitudine, voință și inteligență artistică, și nu altfel. Sigur că există un albastru evocator în pictură, care nu are nicio legătură cu cuvântul „albastru”, că există un verde plin de vitalitate sau ofilit, dar cuvântul „verde” poate fi „de albastru”, cum spunea Nichita Stănescu; există fel de fel de roșuri în pictură, dar niciunul nu este „Roșu vertical” !
       Și totuși... atât pagina nescrisă cât și pânza neîncepută sunt infinit de albe și de imaculate și de aici, dacă vreți, poate începe o „alchimie” care le unește etern.”
--- Interviu cu Valeriu Pantazi în „Jurnalul de Argeș”, 1992 - rubrica „Dialoguri de Argeș”
Împătimit pescar în Delta Dunării și foarte atașat de Dobrogea, Valeriu Pantazi a pictat satele de pescari unde a poposit, vegetația, bărcile, casele și siluetele umane specifice. El a abordat și tematici abstracte pe pânze unde se poate observa interferența liniilor cu tăieturi geometrice cu culori și tușe apăsate, luxuriant de luminoase și vii. Aceste lucrări se alătură stilistic expresionismului. Deși opera sa în domeniul expresionismului abstract l-a atras, el a rămas fidel figurativului.

## Biografie

### Anii timpurii
Valeriu Pantazi (Constantinescu) s-a născut la 17 mai 1940 în localitatea Urechești, județul Vrancea, în acei ani județul Râmnicu Sărat. Mama lui era tânăra Maria Oprescu, absolventă a Pensionului de fete din Focșani, iar tatăl ofițerul de gardă (absolvent de Filozofie) Octavian Constantinescu (Perianu) de 28 de ani, ce avea să plece în curând pe front, la Odessa. Tradiția orală spune că Valeriu Pantazi ar fi fost botezat cum era obiceiul în armata română de un triumvirat de înalți ofițeri, coloneii Codreanu, Haină-Roșie și generalul Pantazi. Familia s-a refugiat din Focșani pe dealurile de la Faraoanele, unde bunicul dinspre mamă avea o mică moșie cu vie nobilă, pădure și terenuri de vânătoare. Acolo a crescut Valeriu Pantazi cu mama și fratele lui Nicolae până la întoarcerea tatălui din cel de-al Doilea Război Mondial. Spre sfârșitul războiului, tatăl lui Valeriu s-a întors pe jos de la Odessa rătăcind mii de kilometri, înfometat și rănit. Epurat din armată, urmărit de sovietici, s-a refugiat în Școala de Șefi de Gară CFR, apoi și-a luat familia și cu serviciul s-a mutat din gară-n gară (Mărășești, Focșani, Nehoiu, Buzău, Râmnicu Sărat, Galați, Ulmeni), până la pensie. Tânărul Valeriu Pantazi a făcut școala „pe bucățele” prin toate aceste orașe, iar liceul la „B.P. Hașdeu”, un liceu de băieți din Buzău. Valeriu Pantazi învățase să scrie și să citească de la 4 ani. Mama lui așteptându-și soțul de pe front, l-a învățat scrisul, cititul și limba franceză învățată la Pension. Încă de pe atunci copilul citea din biblioteca bunicului „Misterele Parisului”, „Aventurile submarinului Dox”, „Viața lui Alexandru cel Mare” și alte cărți de istorie. Adolescent fiind a scris două romane și câteva poezii pe niște caiete care s-au pierdut. La liceu s-a remarcat la istorie, limba română, științele naturale și matematică. Tot atunci a scris un amplu poem: Răspuns la Scrisoarea a III-a a lui Eminescu, care a fost dezbătut prin cenaclurile bucureștene, dar care s-a pierdut deoarece (pe atunci poetul Pantazi) s-a mutat de 17 ori prin subsoluri, mansarde și camere de închiriat în București.

### Studii

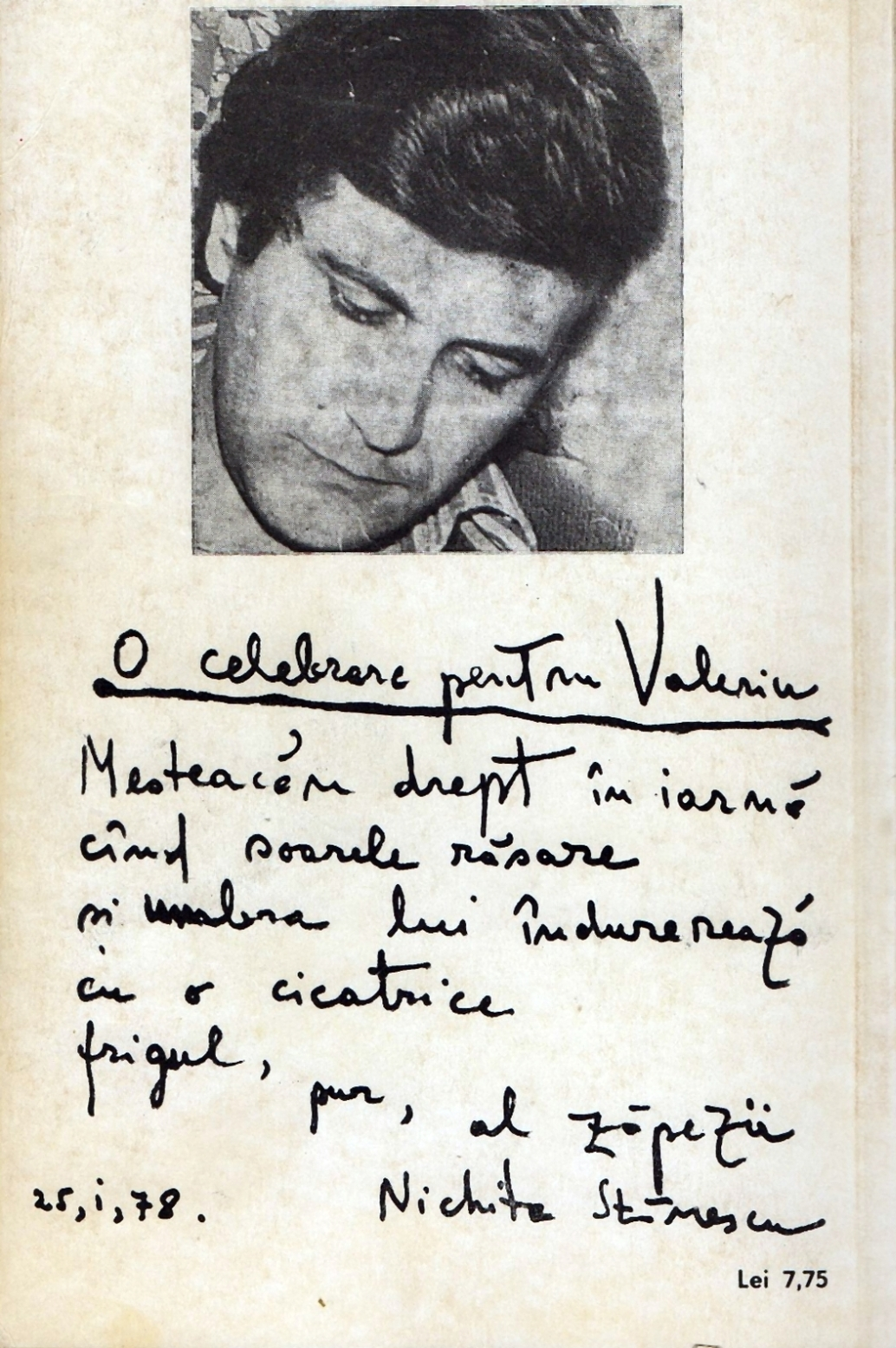
Coperta a patra a volumului de versuri „Celebrări” semnată de Nichita Stănescu

Când a venit în București, la 18 ani, avea de ales între matematică, arte plastice sau filologie. A ales Institutul Nicolae Grigorescu, secția de pictură, unde a făcut doar două luni pregătire de specialitate cu maeștrii Corneliu Baba și Alexandru Ciucurencu. A obținut nota generală 7,22 cu patru zecimi sub ultima notă de intrare. De frica armatei (2 ani și 4 luni) s-a înscris la examenele Școlii de Drumuri și Poduri din București, unde a reușit cu note de bursier. După absolvire a dat din nou examen la proaspăt înființata Facultate de Arte Plastice a Institutului Pedagogic, Universitatea București, unde a reușit de data aceasta cu nota 10  și a fost pregătit de către Octavian Angheluță. Între timp se pregătise, făcând mult desen în cărbune, crochiuri, naturi statice și nuduri în ulei. Era fericit pentru că noul Institut era supranumit „Mica Sorbonă” iar acolo a întâlnit colegi care aveau să devină renumiți. I-a avut colegi de an pe Eugen Stănculescu, Barbu Nițescu (Paris), Augustin Costinescu, Radu Darânga, sculptorița Valentina Boștină, Doru Covrig, Ion Dumitriu și Horia Bernea. La sfârșitul anului întâi a deschis împreună cu Eugen Stănculescu, fără voia Decanatului, o expoziție pe holul Institutului, cu picturi mari, cubiste, în stilul Picasso. Pantazi a expus și un nud pictat cu cremă de ghete. Amândoi studenți au fost exmatriculați pentru „huliganism” și trimiși un an la „munca de jos”. Eugen Stănculescu s-a angajat ca vitrinier la „OCL Alimentara” iar Pantazi, care avea o diplomă de absolvire a Școlii de Drumuri și Poduri București, pe un șantier de Drumuri și Poduri. Adeseori, Valeriu Pantazi s-a lăudat că el a mers cu mașina pe un drum făcut chiar de el pe valea Mureșului. Despre studiile sale a vorbit Ștefan Agopian astfel:
„... Avea 30 de ani în 1970, când ne-am cunoscut, și nu lucra nicăieri. Considera că un scriitor nu trebuie să muncească decât la opera lui, asta ocupându-i tot timpul. Așa că nu muncea și gata. Făcuse liceul la Buzău, apoi Școala de Drumuri și Poduri din București, o instituție foarte serioasă, cu o veche tradiție, fiind înființată în 1851 de Știrbei Vodă. După aceea a făcut trei ani la Institutul Pedagocic, secția de pictură, dar n-a apucat să-și dea diploma, fiind exmatriculat pentru huliganism, un cuvânt care pe vremea aia putea să însemne orice.”
---Ștefan Agopian: Scriitor în comunism, Editura Polirom, București, 14 ian. 2014 - 229 pagini
În vremea studenției a debutat și ca poet în revista „Luceafărul” (1961) la „Poșta Redacției”. Apoi a publicat frecvent și a luat chiar și un premiu al revistei în anul 1972. Tot în acea perioadă a cunoscut și s-a împrietenit cu maeștrii Dumitru Ghiață, Lucian Grigorescu, Henry Catargi, critici de artă Eugen Schileru, Nicolae Argintescu-Amza, Radu Ionescu și viitorul profesor și istoric al artei George Oprescu, cu care era vecin pe b-dul Republicii. Frecventând Cenaclul literar de la Universitate și de la Casa Scriitorilor, a asistat la debutul lui Adrian Păunescu, Ioan Alexandru, Virgil Mazilescu, Gabriela Melinescu, Leonid Dimov, Paul Goma și Tudor Octavian. La Cenaclul lui Miron Radu Paraschivescu lua mereu cuvântul, devenise „un critic de temut” (după cum scrie Eugen Barbu în a sa „Istorie a literaturii”). Atunci l-a cunoscut pe Ștefan Agopian (cu care a legat o strânsă prietenie), pe Iolanda Malamen (poetă, prozatoare și critic de artă), pe Daniel Turcea, Adi Cusin, Ion Mircea, Eva Lendvay (poetă de limbă maghiară care scria poezii în limba română), Gabriela Melinescu și poeta Violeta Zamfirescu, pe Sânziana Pop, Ilie Constantin și Gigi Astaloș (dramaturgul), pe Alexandru (Alecu) Paleologu, Ștefan Augustin Doinaș, Nicu Filip, pe criticii Nicolae Ciobanu și Eugen Negrici, pe Pâcă și Pucă, Mircea Ciobanu poetul și Mircea Ciobanu pictorul și pe Corneliu Vadim Tudor.

### Debut literar
Debutul literar l-a avut în anul 1961 cu o poezie publicată în revista Luceafărul, intitulată „Poem către bunicul din Faraoanele”, de pe urma căreia a câștigat o sumă de bani. Acest eveniment i-a schimbat viața ca urmare a deciziei de a se face poet. Ca orice poet boem, Valeriu Pantazi s-a mutat în anul 1970 într-o cămăruță de 3 m x 4 m în subsolului unui bloc de pe strada Sfinților nr.8, pentru a-și urma destinul alături de iubita sa, Iolanda Malamen. În această perioadă a legat o strânsă prietenie cu Ștefan Agopian.
Cartea de debut a fost volumul de poezii „Estimp” (1972) publicat la Editura Cartea Românească.

### Carieră
„Asemenea imagini exprimă, desigur, o luciditate cultivată.”—Dinu Flămând, 1972

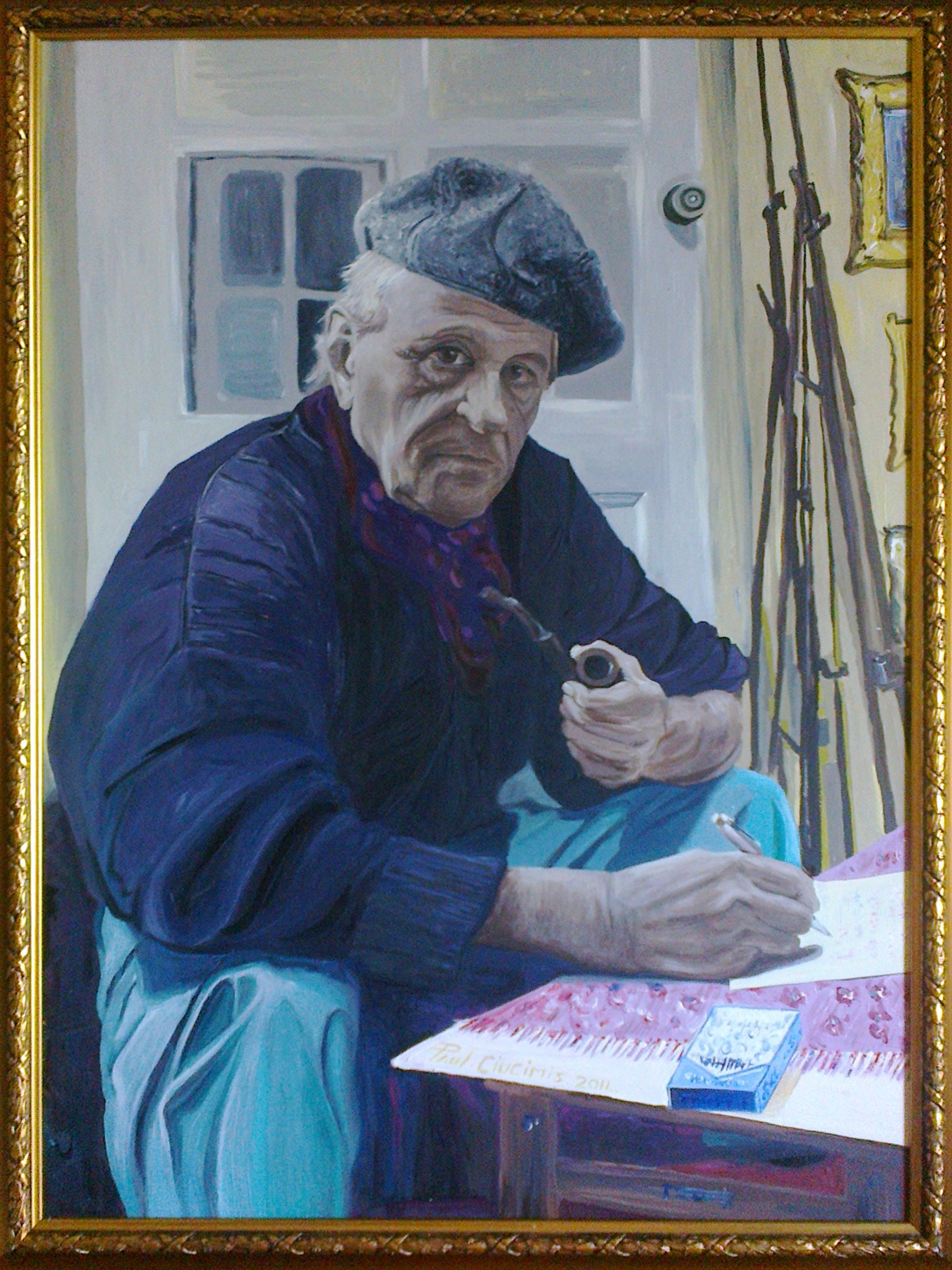
Valeriu Pantazi, portret realizat de Paul Mecet, 2012

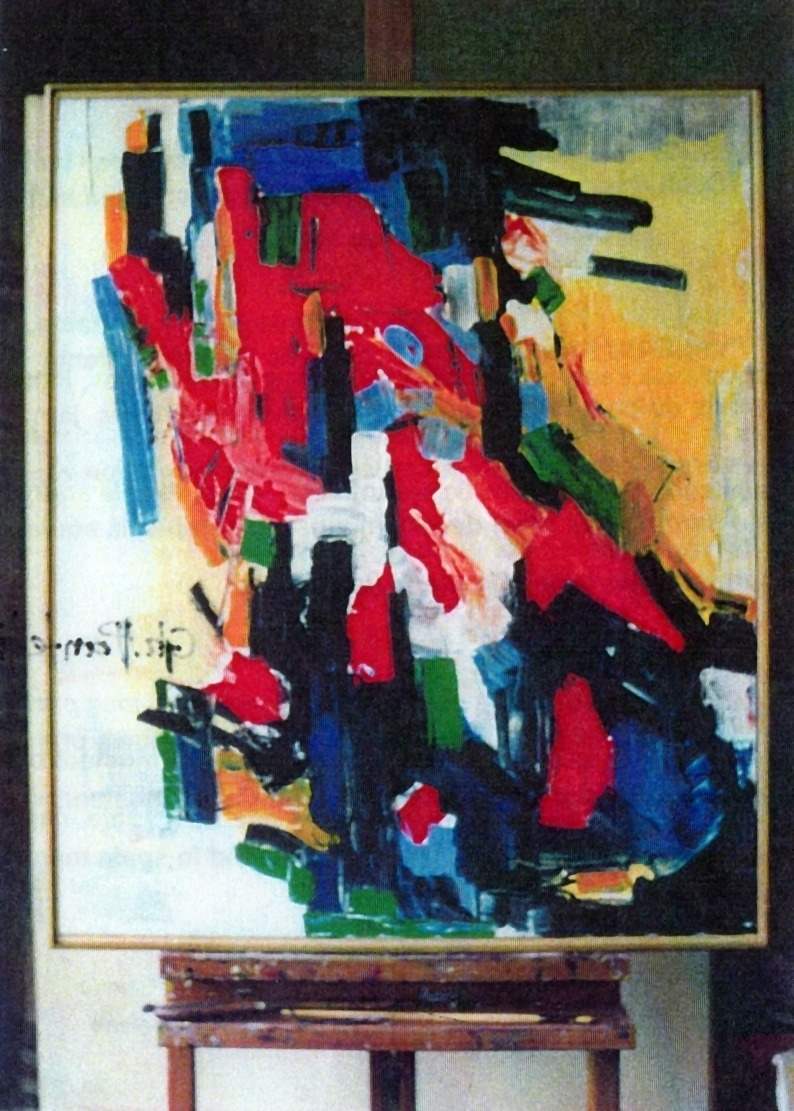

Valeriu Pantazi a înființat în anul 1967 „Cenaclul de picto-poezie Mihai Eminescu” la Casa de Cultură și pe strada cu același nume. Eugen Barbu, locuind pe aceeași stradă („Mihai Eminescu”) și dorind să aibă un cenaclu al lui, aproape de casă, a început să-l critice pe Pantazi, invocând faptul că acesta promovează doar poezia și proza modernă „capitalistă”, picturi cubiste și abstracte etc. Organele de partid i-au încredințat lui Eugen Barbu cenaclul, sub pretextul că acesta practică proza realistă. Conflictul dintre Valeriu Pantazi și Eugen Barbu a dus la o decimare reciprocă, astfel „Cenaclul lui Barbu” s-a stins încet, încet, iar Pantazi a luat-o de la capăt cu o altă „încercare” la Ateneul Tineretului (Casa Malaxa de pe aleea Alexandru, la Șosea). Între timp a lucrat la „Revista Cutezătorii”, a fost îndrumător cultural la „Vatra Luminoasă” și la „Almanahul Literar”. A locuit, cu totul întâmplător, în „Hanul Galben”, locul acțiunii din romanul lui Mateiu Caragiale „Craii de Curtea Veche”. Aici a avut condiții bune de lucru, a pictat, a scris și a citit mult: Constant Tonegaru, Dimitrie Stelaru, poeții antici, poezia franceză, Friedrich Hölderlin, Robert Frost, T.S. Eliot, Odysseas Elytis. La „Ateneul Tineretului”, în afară de cenaclul de poezie unde citeau Virgil Mazilescu, Daniel Turcea, Mircea Popa, Ion Marin Tudose, Iolanda Malamen, Marin Tarangul, Ștefan Agopian și Nichita Stănescu, Pantazi a inițiat „Clubul de Jazz”, balet modern, seri de lectură de teatru (George Astaloș), o pinacotecă și expoziții de pictură și sculptură. În anul 1972 a fost premiat de „Revista Luceafărul” și a devenit membru al Fondului Literar. La scurt timp, Ateneul Tineretului a fost desființat deoarece avea tentă prea occidentală și Casa Malaxa era în dispută de interese imobiliare.
După patru ani de așteptare editura Editura Cartea Românească a publicat volumul de poezii “Estimp” (1972), cartea de debut a lui Pantazi care a adunat peste 20 de cronici laudative, criticul și poetul Nicolae Prelipceanu declarându-l cel mai bun volum. În același an a depus la editură volumul „Celebrări” după apariția căruia a devenit membru al Uniunii Scriitorilor din România, membru de onoare al Societății Culturale Astra și membru al PEN-Clubului. A participat la expoziții de grup și a vândut primele tablouri. Pe altele le-a făcut cadou. Nichita Stănescu l-a apreciat și s-au văzut aproape zilnic până în anul 1982, au mers împreună la mare la „2 Mai” și au participat la întâlniri cu cititorii iubitori de poezie din București și din țară.

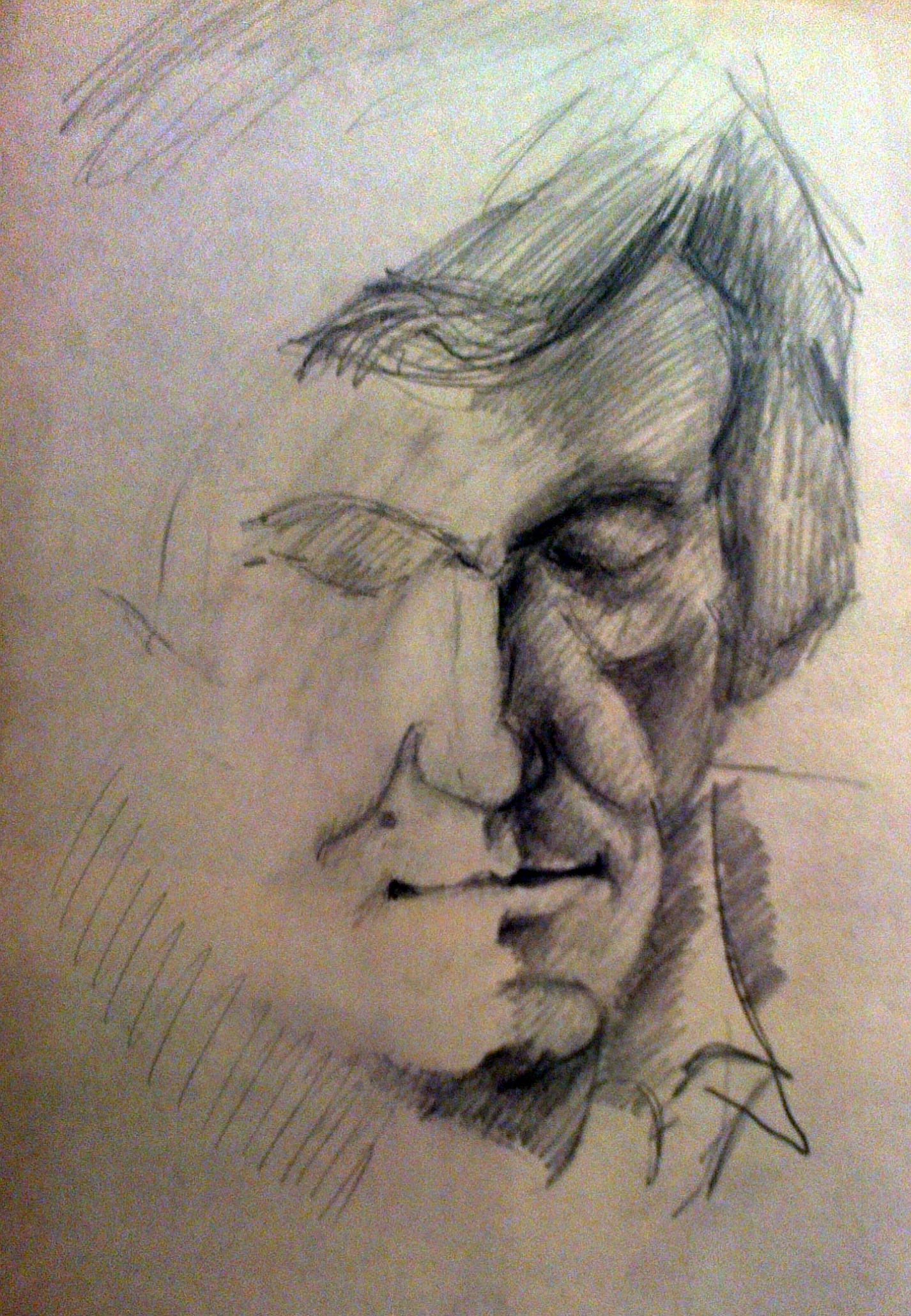
Valeriu Pantazi, portret de Ion Pantilie

În anul 1978 a fost publicat cel de-al treilea volum de poezie, „Aerul tare de dragoste”, care a evidențiat latura lirică a poetului. Tot în acel an s-a căsătorit cu scriitoarea și arhitecta Francisca Stoenescu, și-a adunat manuscrisele și picturile de prin subsoluri și mansarde și s-a mutat pe strada Haga nr.4 unde a avut la dispoziție un atelier luminos și un living mare, cu ferestre enorme. Ca urmare, a adoptat o linie mai fermă în compoziții dar a rămas același colorist. A vândut lucrări unor greci, polonezi, suedezi și unor colecționari români. A lucrat împreună cu Barbu Nițescu o tapiserie, cu Cornel Rikman vitralii, l-a ajutat pe sculptorul Constantin Popovici să termine o comandă monumentală, a învățat mult de la Neagu Anghel, Benone Șuvăilă, profesorul Constantin Crișan, Bogdan Pietriș cu care a mers în fiecare vară, săptămâni întregi în Delta Dunării la Mila 23 și mai apoi la Casa de Creație de la Partizani (pe brațul Sulina).
În perioada 1978 – 1983, viața lui Valeriu Pantazi a fost marcată de prietenia (și emulația) cu „poetul național” Nichita Stănescu și grupul de scriitori și pictori din jurul acestuia. A pictat și a vândut lucrări direct din atelier, dar a și scris intens, pregătind cel de-al patrulea volum de poezie, „Tu, Secole!”, care a fost ilustrat de graficianul Mircia Dumitrescu. Volumul a apărut în anul 1984 la Editura Cartea Românească și i-a adus statutul de membru titular al Uniunii Scriitorilor din România. Între timp, s-a despărțit de prietenul său, graficianul Valentin Popa, cu care colaborase câțiva ani și care a ales să rămână în Franța, și de poetul și prietenul său Nichita Stănescu, care a decedat în anul 1983. În următorii doi ani, Pantazi s-a închis în sine, a pictat adoptând o factură „sintetică și conceptuală”.
Evenimentele care au urmat s-au dovedit a fi hotărâtoare în viața și creația artistului. În anul 1985, soția sa Francisca Stoenescu a făcut o călătorie în occident și a rămas în Olanda. Valeriu Pantazi nu a obținut pașaport deoarece în dosarul său de la Uniune scria că “nu prezintă garanții morale și politice”. Artistul a rămas „zălog” în strada Haga nr.4 din București, amenințat de autorități că va fi aruncat în stradă, că nu va mai publica nimic, că nu va mai expune și a fost chemat lunar la „serviciul de pașapoarte” să dea declarații despre „ce face soția lui în Olanda”. Fără niciun mijloc de existență, Valeriu Pantazi a primit ajutor de la prietenii lui din Pitești (din timpul studenției) care i-au oferit sala „Metopa” unde a putut să expună clandestin, vara, când custodele galeriei era plecat în concediu. Sprijinit de maestrul Gheorghe Pantelie care l-a și găzduit în Pitești, a vândut aproape toate lucrările expuse (1985 – 1989) și a fost sfătuit de către acesta să înceapă să abordeze expresionismul abstract. Ca urmare a vânzării lucrărilor pe care le-a realizat a avut din ce trăi, dar nu i s-a publicat nimic în nicio revistă până la Revoluția Română din 1989. În anul 1990 a plecat în Olanda, la Nijmegen, unde și-a revăzut soția după cinci ani de despărțire. Avea 50 de ani, 7 expoziții, 4 cărți cărți publicate, numeroase articole și interviuri.
În Olanda, a vizitat multe galerii, Muzeul Van Gogh, Muzeul Regal din Amsterdam și a încheiat un contract pentru două expoziții cu „Leon ArtGalery”. A lucrat cu asiduitate pânze mari expresionist-abstracte. Prima expoziție de la „Leon ArtGalery” a fost un succes. În scurt timp presa de specialitate l-a declarat „cel mai mare COBRA din Est”. A deschis apoi o expoziție la „Galeria MILL” cu lucrări figurative și nuduri. A vândut din nou tot. În anul următor, la a doua expoziție din Quick era deja un clasic al „expresionismului abstract liric”. A fost invitat peste tot, a cunoscut mulți artiști olandezi, iranieni, unguri, greci și și-a făcut mulți prieteni. În anul 1992 s-a reîntors în România convins că pictura românească se oprise la „Școala de la Balcic”, tot „realismul socialist” fiind un episod nesemnificativ.
Valeriu Pantazi avea un crez: 
„Artistul prin vocație, magistru al vorbelor și al tonurilor rafinate, atunci când cuvântul nu-l mai încape, se face culoare. A se exprima pe sine, frumusețea locului, a trupului și a minții, a LUMII, adică artă românească, asta face artistul.”—Constantin Toni Dârțu - Personalități române și faptele lor, 1950 - 2010, volumul 56 (volum de colecție), Editura Studis, Iași, 2013, pag. 448
Valeriu Pantazi a decedat pe 25 iulie 2015 după o lungă suferință și a fost înmormântat pe 28 iulie în Cimitirul Străulești 2 pe Aleea Scriitorilor, între mormântul poetului Mihai Elin și cel al lui Ion Murgeanu .

## Operă literară
Valeriu Pantazi a scris de-a lungul carierei 6 cărți, după cum urmează:
- Estimp - Editura Cartea Românească, 1972[20], coperta de Dumitru Ristea;
- Celebrări - Editura Cartea Românească, București, 1978[20], lector Mircea Ciobanu, tehnoredactare Gheorghe Chiru,  Intreprinderea poligrafică „Filaret”;[21]
- Aerul tare de dragoste - Editura Eminescu, București, 1980, cu copertă realizată grafic de Francisca Stoenescu;[22]
- Antologia Zilele care se nasc - Traducere, 1982;[23]
- Tu secole! - Editura Cartea Românească, București, 1984[20], coperta și șase ilustrații de Mircia Dumitrescu[24], lector Mircea Ciobanu, tehnoredactare Constanța Vulcănescu,  Intreprinderea poligrafică „13 Decembrie 1918”;[25]
- Accidentul OZN (Science fiction), 1996, Editura Karat-Cartimex, sub pseudonimul William P. Sanders[26], ISBN 973-97493-1-3;
- Prăbușirea în viitor (Science fiction), 1994 - 2000, Editura Karat-Cartimex, sub pseudonimul William P. Sanders[27], ISBN 973-98178-0-7;
- Foamea și setea, Colecția Impasuri și semne, Editura Anastasia, 2000, traducere de Zanaida Luca după Christos Yannaras, ediție îngrjită de Valeriu Pantazi care a scris și prefața volumului, ISBN 973-9374-73-5.[22][28]

Valeriu Pantazi a devenit și subiect de roman. George Colpit a descris în romanul său „Nebunul”, editat în anul 2011 (ISBN 978-606-92963-8-7) viața aventuroasă și boemă pe care Pantazi a avut-o în tinerețe. Scriitorul Ștefan Agopian, începând din anul 2011 până în 2012, a publicat în revista Cațavencii un serial numit „Scriitor în comunism” în care unul din personajele principale este poetul Valeriu Pantazi. În anul 2014, scriitoarea piteșteană Maria Mona Vâlceanu a publicat romanul „Egor - o iubire imposibilă” la Editura Zodia Fecioarei, Pitești, ISBN 978-973-9388-61-0. Coperta I-a a romanului are ca ilustrație pictura „Natașa după baie” (vezi galeria de imagini), realizată de Valeriu Pantazi.
Mai jos sunt transcrise câteva poezii din volumul „Celebrări” din anul 1978:
| Celebrare Aug spărgându-se uscat frunzele nucilor în ram, lebede negre înserînd acolo unde înseram ... Și nopțile orbind vederea uimirii stelelor - etherul - Trece prin mine tăcerea albă și rece ca fierul. Luparul (fragment) ............................................... Prin mijlocul Căii cum ar fi un rai limpede-i lumina între care stai De jos crește iarba și de sus zăpadă crește greu zăpada iarba stă să cadă și cum stă să cadă dintr-un cer de iarbă blîndă peste umeri, aspră peste barbă ce-ai putea să numeri, ce-ai putea să uiți te priviră stele - nemișcate - iuți ! |  | Lespedea solară O, Tată al meu din Zece o, tată al meu, câte planete sunt ? Ridică-mă pe umeri să văd ce se petrece în universul tânăr și cărunt ! Retează tu cu spada atât de grea și scurtă căci iată, îmi intră-n gură aceste albe flori, Și nu mă tem, e floare de cucută și-mi crește o aripă cu care am să zbor, Și tu începi să semeni cu Soarele-n amiază suind la stele glasul din osul tău domnesc Ești amintirea ce rămâne trează și bourii de piatră în coarne se clintesc Tu semeni cu viața de către-mi este dor trecând în Cântec simplu, înzăuat pe cal Și simt cum în artere îmi urcă un popor O, Soare al meu - și Zeu - și Tată - Decebal ! |  | Un peisaj Un peisaj de toamnă era ziua și pâinea soarelui aburea, aproape că râdeam simțind alintul aerului rece aproape că știam cum trec prin lumi nenumărate... Un peisaj de iarnă era ziua priveam câmpia și am văzut urcând din iarba rece, un alt fir plăpând. De sus ningea abia văzut vibra ușor către necunoscut aproape că râdeam și am știut cum trec prin lumi nenumărate... Pan și nimfa Și martor de liniști tîrzii iubind încordarea - auzul sunt malul și apa - havuzul prin care fluidă revii... Odină cu fugi argintii și fuga de mine - e uzul în gînd strălucește refuzul sortit să aud veșnicii. |  |

### Critică literară

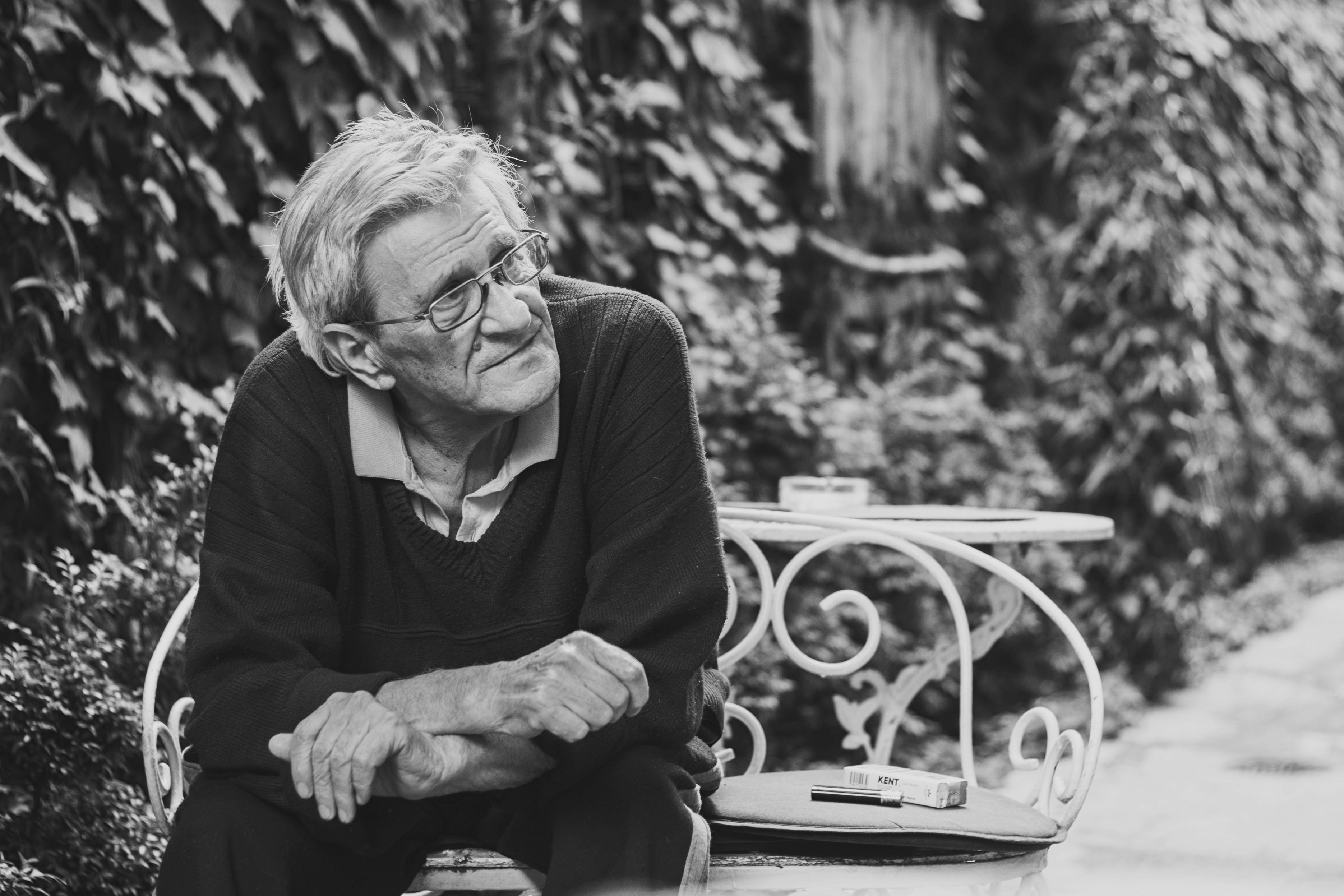
Valeriu Pantazi - 17 Mai 2015

- Eugen Barbu criticând debutul literar cu placheta Estimp  - Editura Cartea Românească, 1972:

„În cenaclurile din București își făcea cîteodată apariția un tînăr cu aer prețios, vorbind cam de sus și analizînd poezia altora cu o severitate de cele mai multe ori nejustificată...
       Am așteptat cu mult interes... debutul poetic al lui Valeriu Pantazi și de ce să n-o spun cu o teribilă bănuială. De obicei acești judecători severi ai altora, la examenul critic trec mai greu decât alții, suspectă fiind de la început îndemânarea orală de la cenaclu pentru că poetul în fața hârtiei se află ca în bătaia unei puști...
       Este limpede pentru un cititor avizat că avem  în față un „compunător” lucid, rece, care stă cu rigla în mână și-și  comandă: „Acum voi scrie un poem mondial de 32 de versuri”... impresia de „făcut” deci evidentă de la început...
       Și mai ciudată este la poetul Valeriu Pantazi lipsa de suflu. Către sfârșitul volumului (Estimp, n.r.), mai bine spus, cam la jumătatea lui, și de fapt placheta are 92 de pagini și multă albitură, se cade în proze ritmate care mai de care mai confuze, reconstituind un fel de stare de incongruență în care într-ariparea poetică lipsește...
       Există la acest poet, bănuiesc, o lene de a desăvârși, un refuz ciudat de a urmări obiectivul liric până la capăt și a-l epuiza. Valeriu Pantazi nu are forța de a sta treaz în fața materiei poetice surprinse uneori ca un vânat rar, el dezertează repede și mâna-i ostenește mai devreme decât trebuie. Starea de hipnoză lirică e scurtă, violentă și are intermitențe care-l trădează neînchipuit de ușor.
       Ghilotinarea versului, micile șiretenii ale altora, adaptate fără discernământ fac din acest debut (Estimp) o încercare nesemnificativă. Cred că Valeriu Pantazi va găsi acele resurse pe care i le doresc și care-l vor trece peste impasul prim constatat de noi cu prilejul apariției plachetei sale atât de subțiri, și la propriu și la figurat...”—Eugen Barbu - O istorie polemică și antologică a literaturii române de la origini până-n prezent, Editura Eminescu, București, 1975, pag 415 - 417.

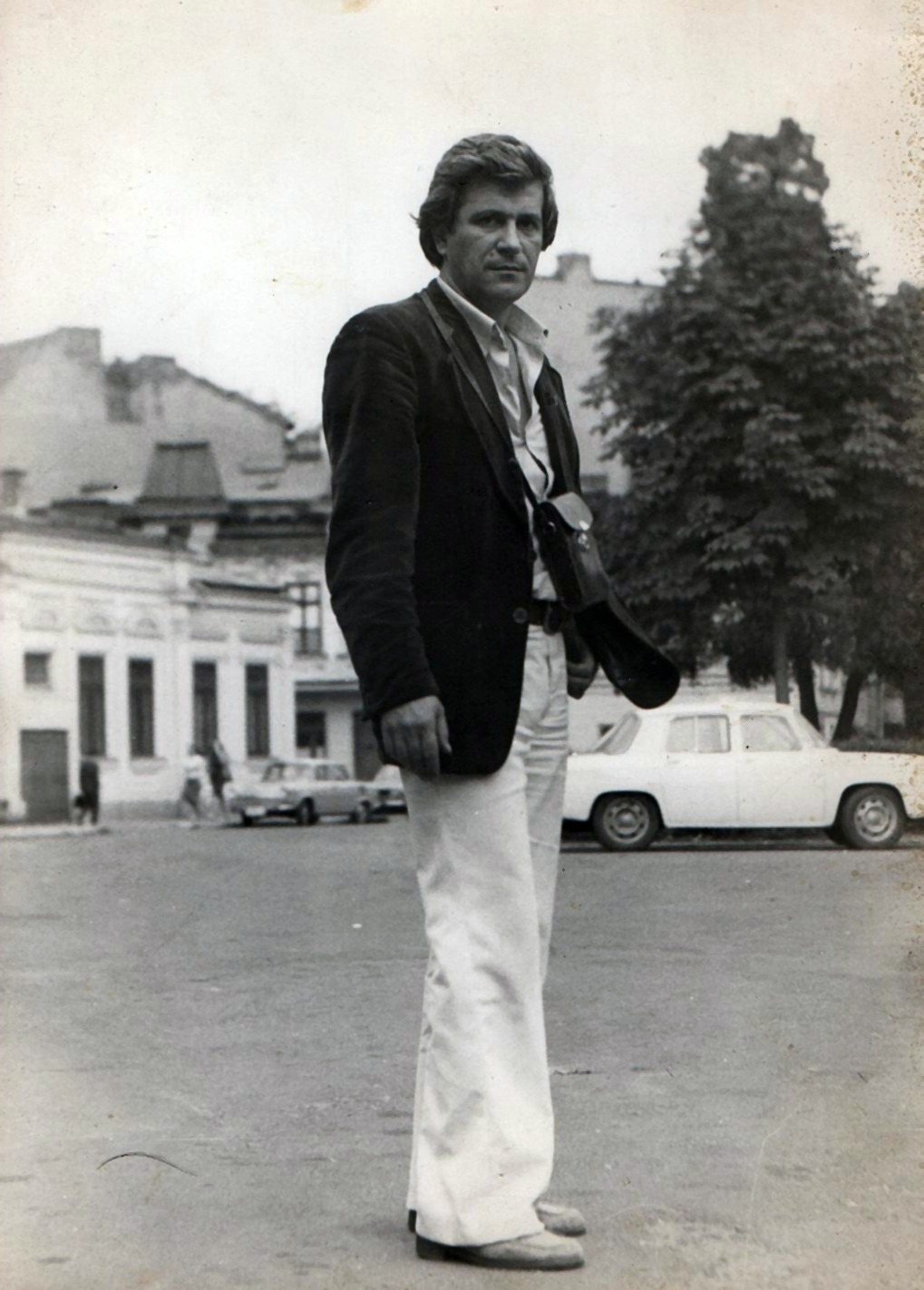
Valeriu Pantazi
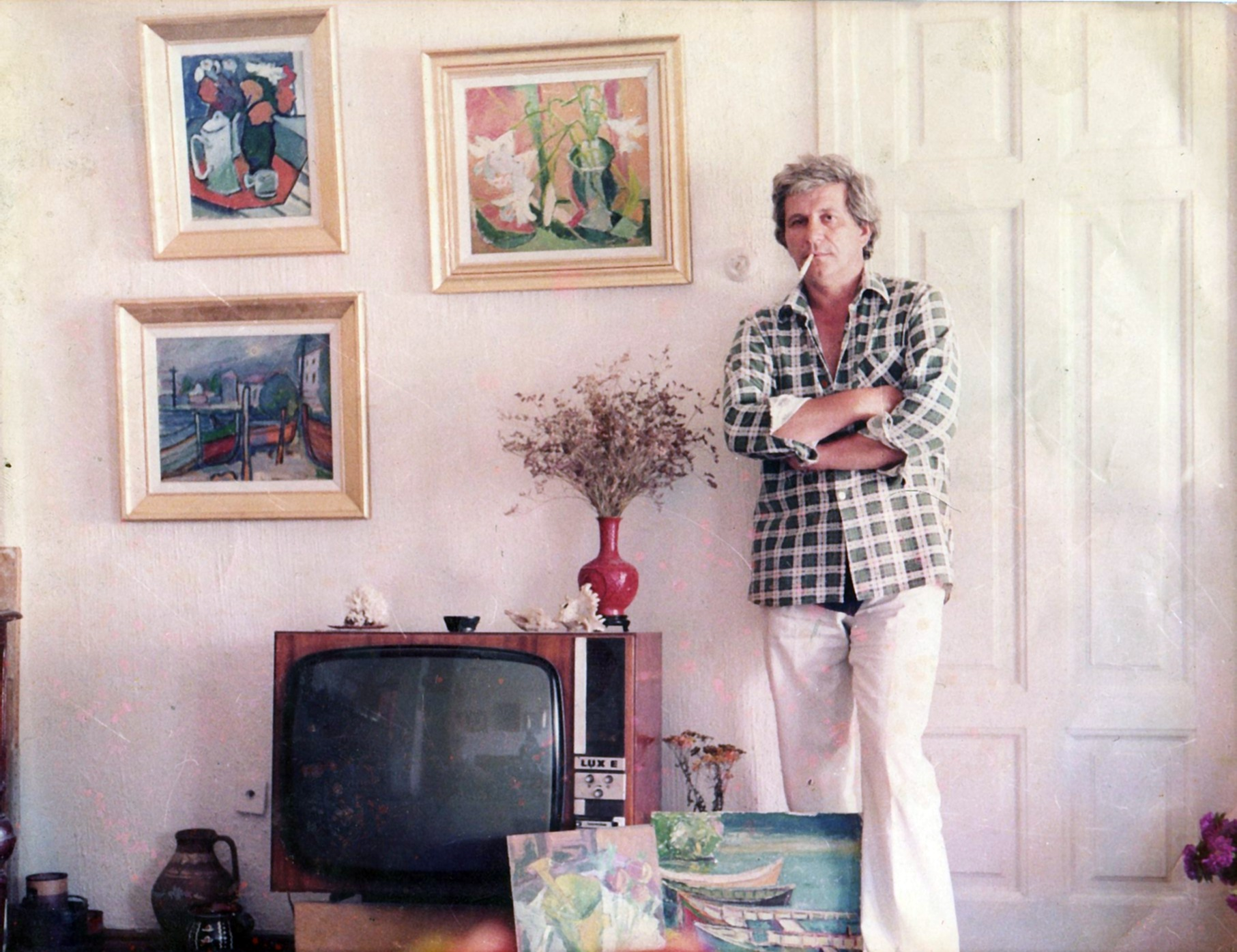
Interior (1)
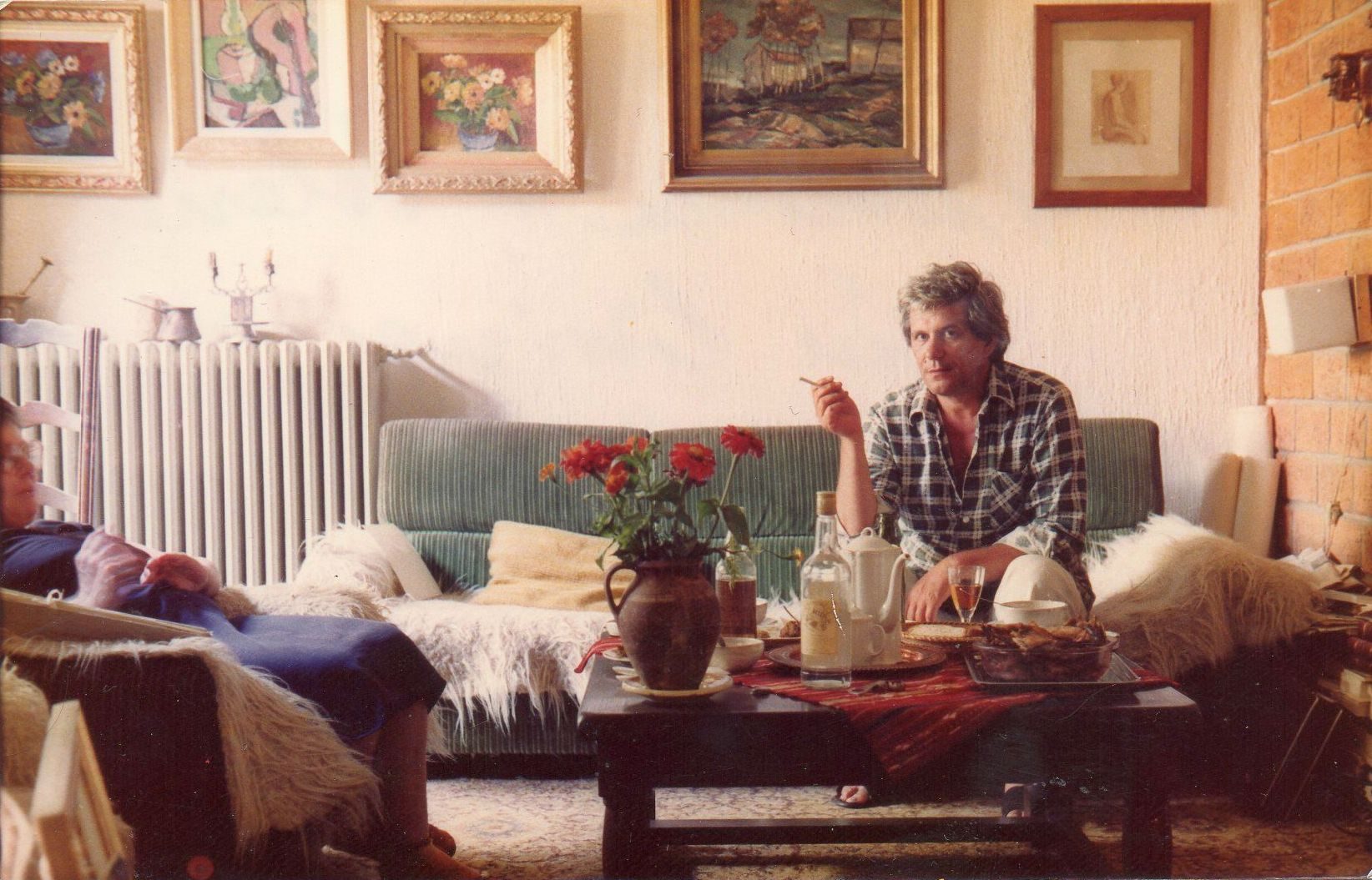
Interior (2)
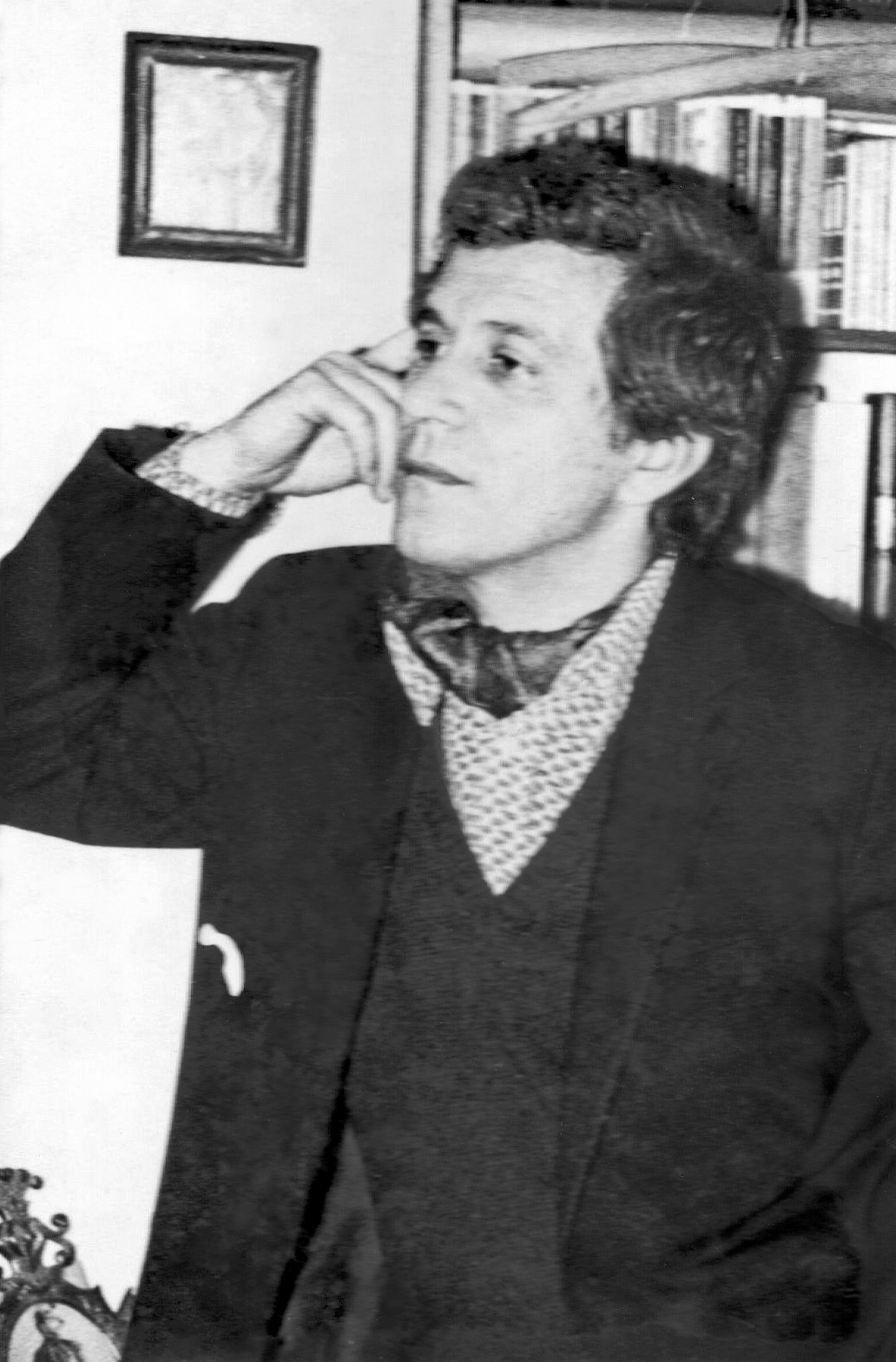
Pantazi, 1972

## Legături externe

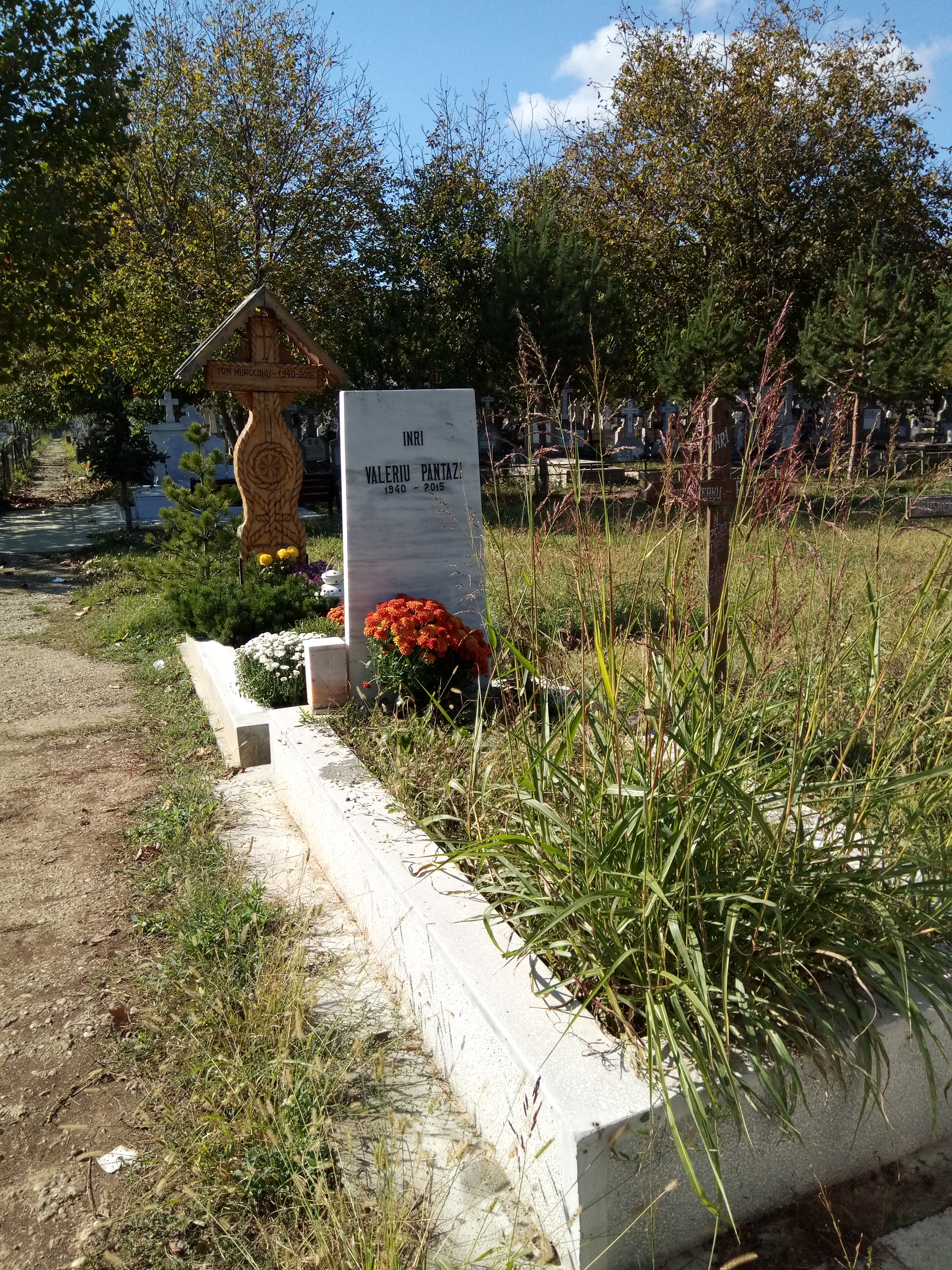
Valeriu Pantazi la Străulești 2

## Pictură
Valeriu Pantazi a participat la expoziții de pictură, personale și de grup, după cum urmează:
- 1968 - Picto-poezie - expoziție de grup București;
- 1970 - Expoziție de grup la Ateneul Tineretului, București;
- 1986 - 2004 - expoziții personale la Galeria de artă „Metopa” Pitești;
- 1990 - 1992 - expune în Olanda la Mill Galerie, Xenia Weesenhof și Leon'Art Galerie în Wegedoorm - Cuijik;
- 1993 - Expresionism Abstract - Credit Bank, București și Phoenix, statul Arizona;
- 1994 - Art Expo - Bienala de pictură, București;
- 2003 - 2008 - Galeria de artă „Metopa” - Art Point - Căminul Artei - expoziții personale;[34]
- 2004 - A reprezentat România la Bruxelles, Strasburg și Roma cu cinci peisaje;
- 2005 - Expoziție personală la Galeriile Muzeului de Artă Slatina;
- 2008 - Expoziție personală Galeria de artă „Metopa” și Silva - Bușteni;
- 2009 - Expoziție de grup Silva - Bușteni;[35]
- 2010 - Expoziție la Pinecoteca Dacia - Pantazii '70;
- 2010 - Expoziția Interferențe de la Hotel Silva din Bușteni;
- 2012 - Expoziție Galeria de artă „Metopa” - Pitești și Galeria de Artă - Biblioteca Județeană Argeș.
- 2013 - Expoziție Galeria de artă „Metopa” - Pitești, „Clasic și Modern” - Valeriu Pantazi și Paul Mecet.
- 2015 (1 - 21 iunie) - Expoziție la Galeria de artă „Metopa” intitulată PANTAZI '75 - „Locuri și melacolii”, invitat Paul Mecet, organizator Ion Pantilie din partea UAP filiala Pitești.

Picturile sale se regăsesc în colecții private din Australia, Belgia, Israel, Canada, Polonia, Olanda, Suedia, SUA, România și la Muzeul Național al Literaturii Române din București.

### Critica de artă
Referitor la artă, Valeriu Pantazi rezuma totul în butada următoare:
„Dacă arta nu este mereu mai puternică decât viața, ea este  întotdeauna mai puternică decât moartea !”—Valeriu Pantazi - 27 octombrie 1992

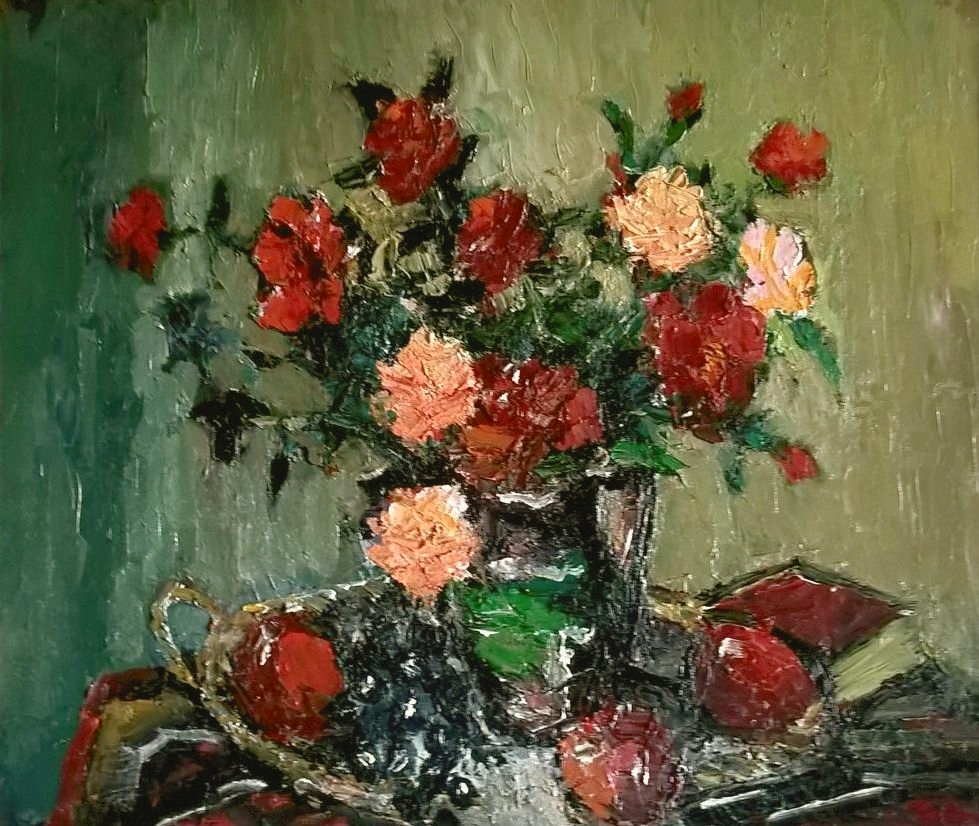
„Natură statică cu flori”

Printr-o tematică bogată, ancorată în operele înaintașilor români și internaționali, Valeriu Pantazi a probat a fi un adept al picturii clasice. În acest sens sunt menționate desenul precis și rafinat, armonia cromatică și soluțiile compoziționale care se întâlnesc în creația sa. Artistul a pictat o serie de „Veneții” care prin panoramarea peisajelor culminează cu Marea Lagună cu aer vetust ce se pierde treptat în Eterna Cetate Venețiană. Cromatica folosită se suprapune pe motivele abordate, într-un registru care confirmă stăpânirea unei tușe nonconfigurativă și dinamice, ce ține marginal de arealul „abstractului”. Despre ciclul de venețiene care înglobează peisaje ale Pieței San Marco, Canalului Grande, Ponte Vigo-Ghioggia, Veneția - Campanella, Veneția San Tropaso, criticul de artă Augustin Macarie a remarcat: „Italia este datoare cu un monument pentru Valeriu Pantazi”. Se mai poate observa un joc al imaginii „reale sau oglindite în ape” etern mișcătoare, totul reflectând o exuberanță narativă specifică impresionismului. Opera sa venețiană reprezintă de fapt un cumul de energii, jocuri de lumini, transparențe și umbre precum și dorința de a nu se îndepărta de un subiect atât de empatic. Venețiile sale „nu tânjesc după o originalitate emfatică” și de asemenea „nu vor a găsi neapărat metode și formulări ce pot duce la un pitoresc facil”.
Alături de peisajele venețiene, o altă tematică predilectă pentru Valeriu Pantazi a fost peisajele Balcicului. Imaginile venețiene și mai ales cele din Balcic arată realitatea istorică a locurilor, percepția lor fiind, în schimb, foarte actuală. Pictorul prin opera sa a încercat să explice că lumea de ieri nu poate fi pricepută decât cu mintea de astăzi și că devorarea convențiilor temporale sunt cauzate de permanentizarea prezentului. Soluția adusă de către artist a fost îndrumarea privitorului într-un exercițiu de aducere a acelui timp istoric în actualitatea sensibilității celui care percepe astăzi prezentul existent dintotdeauna și nu impune o călătorie în trecutul invocat (nu evocat). În expozițiile la care a luat parte, Valeriu Pantazi a oferit imaginea unui artist „stăpân pe uneltele sale”, matur și care, chiar dacă a părut a fi un clasic al începutului de secol al XX-lea, a reușit să depășească aerul de perimare care pândea astfel de demersuri. El a făcut apel la sensibilitatea umană care contractă și nu evocă timpul.
O altă tematică intens abordată de Pantazi a ținut de tradiționalismul abordării naturilor statice și a florilor din pictura românească, utilizând noi abordări. Florile sunt ingenios incluse printre peisaje, întregind imaginile despre natură. Valeriu Pantazi a afișat o operă cu o paletă sclipitoare, în care complementaritățile sunt controlate fără derapaje care să iasă în evidență, pictorul dispunând abil fiecare culoare la locul ei, într-o bună vecinătate cu celelalte. Totul se conjugă în final „într-un izvor de lumină plină de vrajă și mister”.

Ghiocei în pictura românească
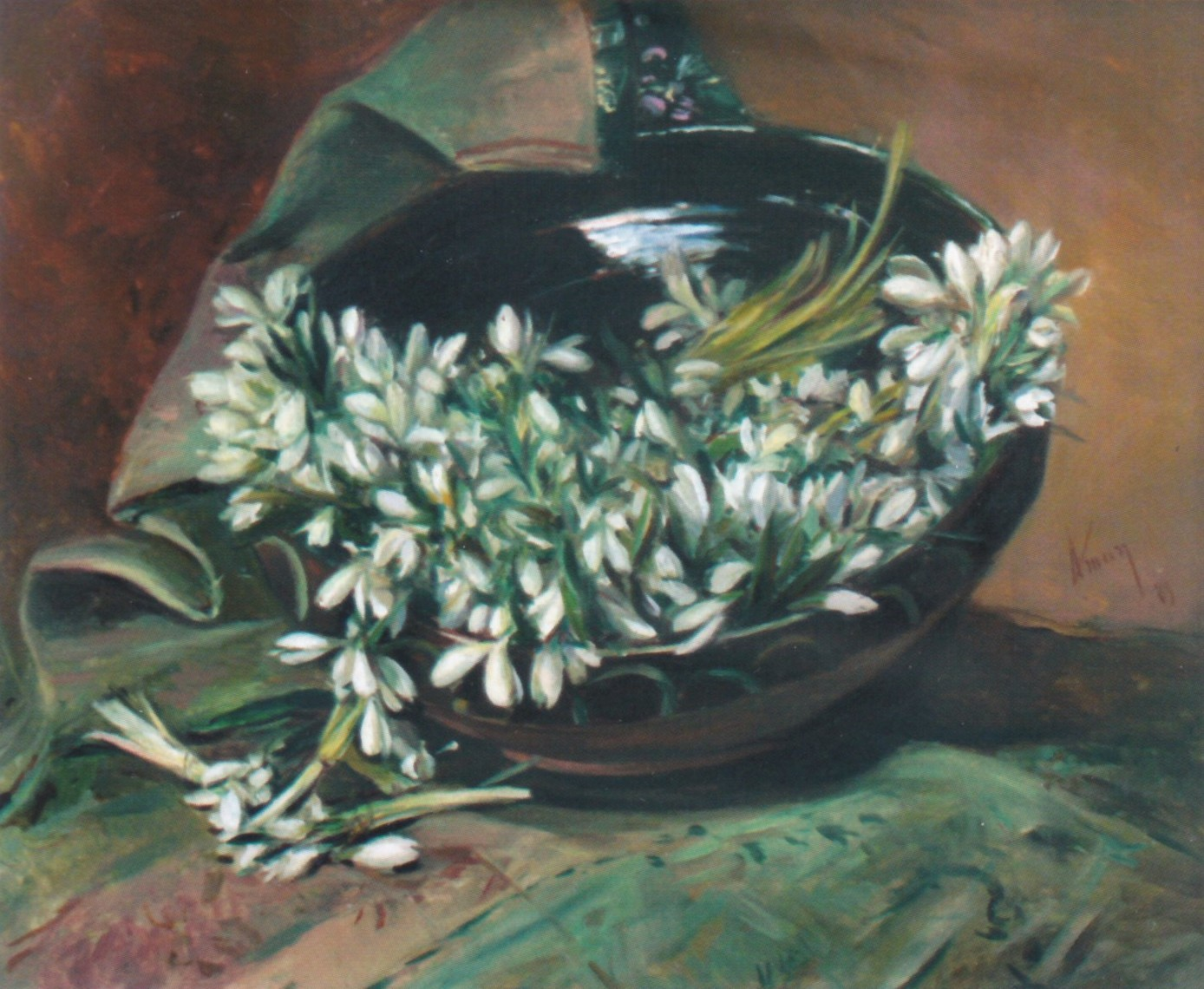
... de Theodor Aman
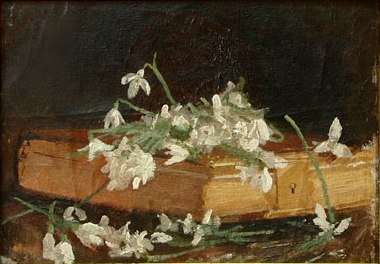
... de Ion Andreescu
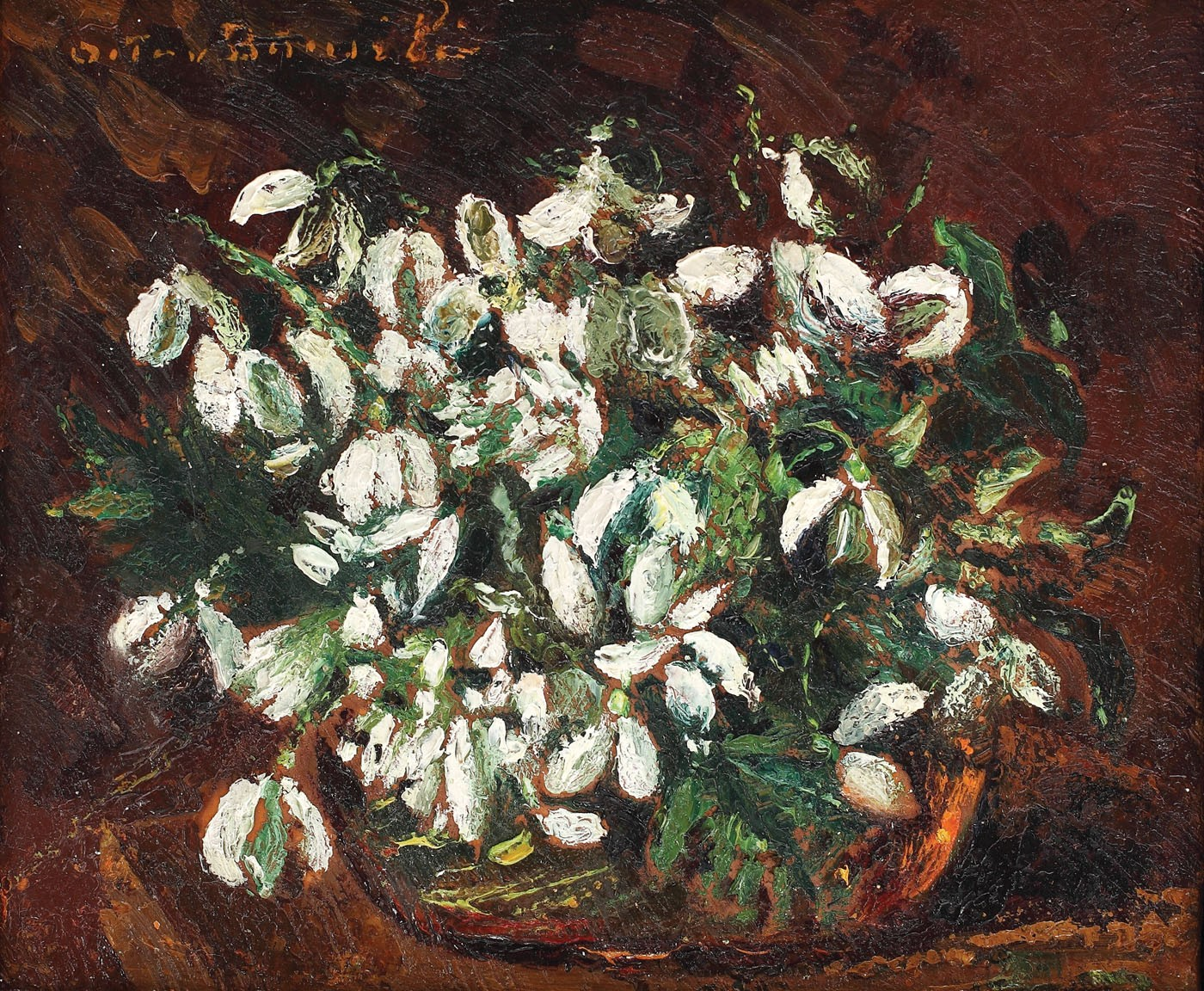
... de Octav Băncilă
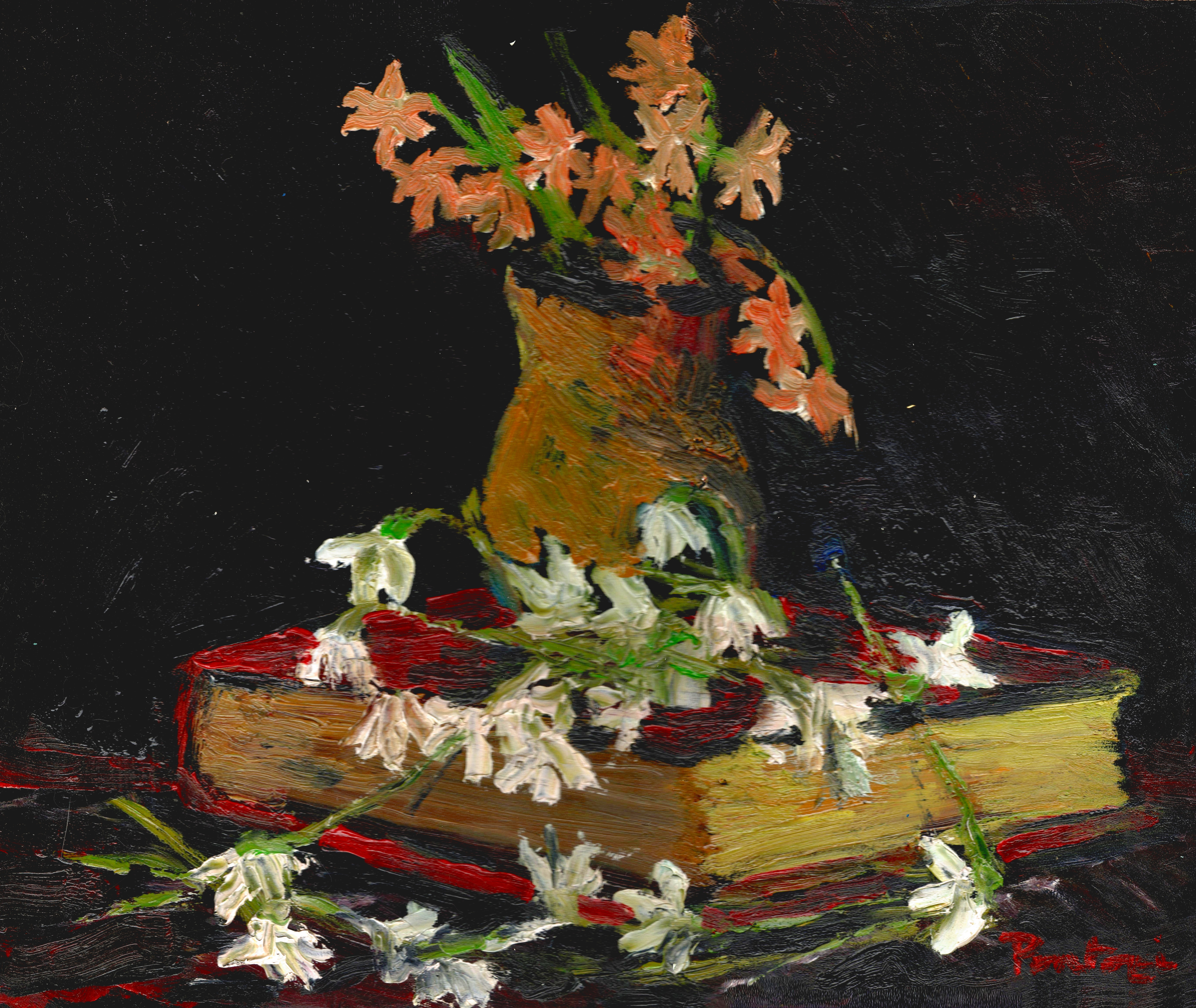
... de Valeriu Pantazi

Asemenea înaintașilor săi Dărăscu, Petrașcu și Pallady, maeștri ai impresionismului și postimpresionismului, Valeriu Pantazi a reușit să integreze stiluri, tehnici și abordări din opere clasice, fără a le frauda. Împătimit pescar în Delta Dunării și foarte atașat de Dobrogea, Valeriu Pantazi a pictat satele de pescari unde a poposit, vegetația, bărcile, casele și siluetele umane specifice.
Valeriu Pantazi a abordat și tematici abstracte pe pânze unde se poate observa interferența liniilor cu tăieturi geometrice cu culori și tușe apăsate, luminoase și vii. Aceste lucrări se alătură stilistic expresionismului. Deși a fost ademenit de expresionismului abstract, el a rămas fidel figurativului.

## Premii
| Gheorghe Petrașcu   | Valeriu Pantazi |
| ------------------- | --------------- |
|                     |                 |
| „Casă la Nicorești” | „Culă părăsită” |

- Laureat al Revistei „Luceafărul” în anul 1972.[23]

## Galerie de imagini
Valeriu Pantazi spunea despre el însuși:
„        Am terminat de curând al patrulea autoportret. Unul a dispărut dintr-o expoziție la București. Pe altul l-am scris în prima mea carte, „Estimp”... M-am născut în Vrancea, la 17 mai 1940. Am învățat la Focșani, la Faraoanele, Ulmeni, Buzău și București. Cu poezie, am debutat prin 1961 în „Luceafărul”, la „Poșta redacției”, și puțin după aceea am deschis o „expoziție” în holul Facultății de Arte Plastice a Institutului Pedagogic din București, unde eram student în anul I. M-am dedicat însă repede scrisului, am făcut și cronică de artă plastică, am lucrat la o revistă pentru copii, „Cutezătorii”, am fost îndrumător cultural, am condus cenacluri de poezie și o „cafenea literară” la Ateneul Tineretului din București. Aici, interesul meu pentru pictură a iscat o „mișcare”, să-i zicem așa, materializată mai întâi printr-o sală de expoziții pentru tinerii debutanți - pictură, poezie, sculptură, grafică, o pinacotecă și colocviile spontane pe toate temele legate de artă, cele amintite, plus teatru, balet, muzică. Încă de atunci i-am cunoscut pe artiștii argeșeni cu care m-am împrietenit, eram ultimii „boemi”, așa credeam noi, eram tineri sau foarte tineri. Un vânt de „renaștere” bătea în aripile noastre, iar succesele și insuccesele erau la fel sărbătorite, caracterul discuțiilor noastre era exhaustiv enciclopedic, asistam împreună la lansări în cosmos și ne pregăteam propriile lansări pe orbitele care ne atrăgeau mai mult... Între timp am publicat poezii, am luat un premiu în 1972 de la Revista „Luceafărul”, în 1978 mi-a apărut volumul „Celebrări”..., apoi „Aerul tare de dragoste”, am tradus din Bella Ahmadulina în antologia „Zilele care se nasc”... și în 1984 „Tu, Secole !”. Am acum un volum gata de tipar care se numește „Cartea tăcerilor”.
        În acest timp, dacă sintetizez, două lucruri au fost foarte importante pentru formarea unei concepții de viață și, implicit, asupra modului de a mă exprima: prietenia cu inegalabilul Nichita Stănescu și nesfârșitele discuții despre arta conceptuală cu sensibilul și rafinatul pictor Gheorghe Pantelie. Și toate acestea pe fondul unui spirit de emulație adevărată, cu lecturi de estetică, filozofie, beletristică, ale autorilor de aici și din toată lumea...”—Interviu cu Valeriu Pantazi în „Jurnalul de Argeș”, 1992 - rubrica Dialoguri de Argeș.

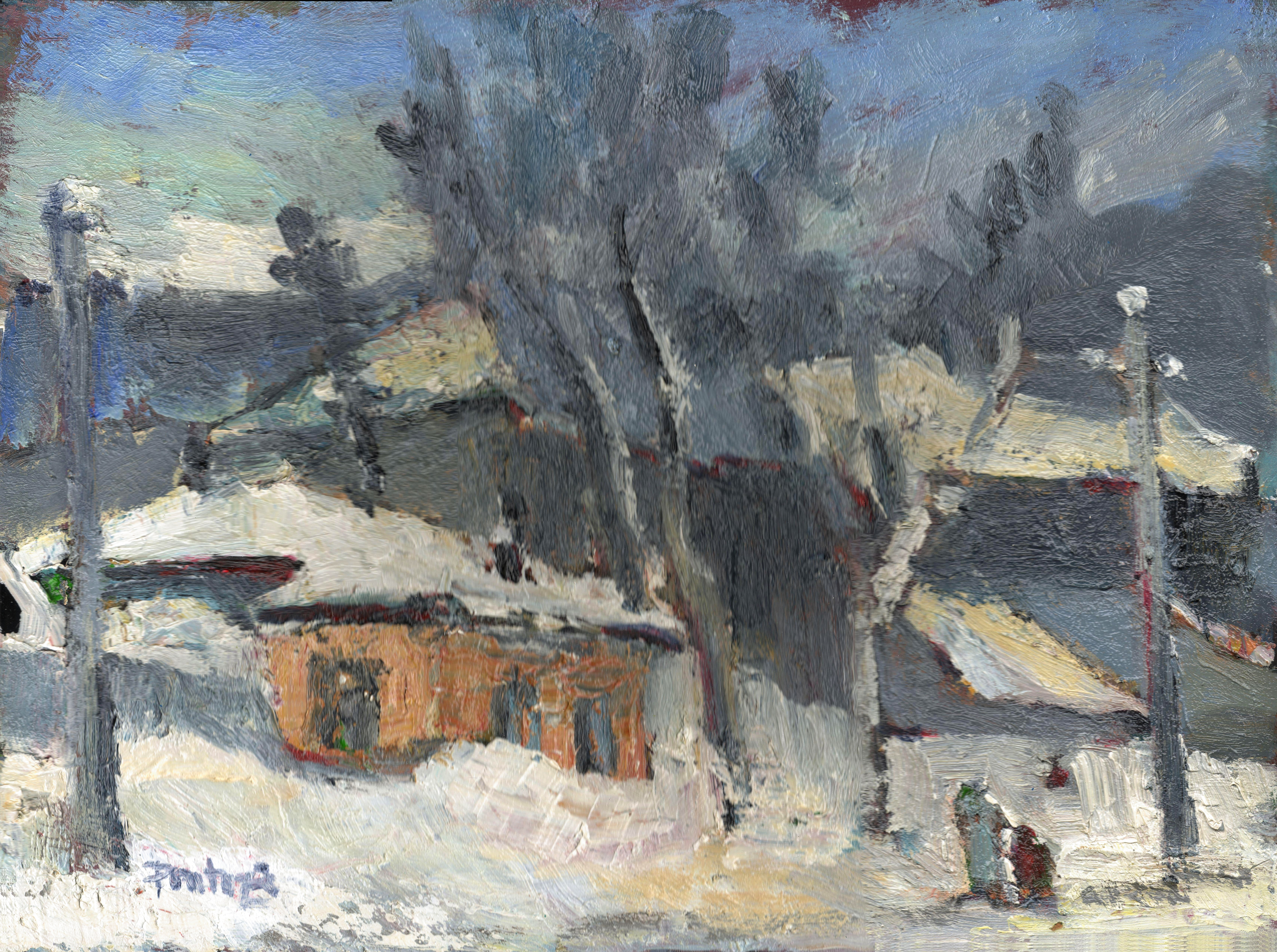
„Peisaj de iarnă”, pictură în ulei 2013
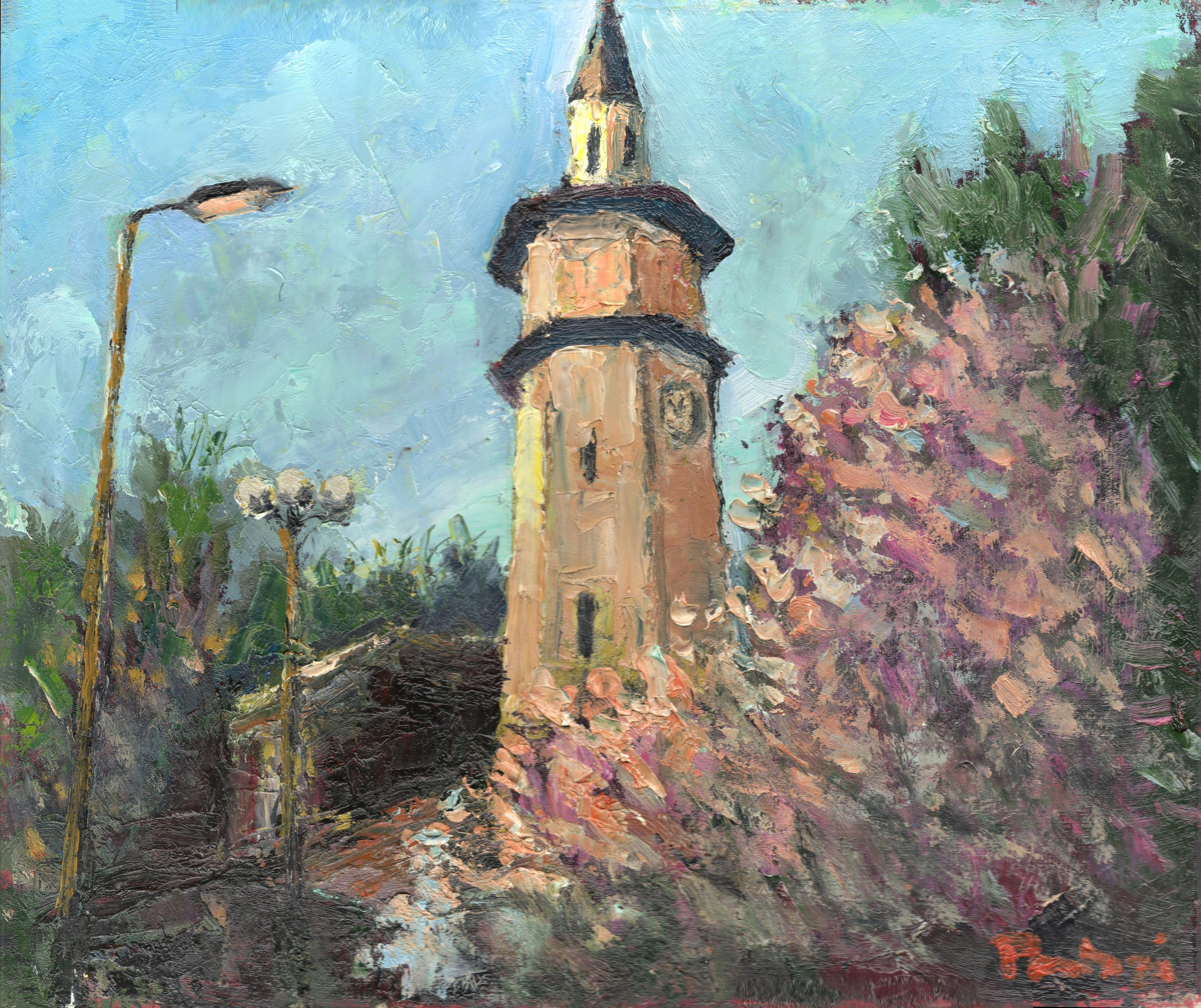
Peisaj Turnul cu ceas din Giurgiu, pictură în ulei 2013
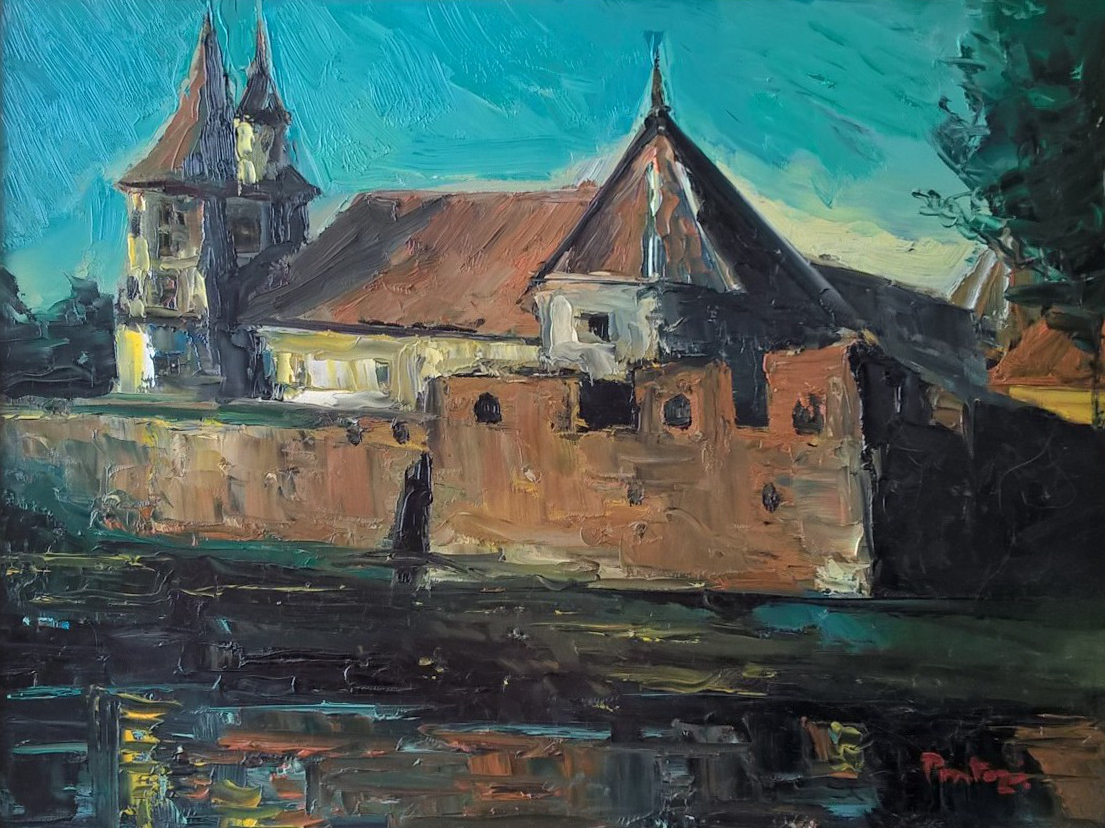
„Amurg în Cetatea Făgărașului”, pictură în ulei 2013
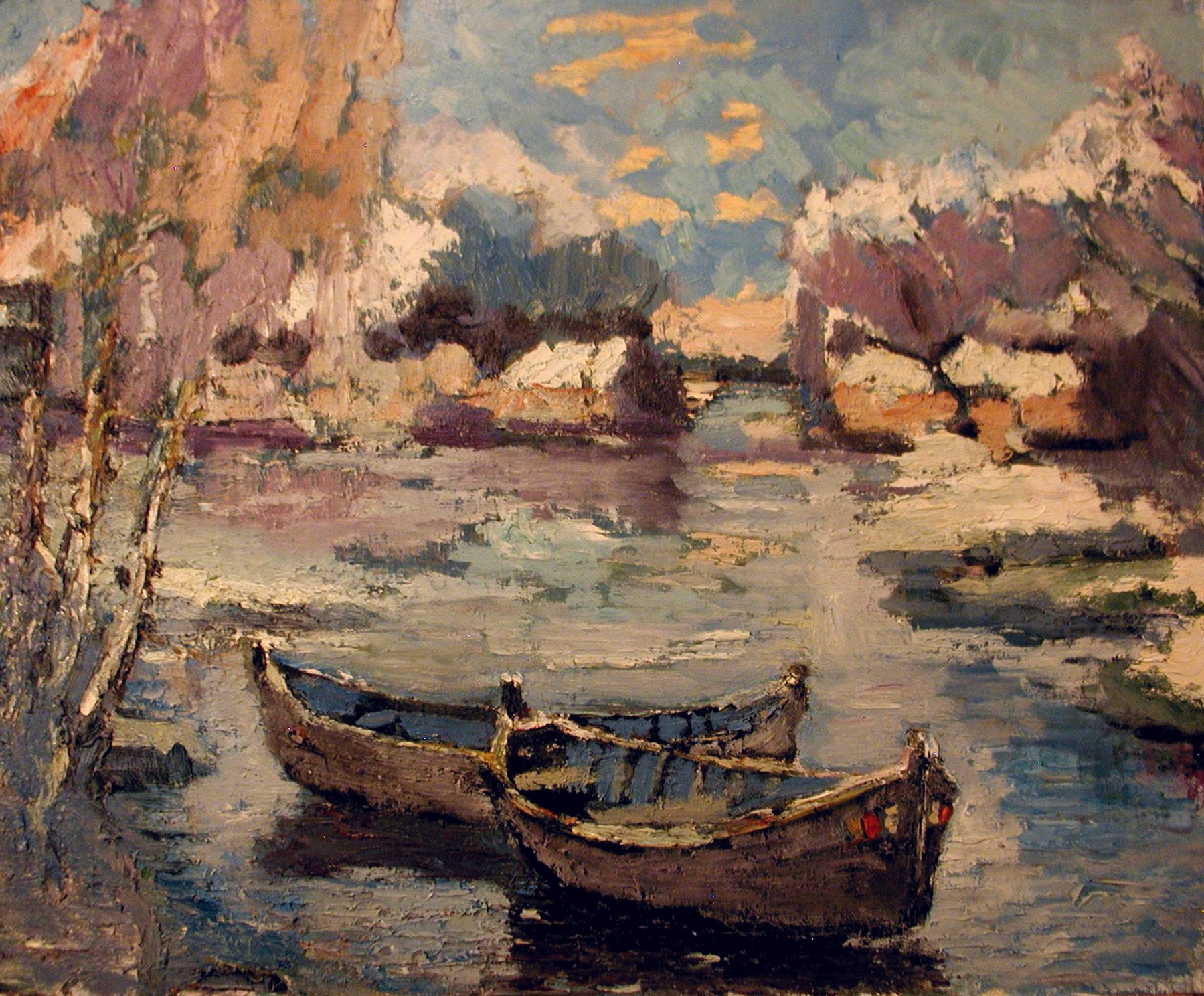
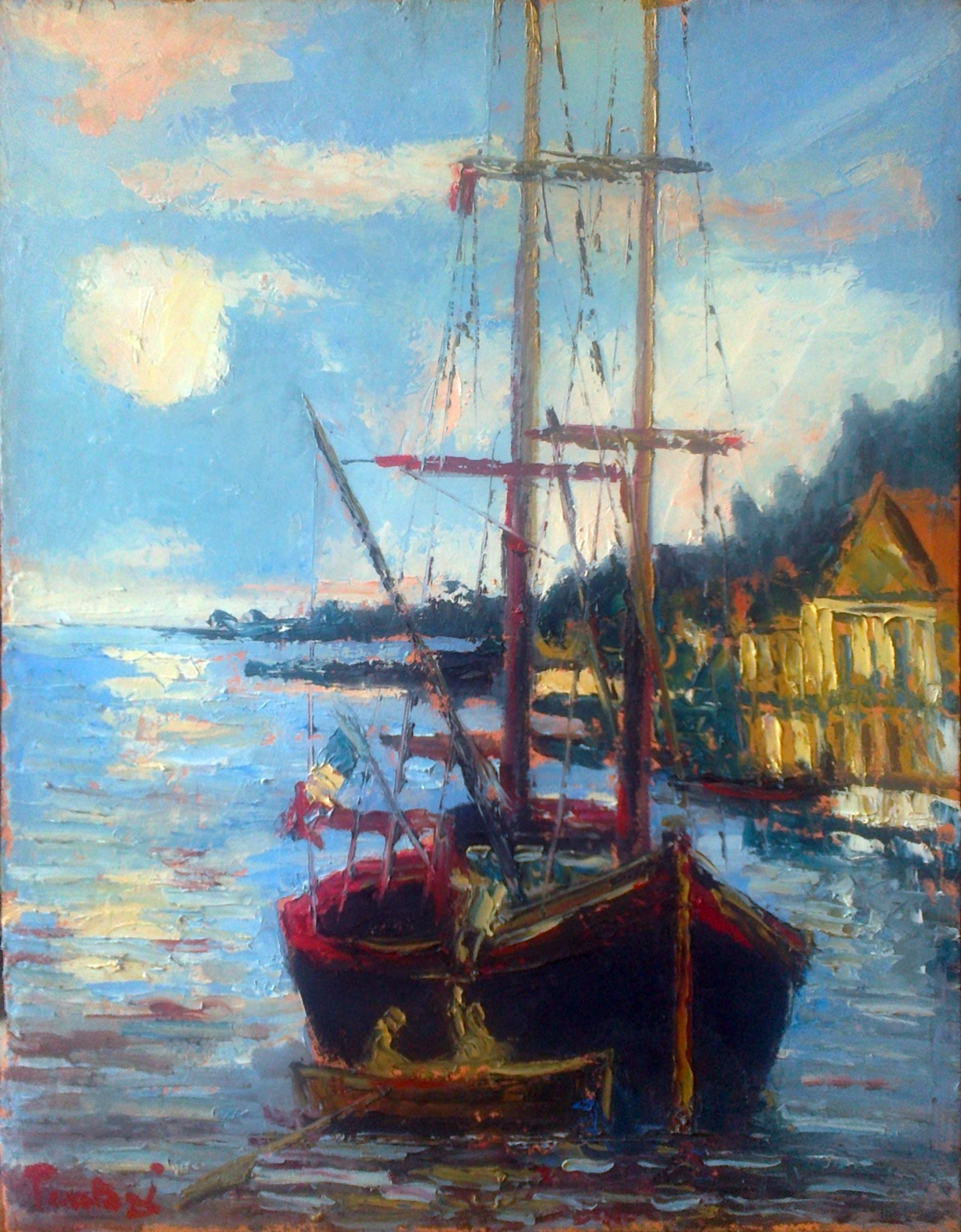
„Corabie la Sulina”, pictură în ulei 2010
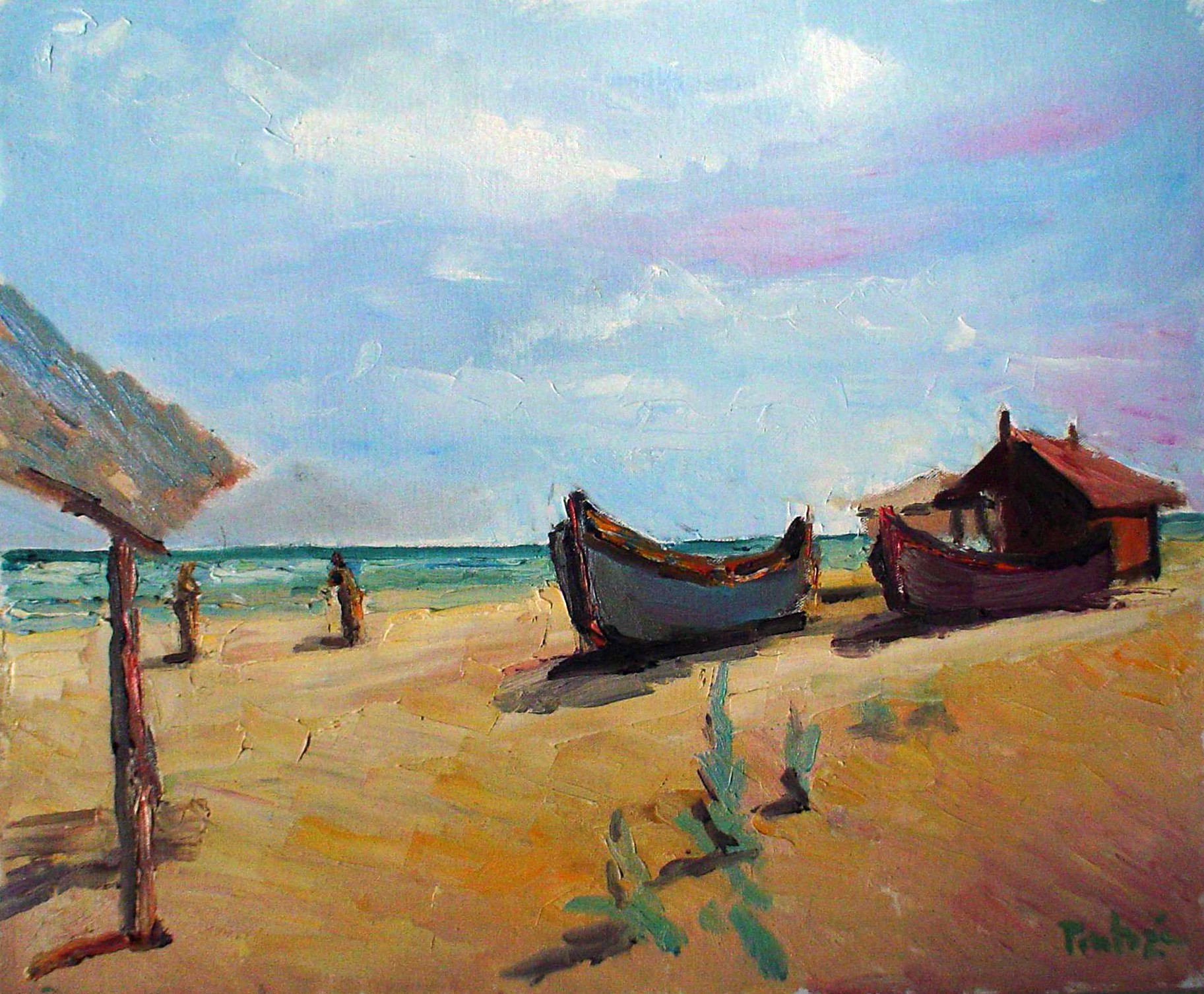
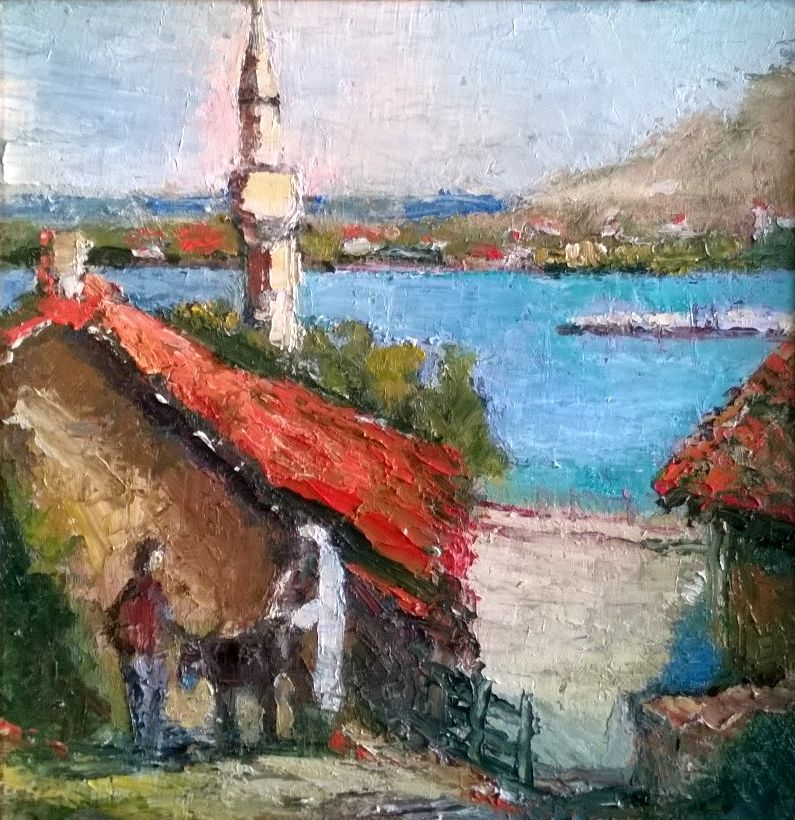
Peisaj din Balcic
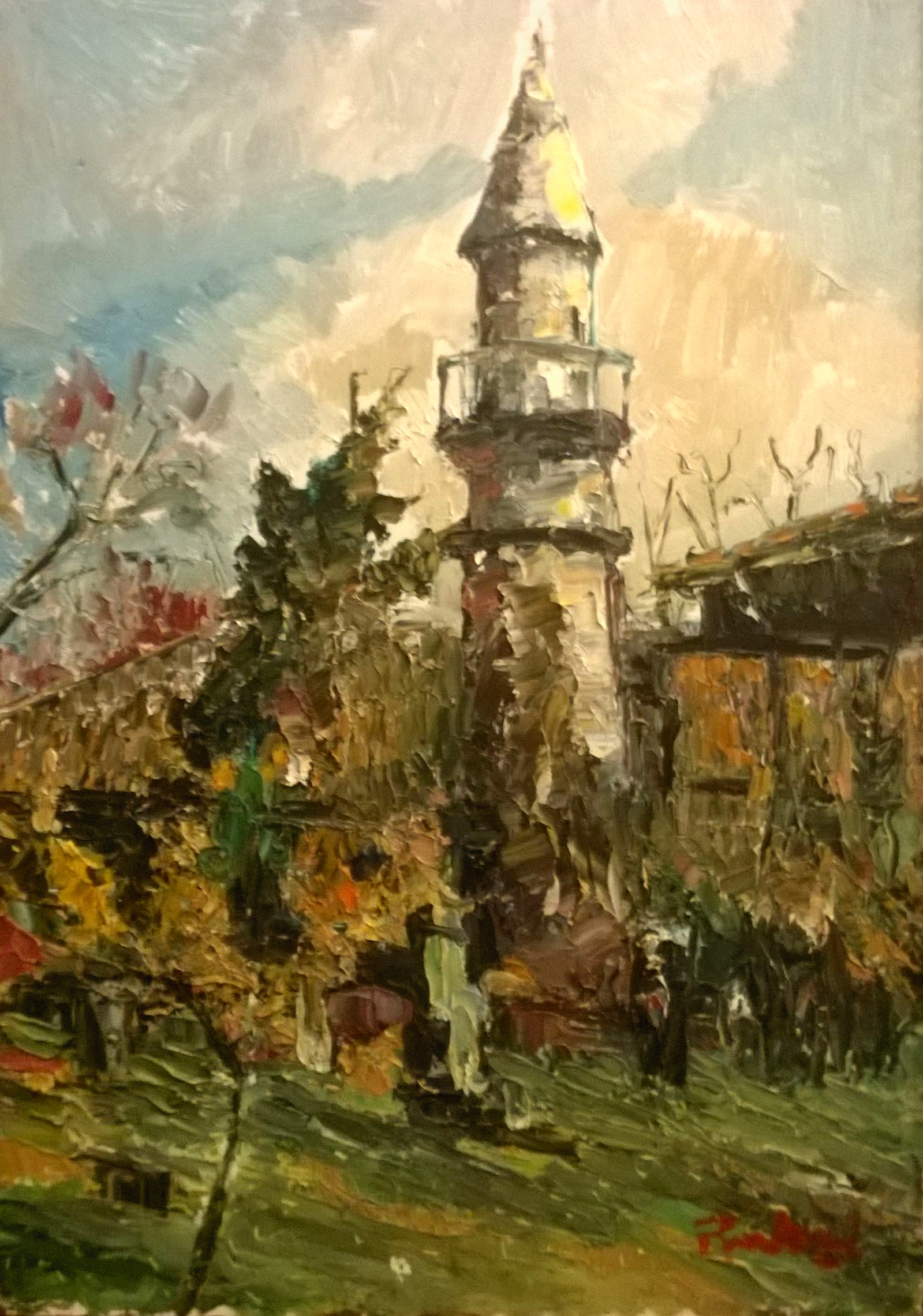
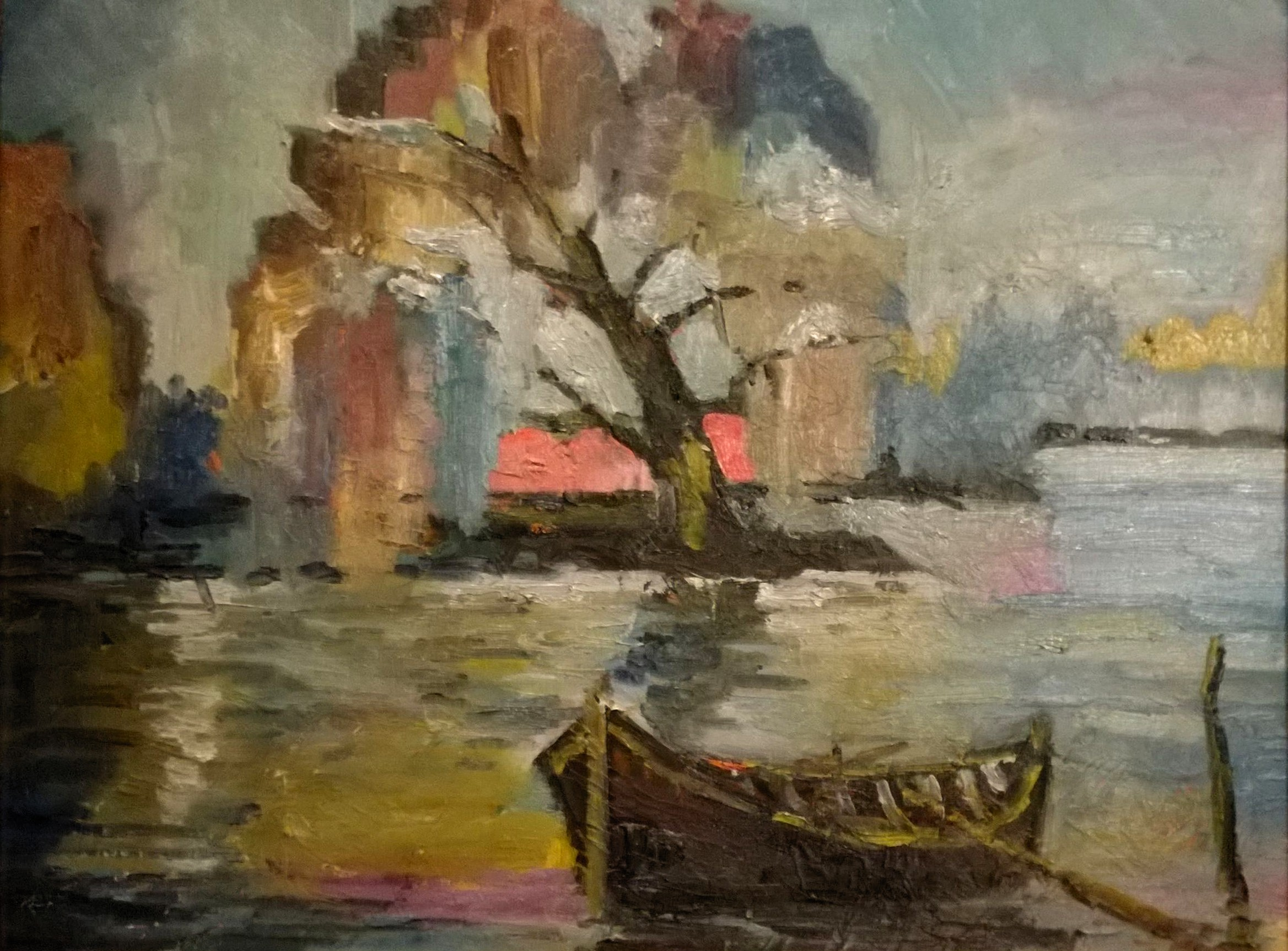
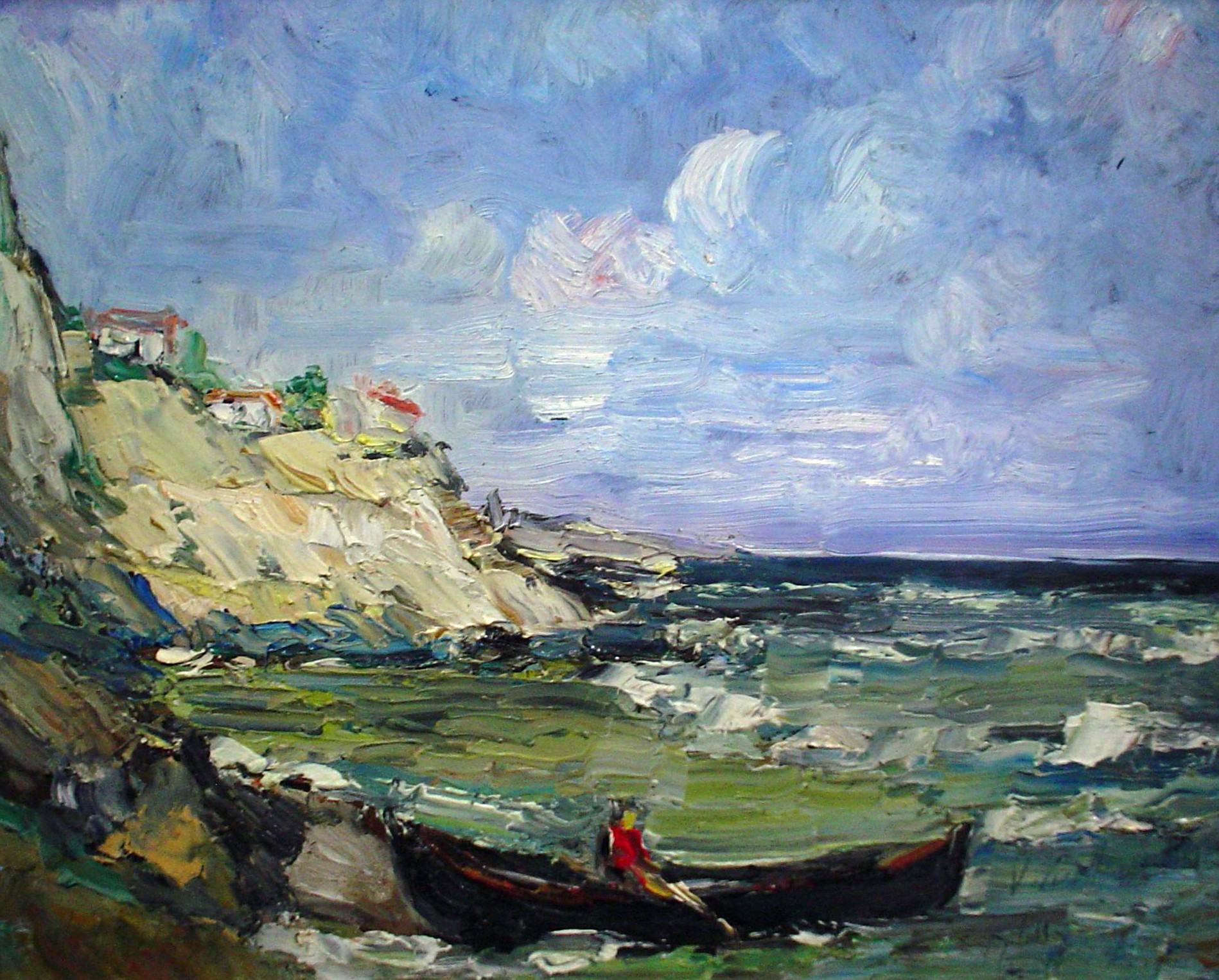

Cu ocazia expoziției deschise în Wegedoorm-Cuijik, Olanda (1991), la Leon Art Galerie, Henk de Moll spunea cu privire la pictura lui Pantazi: 

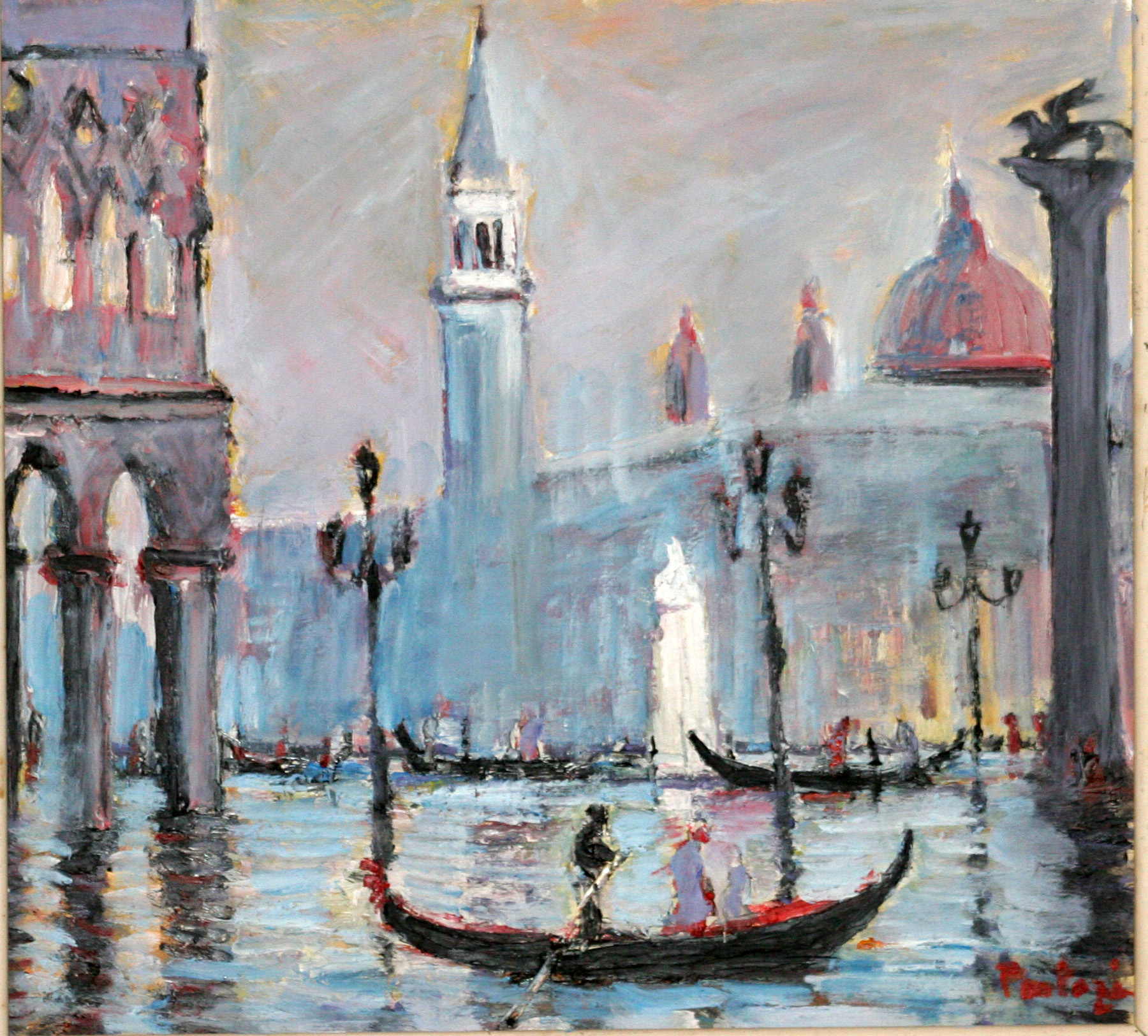
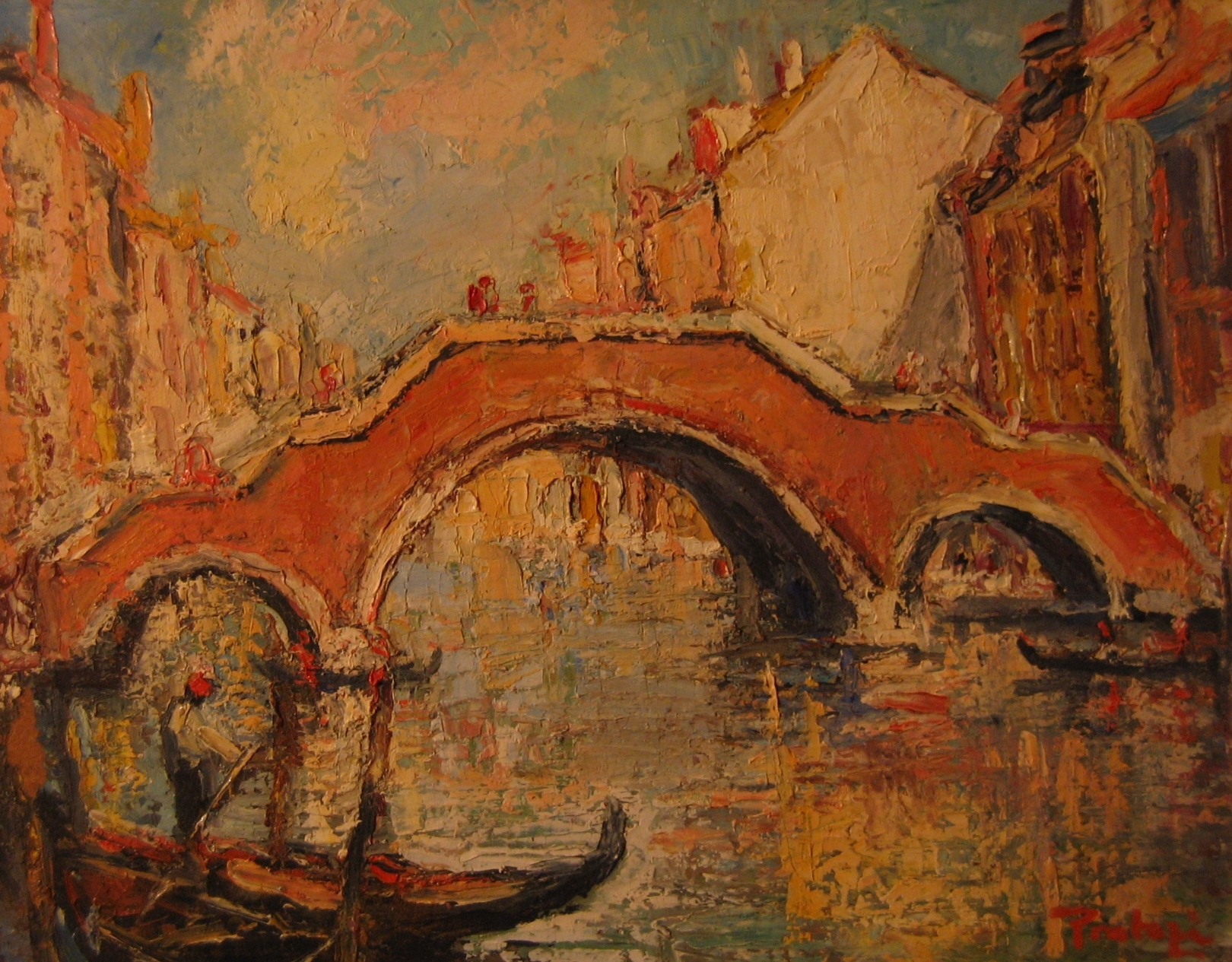
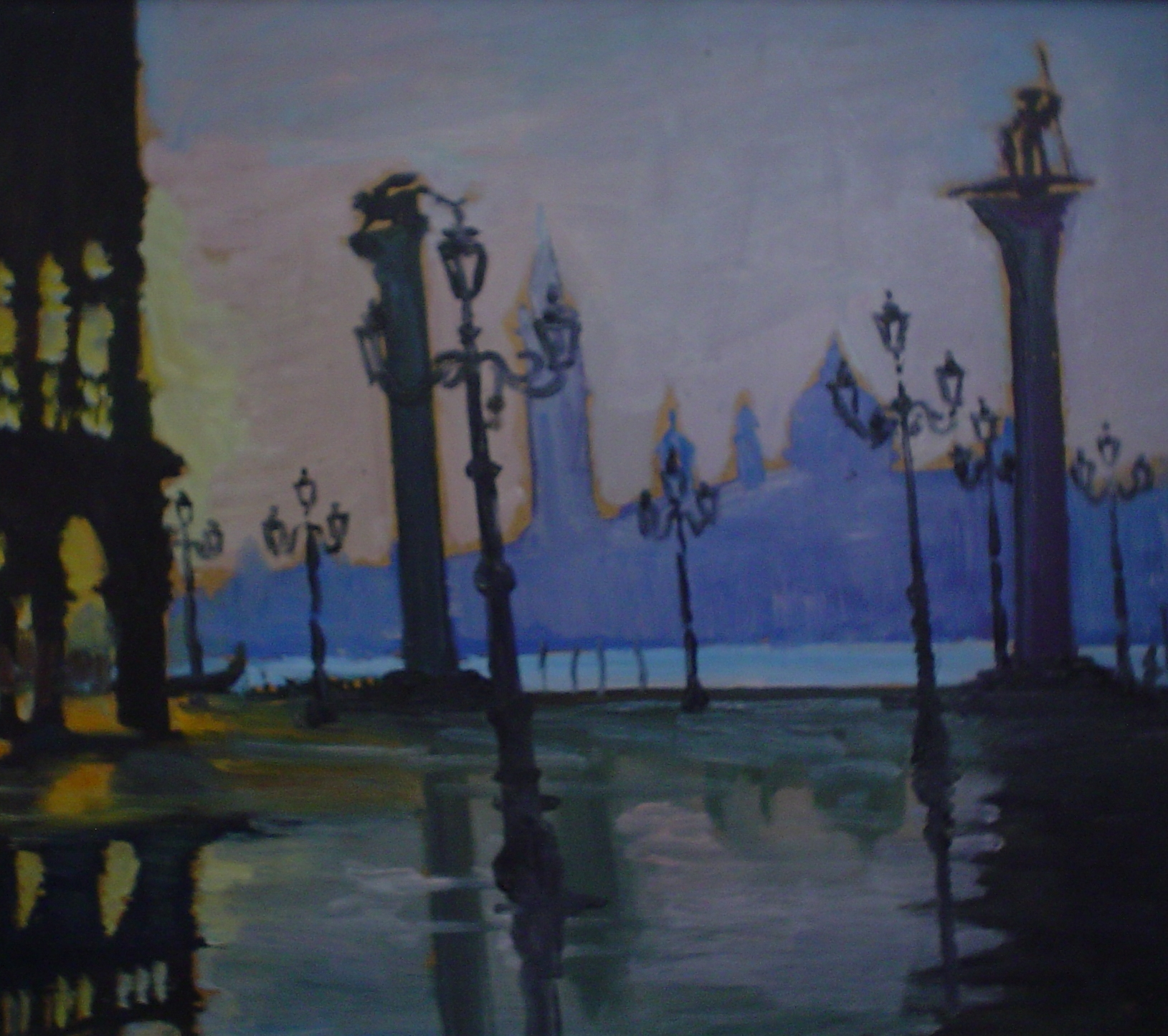
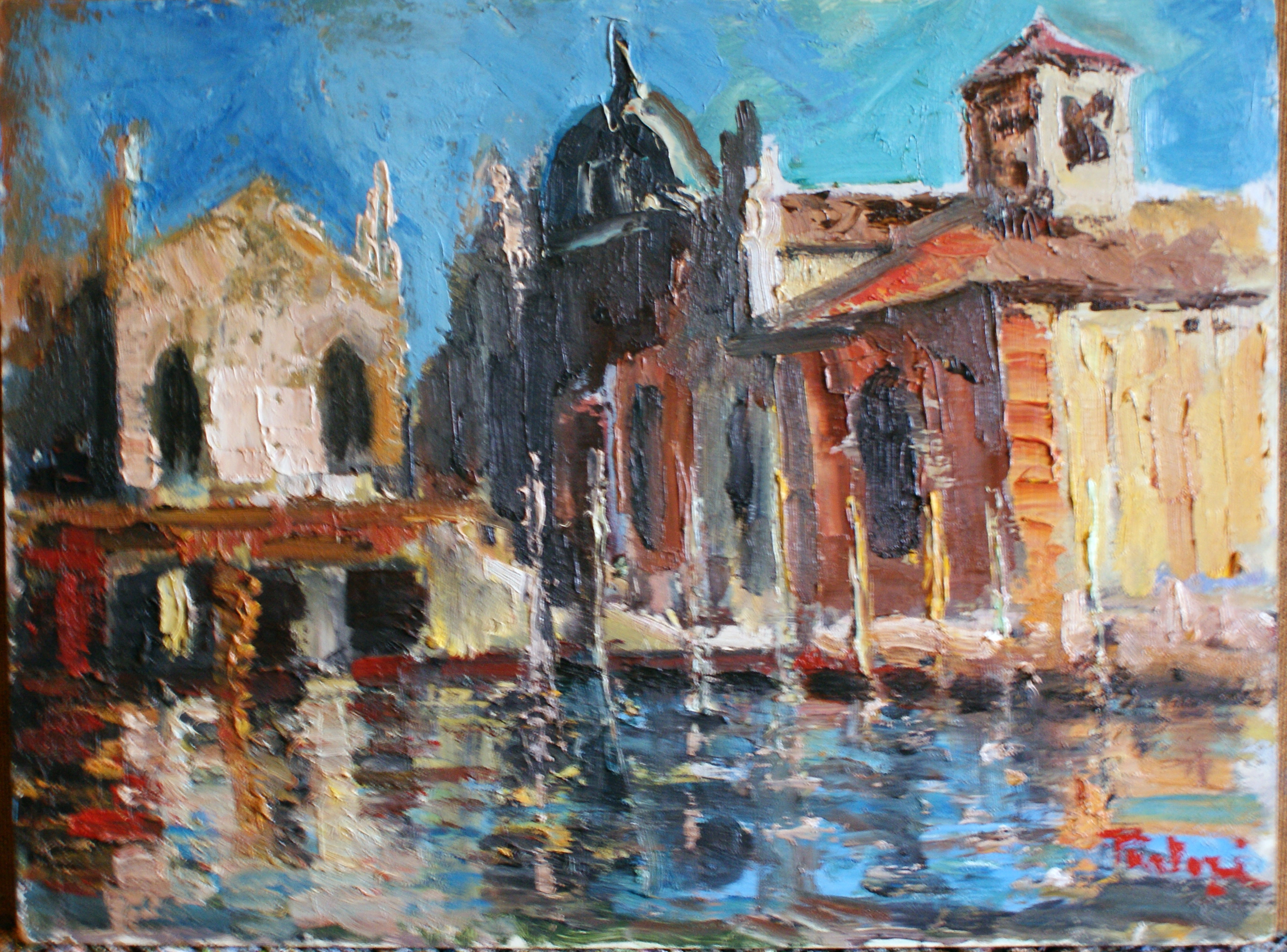
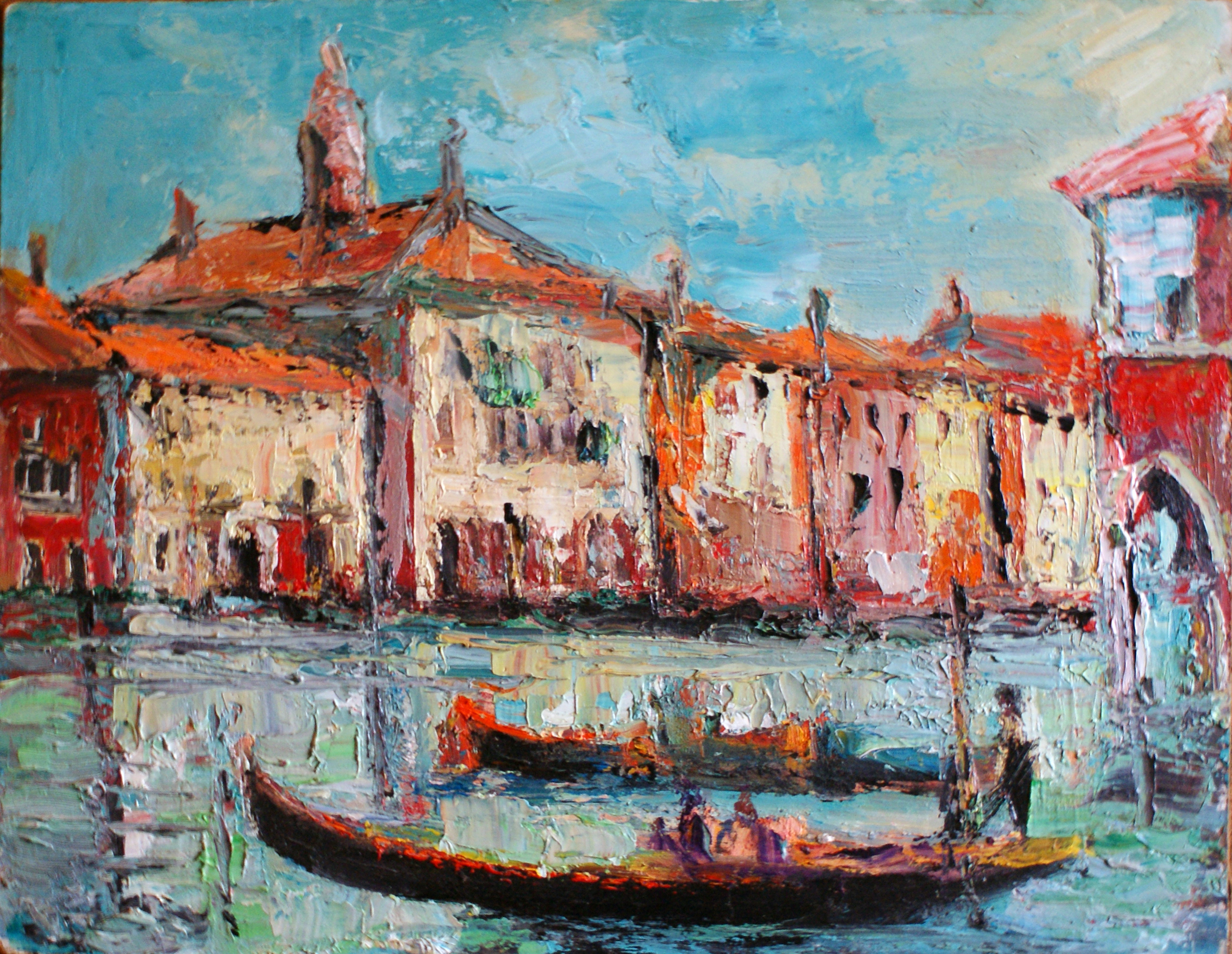

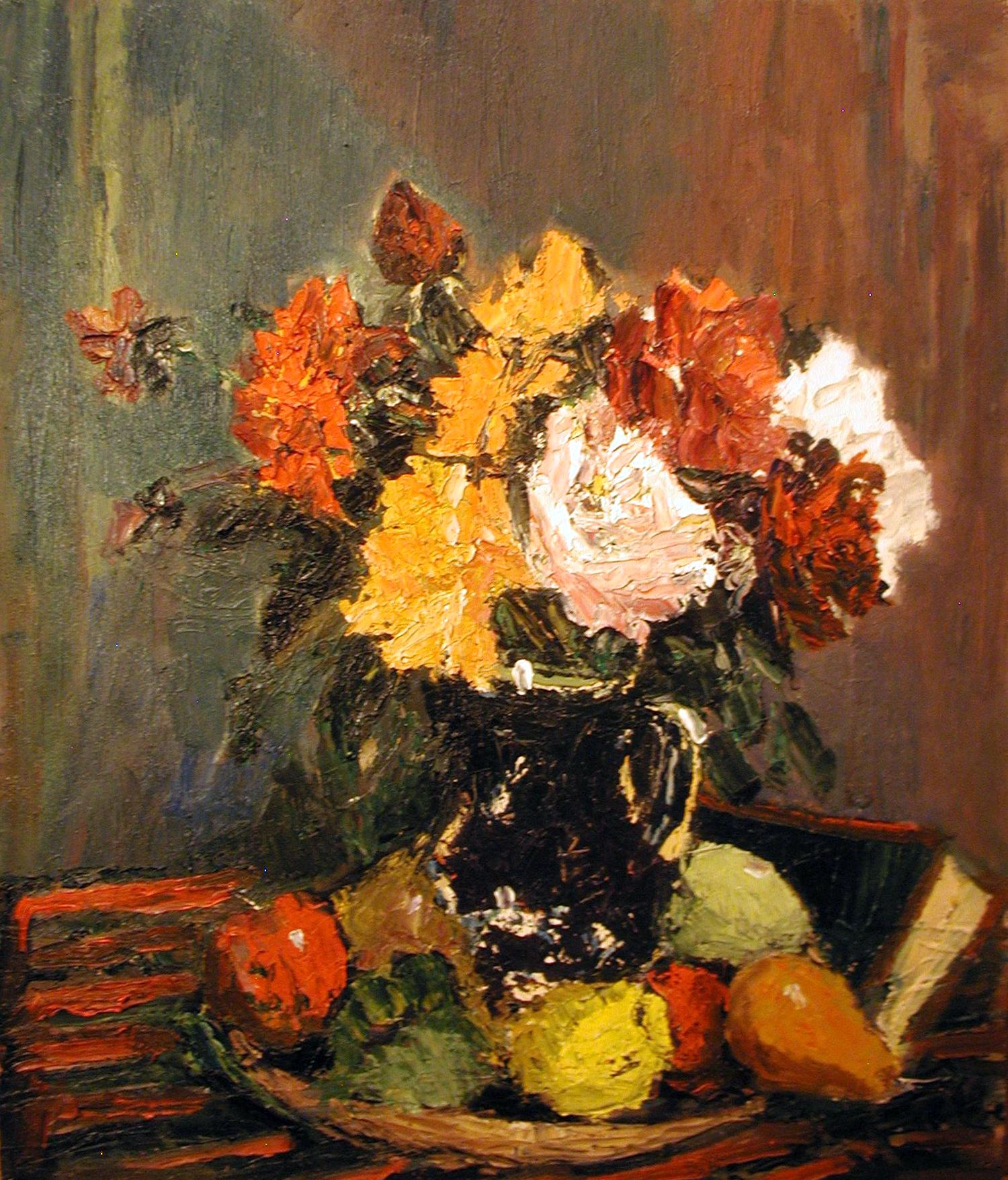
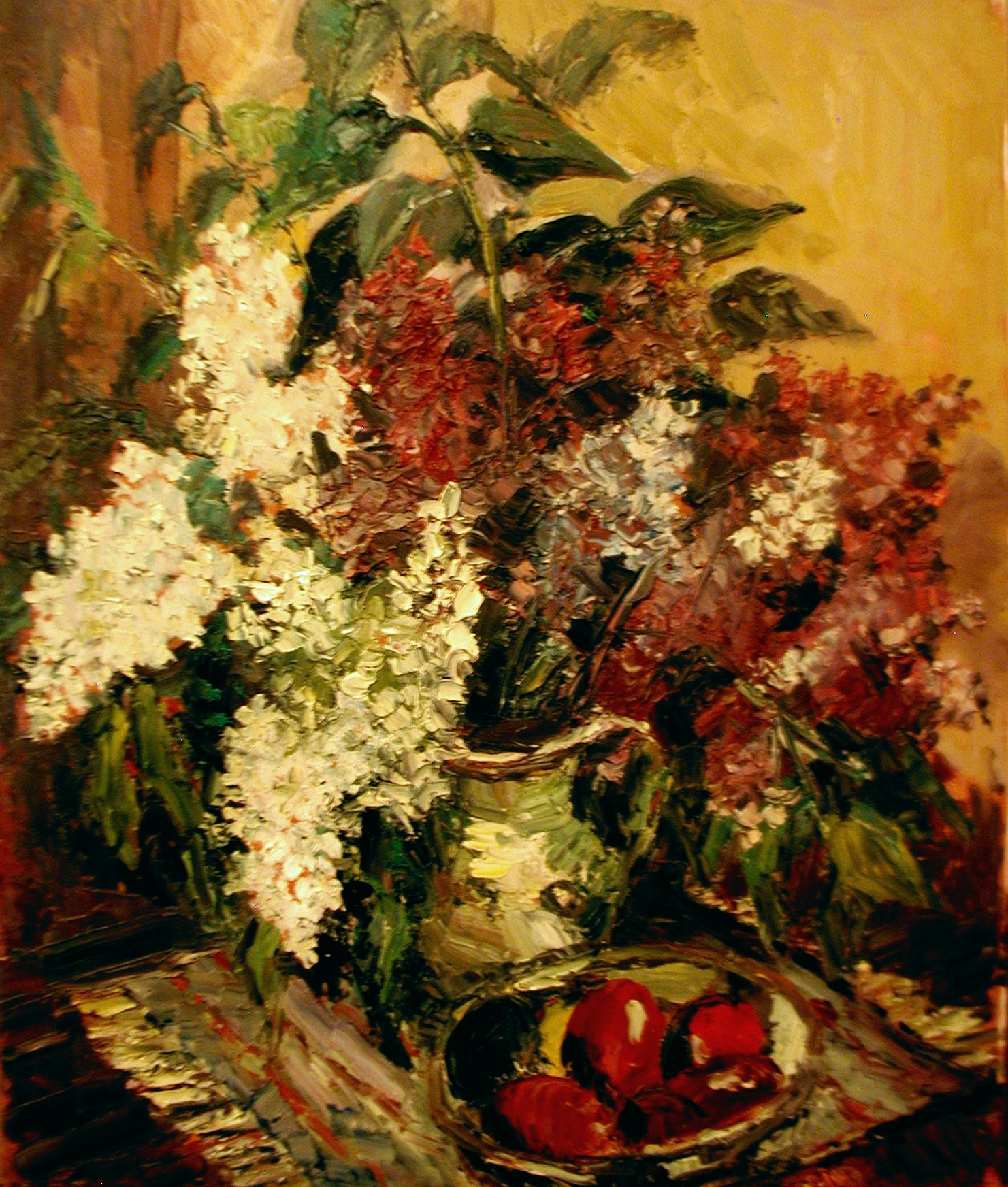
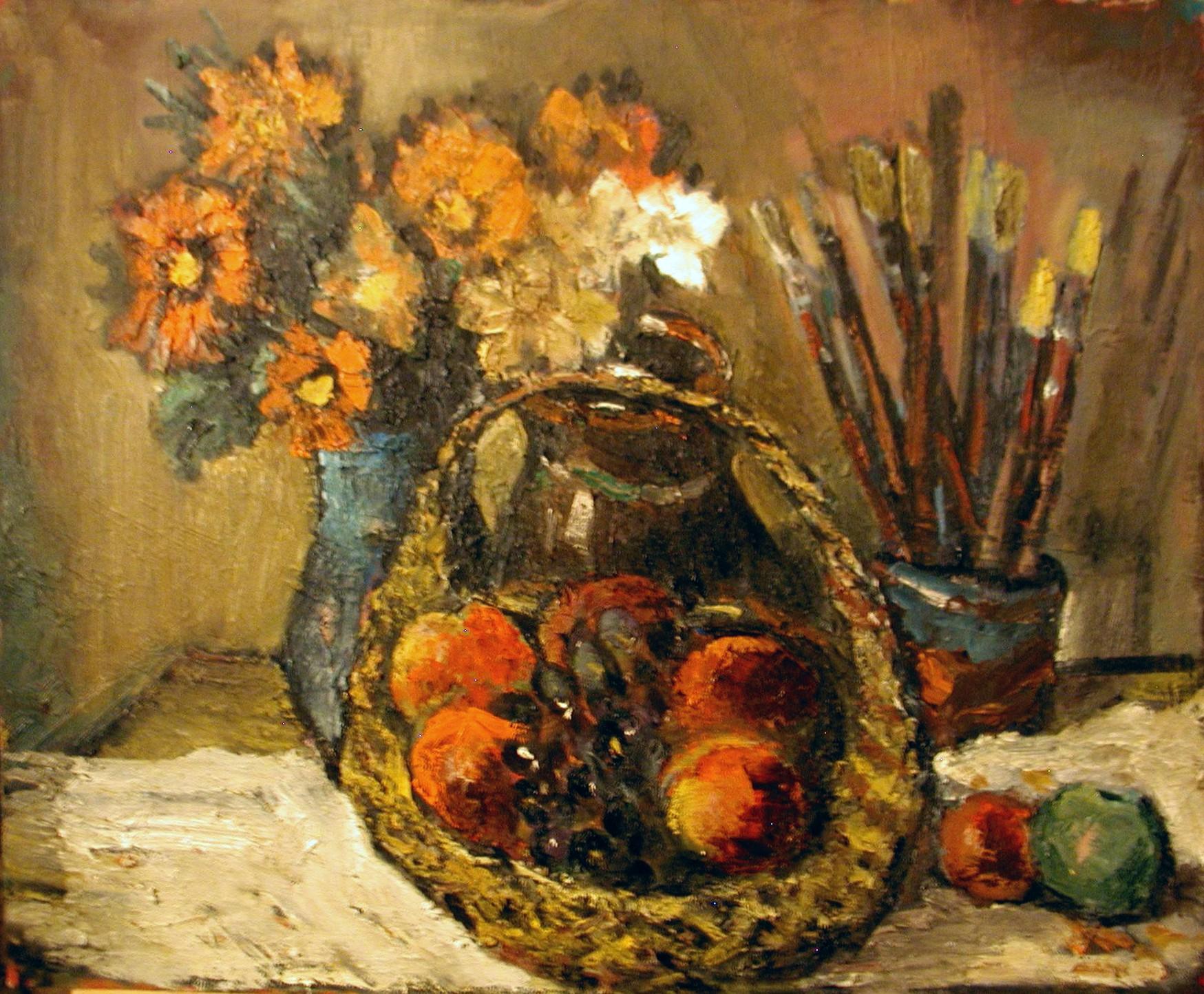
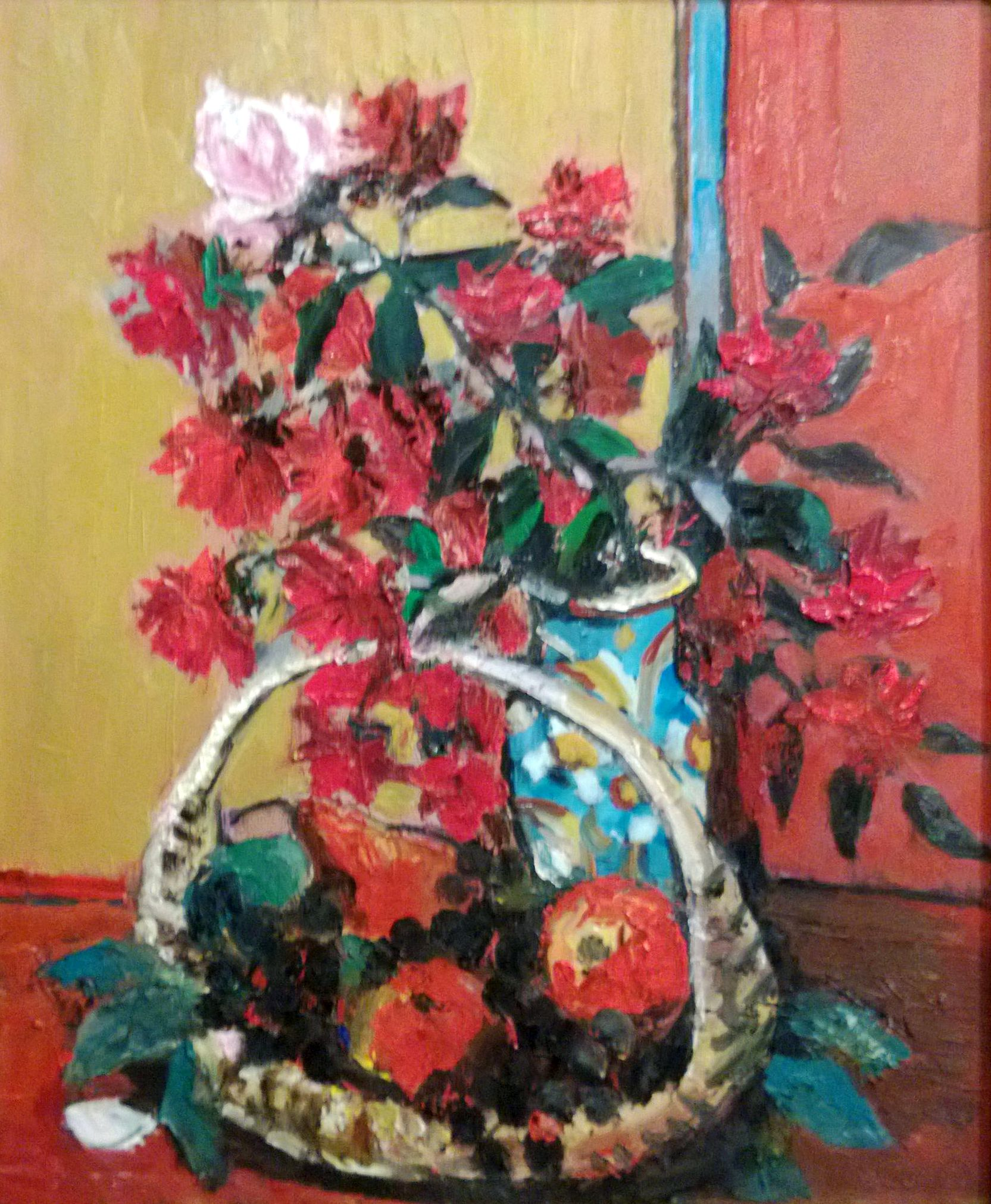
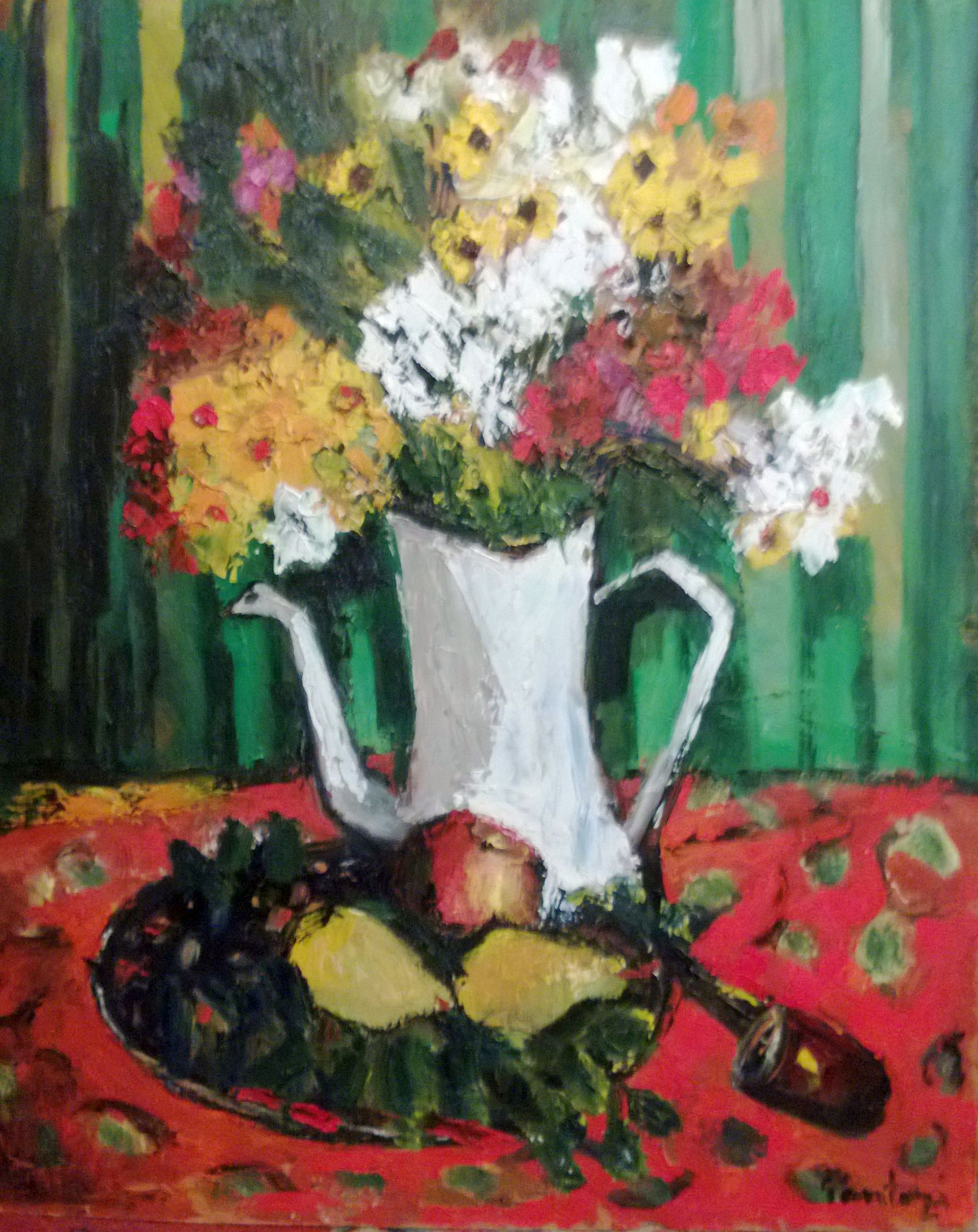
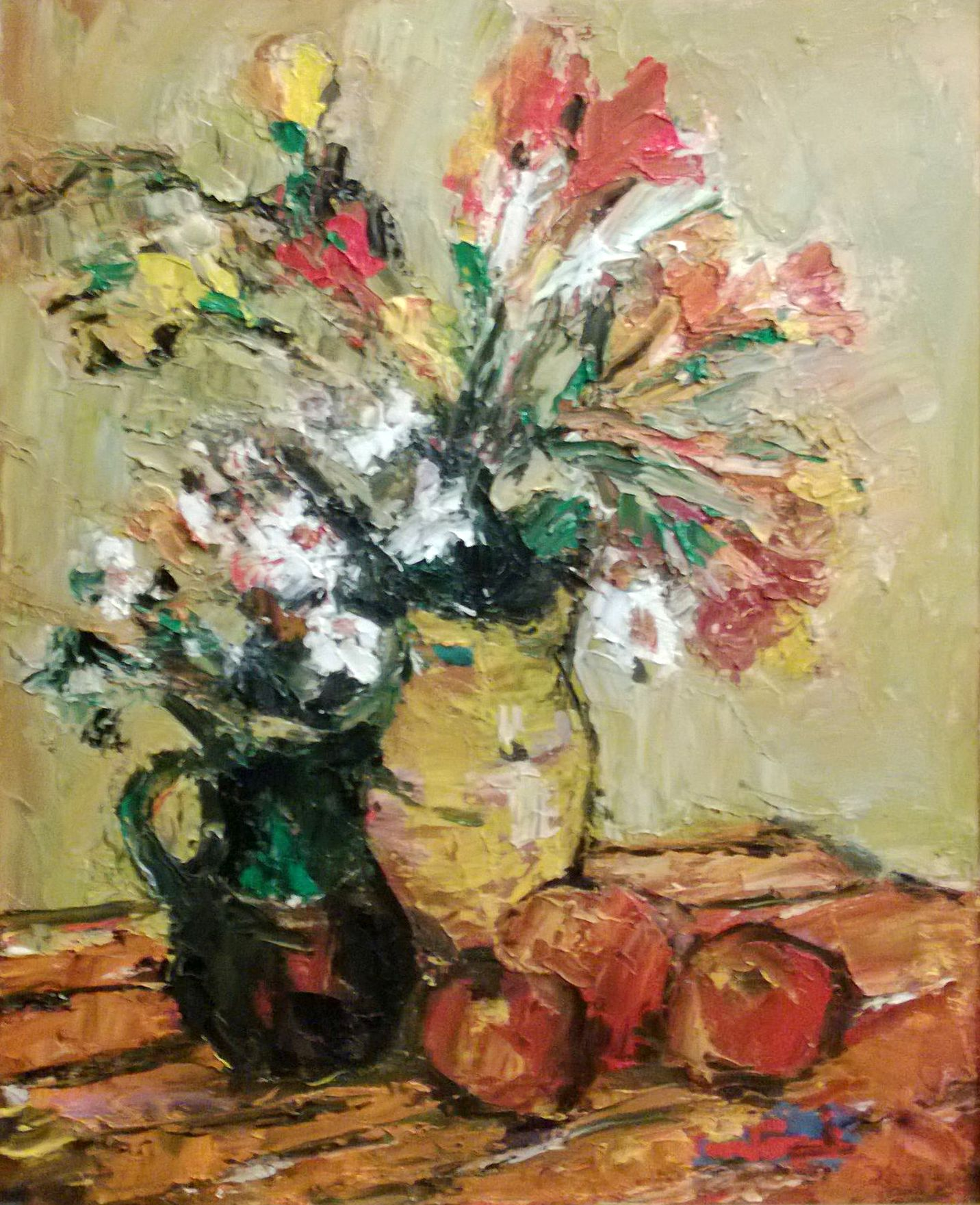

„Valeriu Pantazi vrea să sacralizeze imaginea prin culoare și sentimentele prin cuvinte. Se consideră moștenitorul stilurilor și curentelor clasice și moderne, având în spate magnificul Albastru de Voroneț. Este cel mai mare Cobra din Est.”

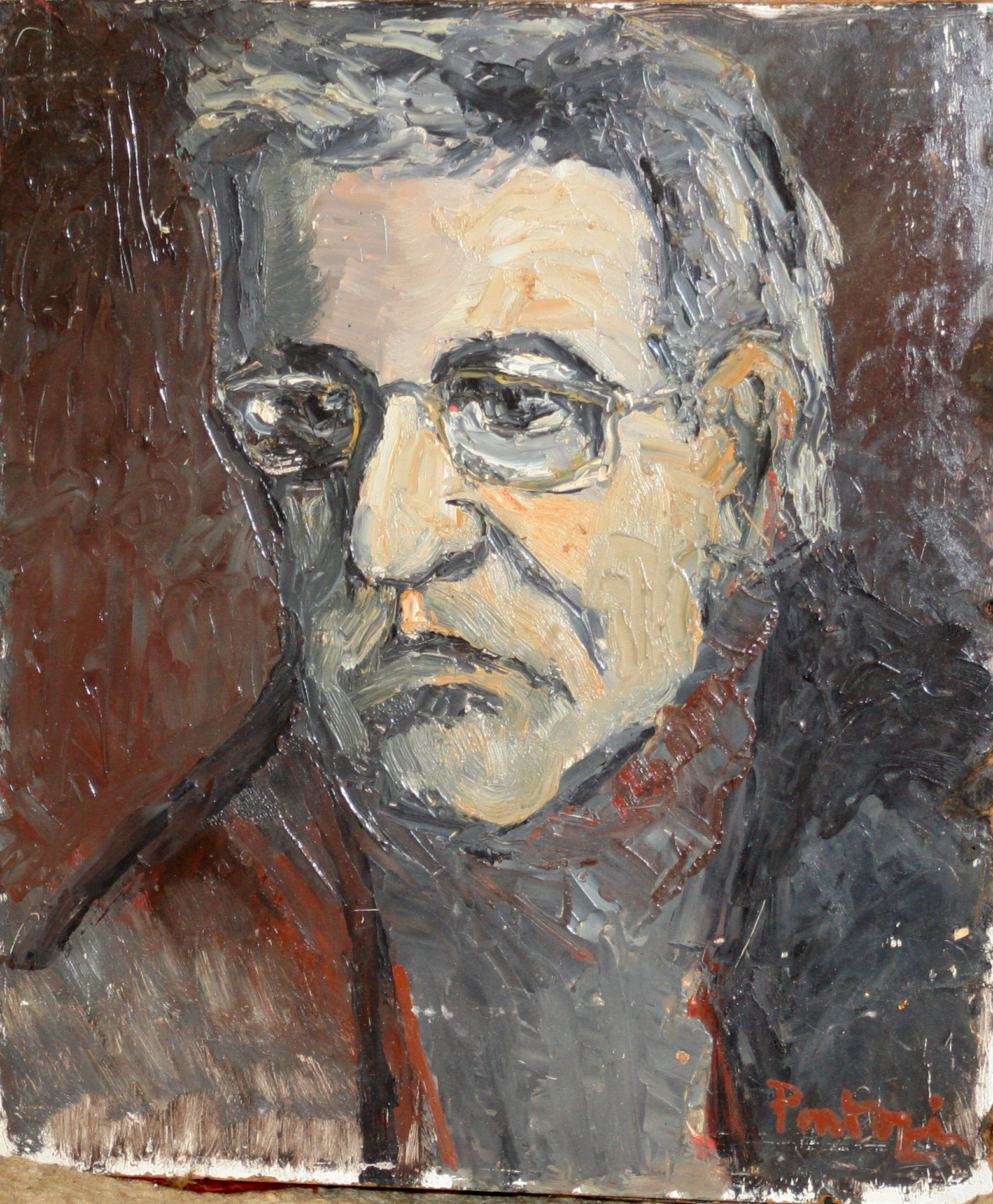
Autoportret
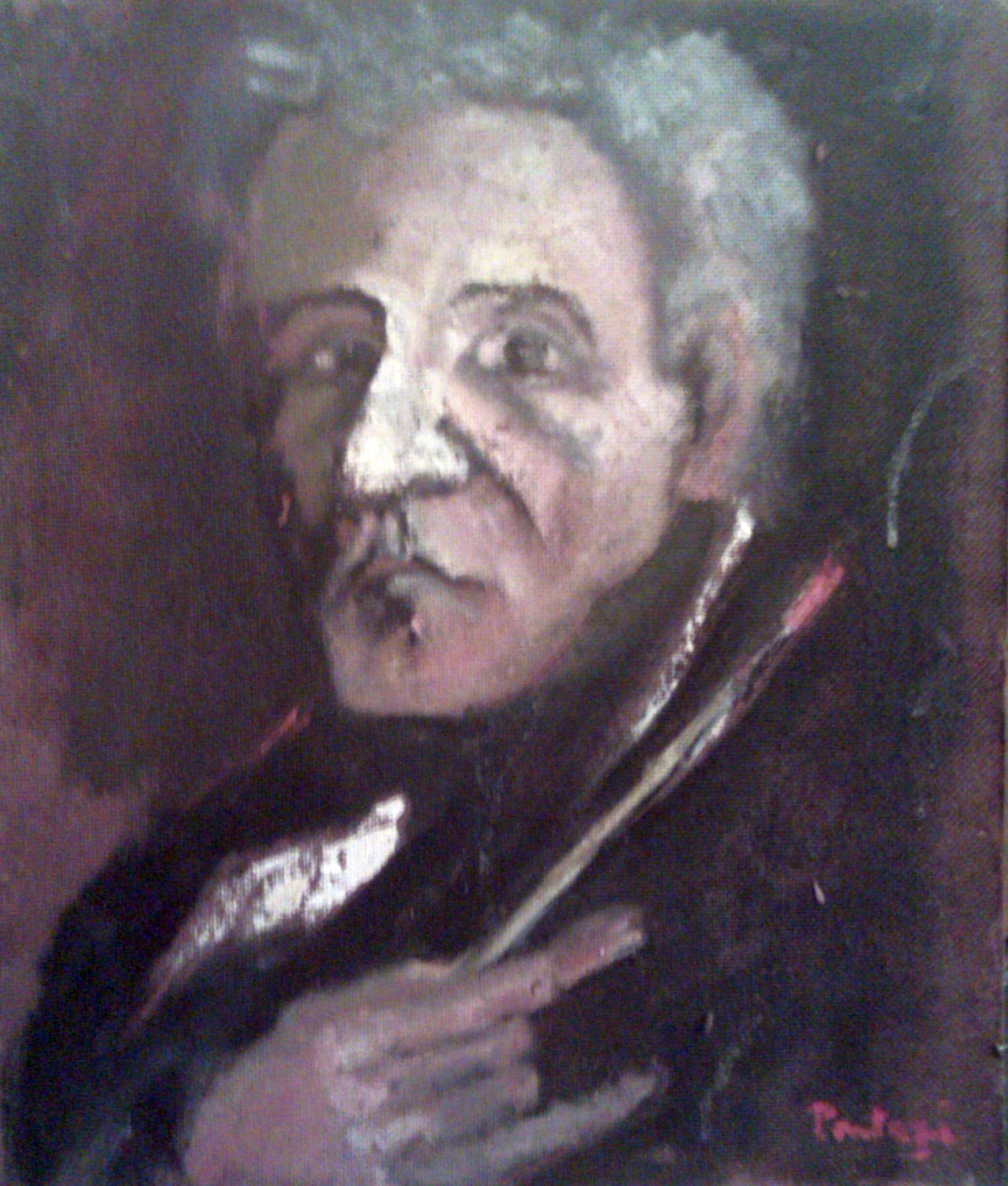
„... pe patul de moarte”, autoportret
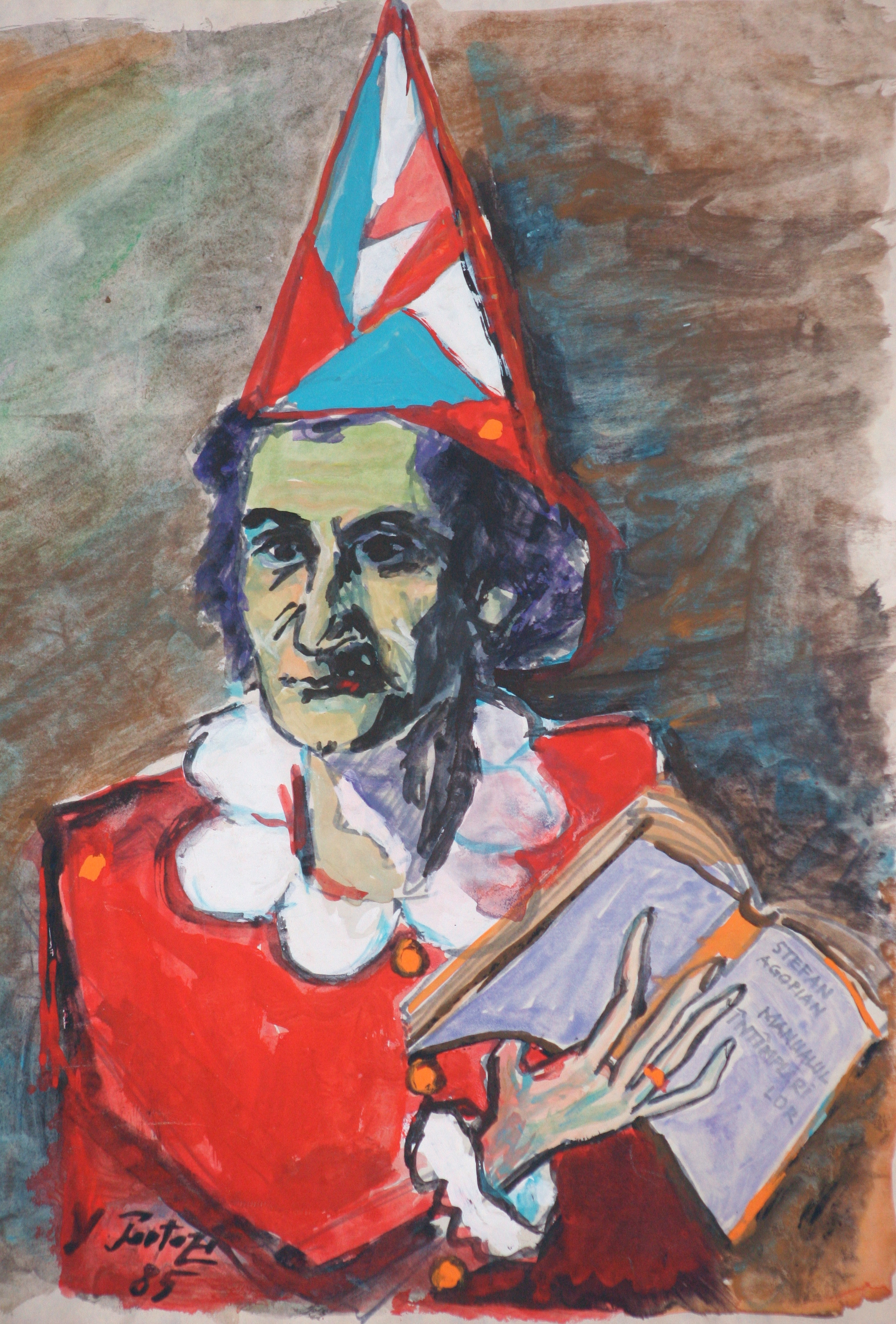
Ştefan Agopian
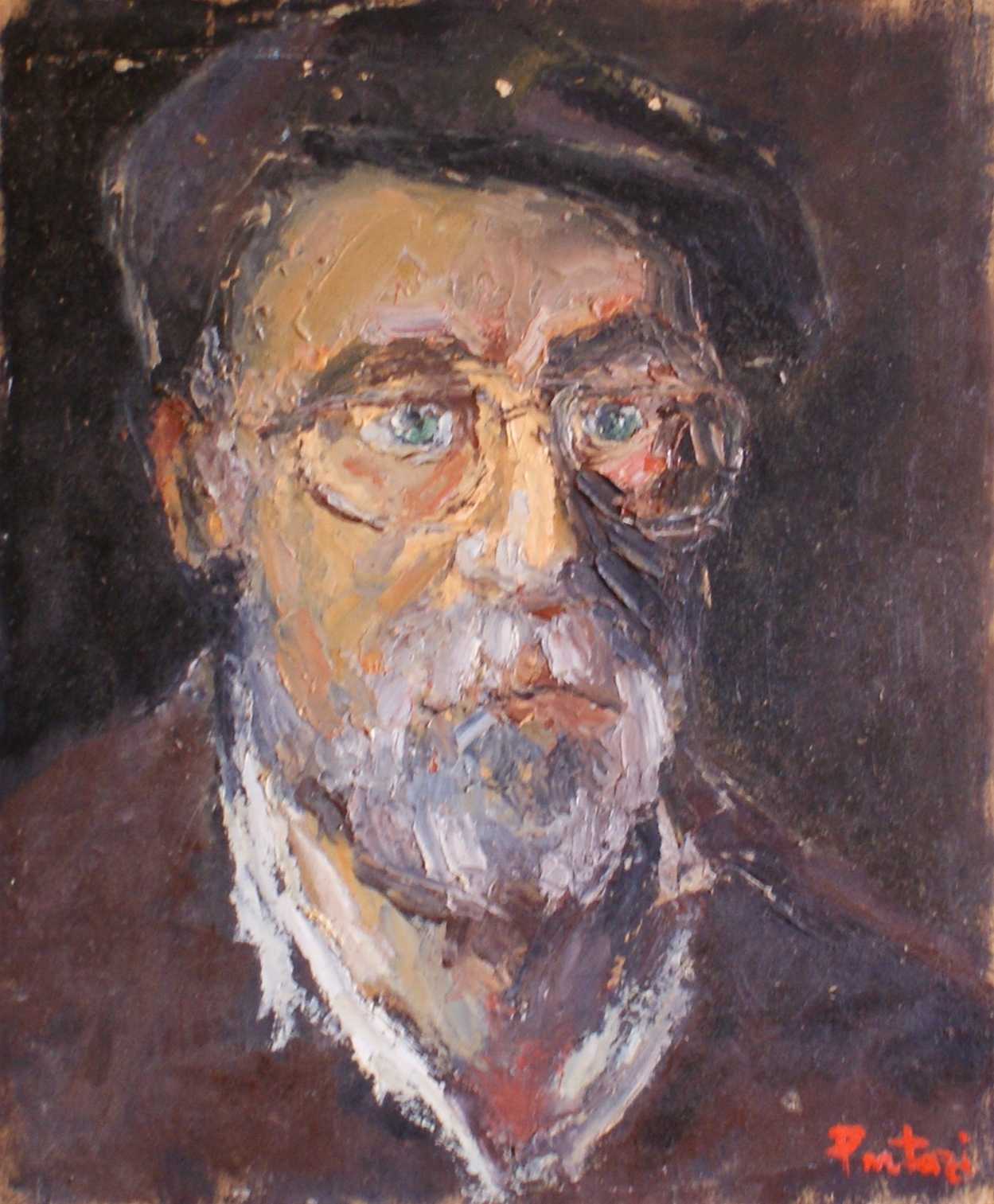
Gheorghe Pantelie
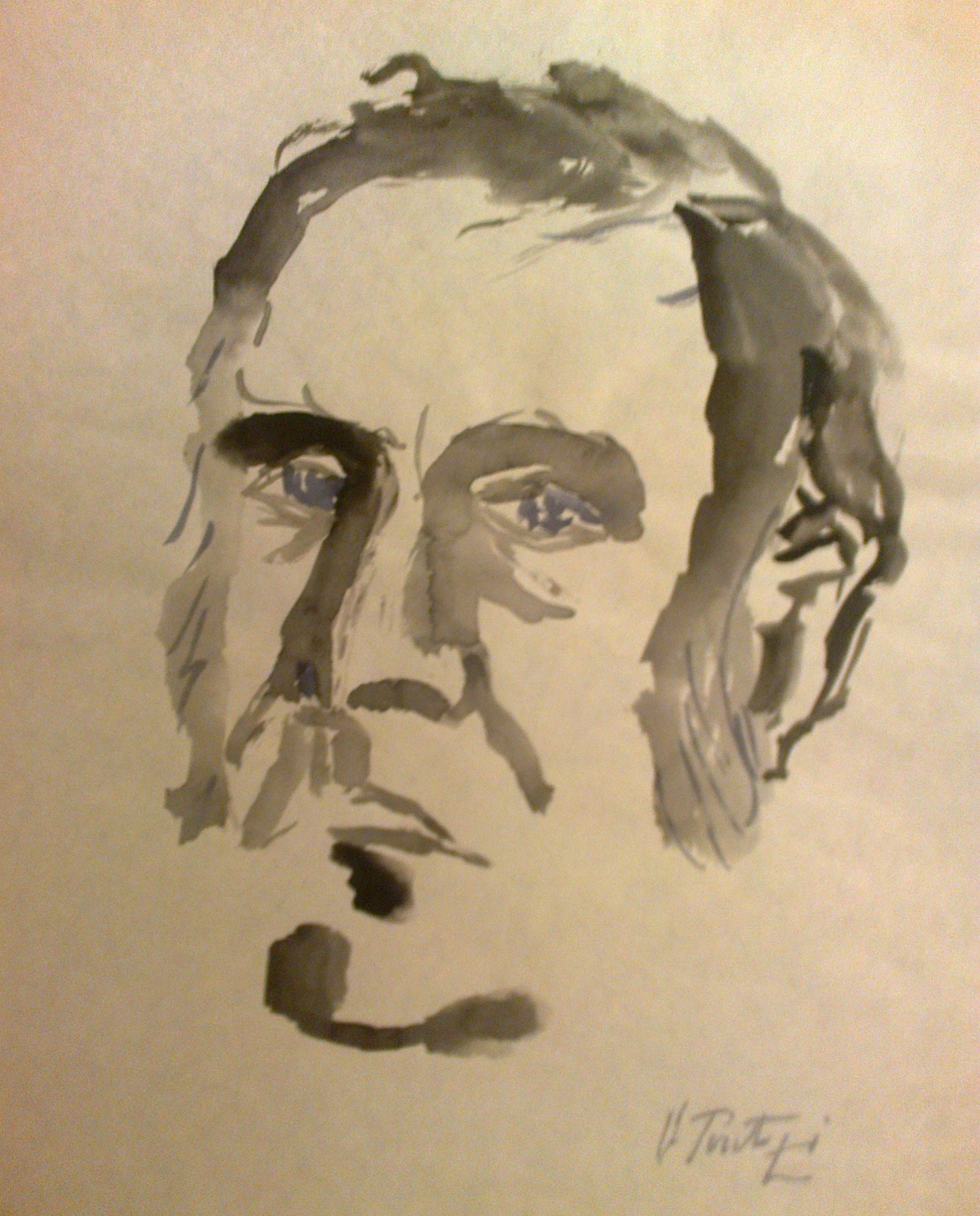
Ion Pantilie
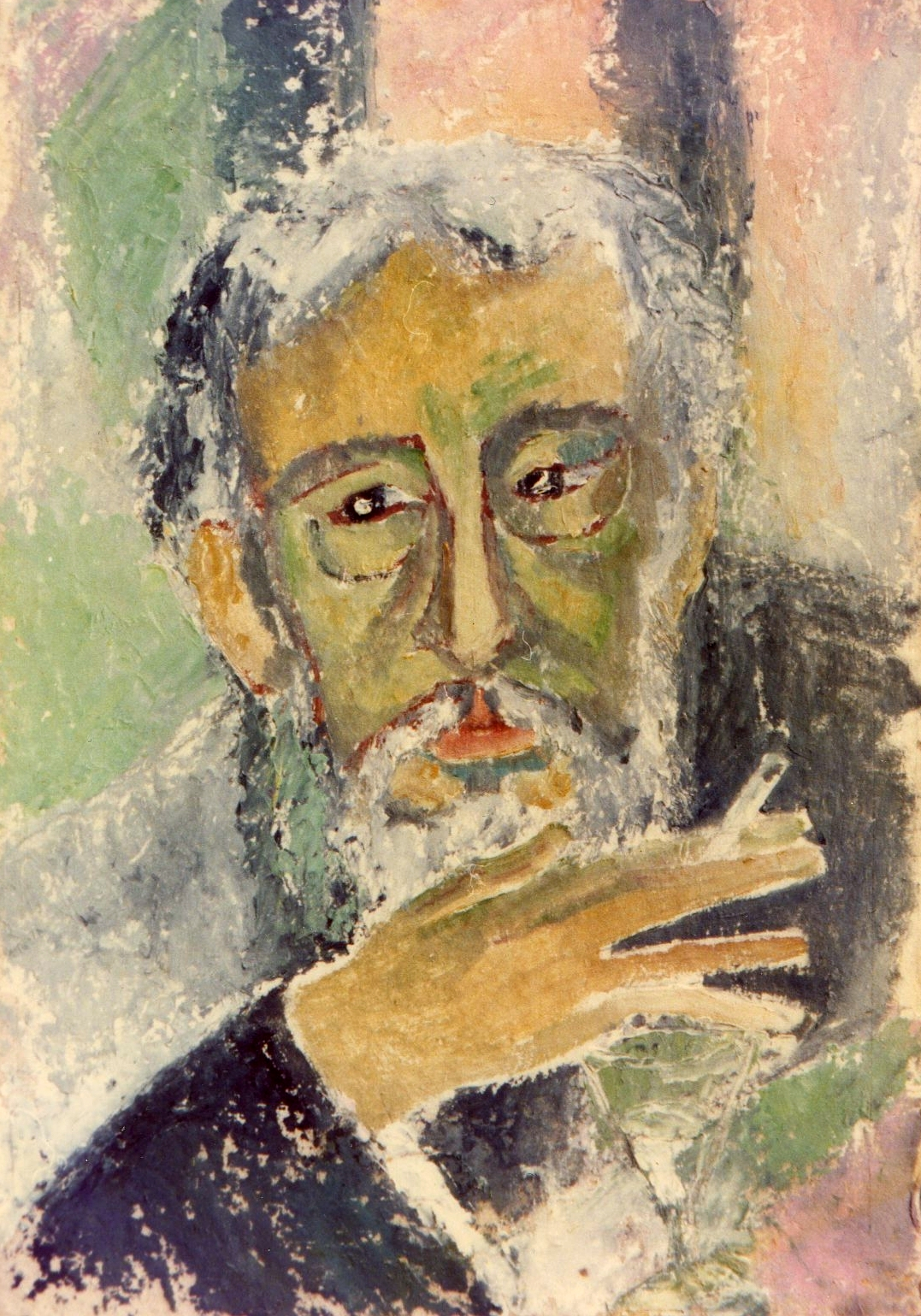
Poetul
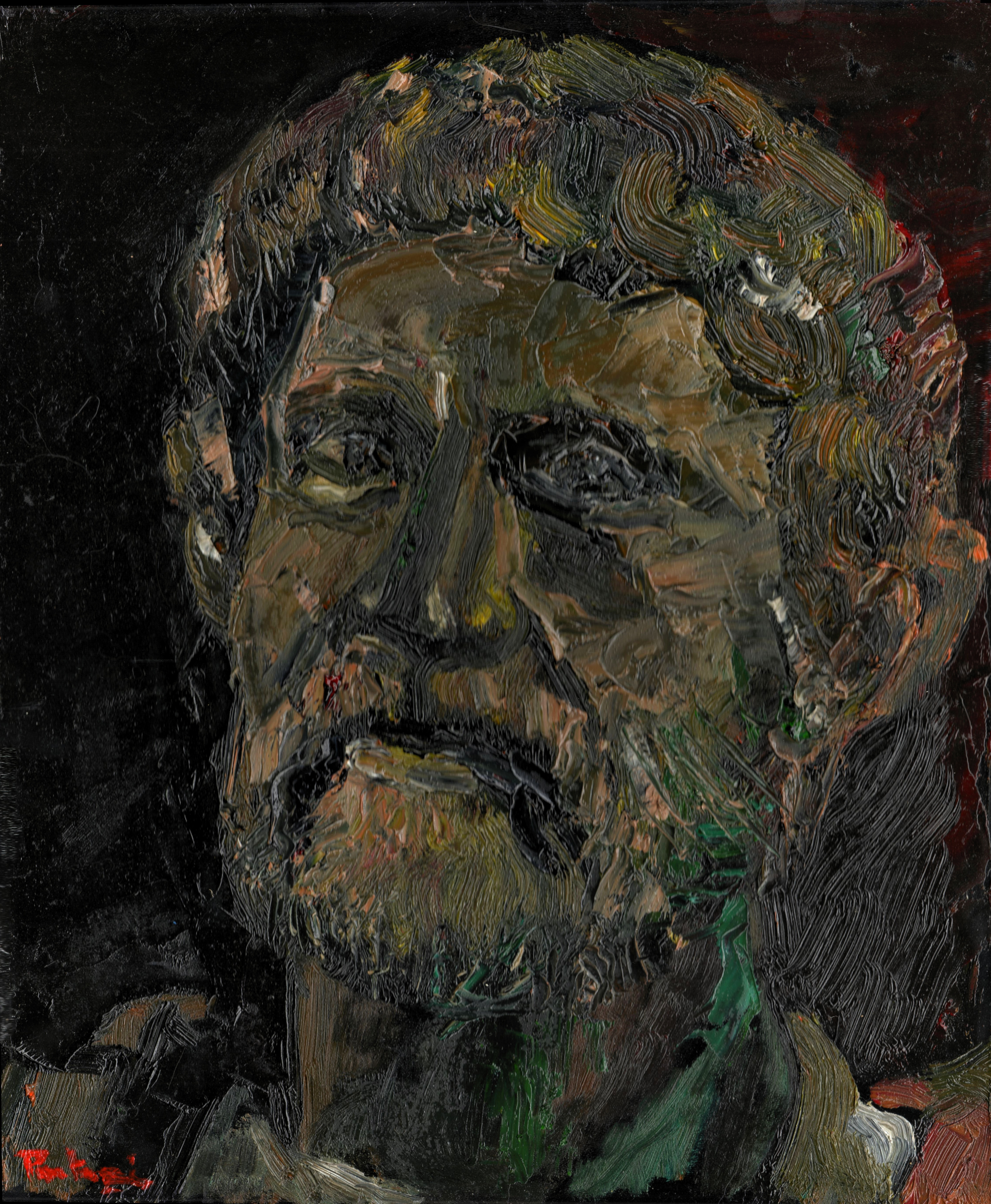
Împăratul Hadrian , 2013
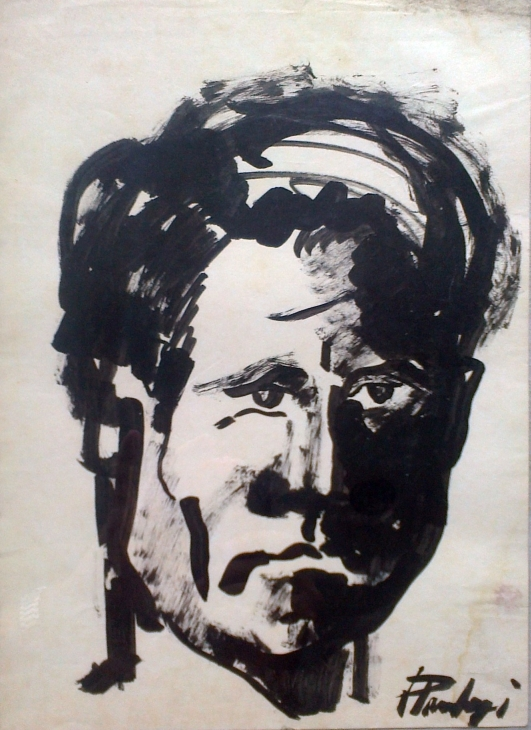
Romeliu Copilaș

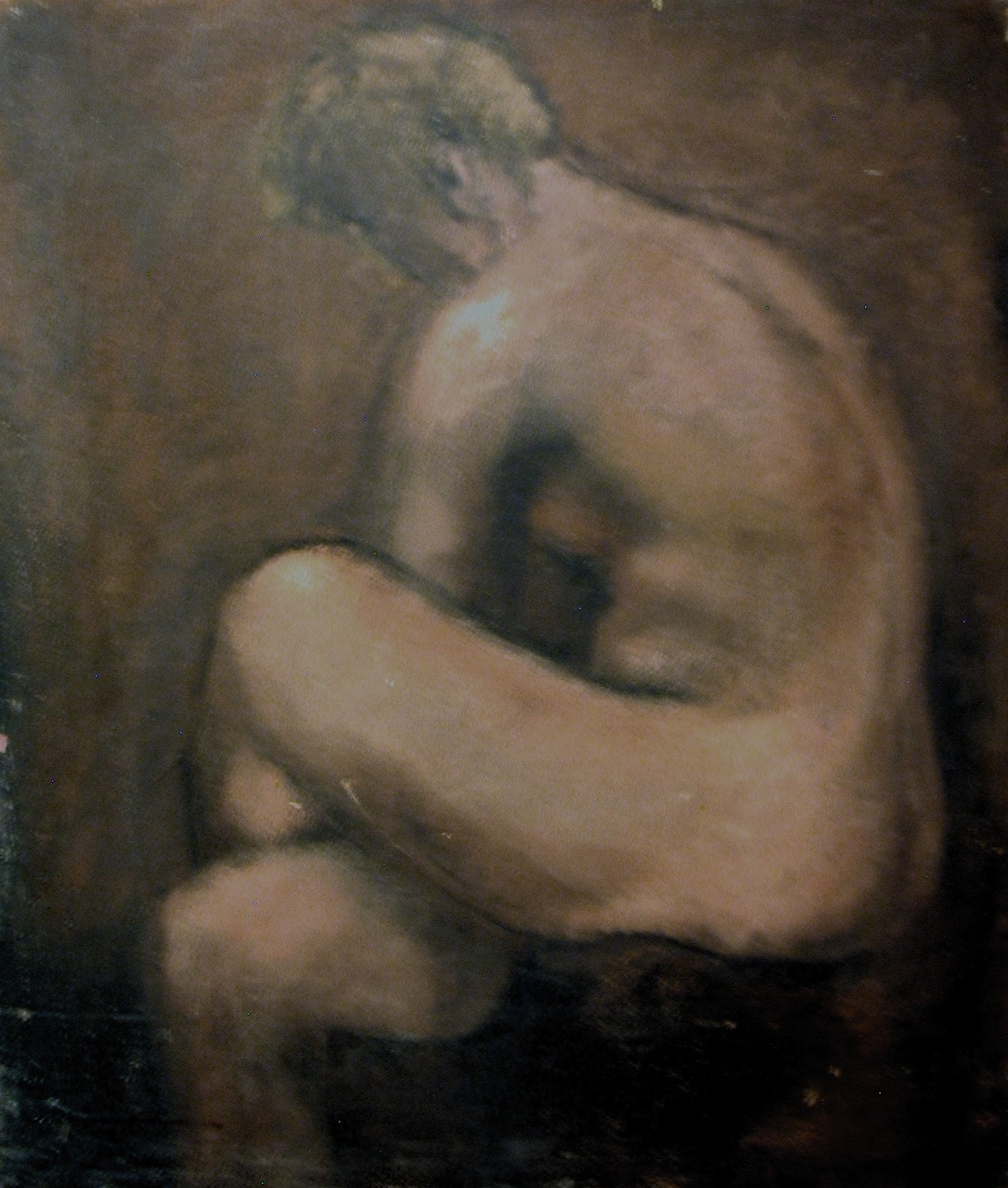
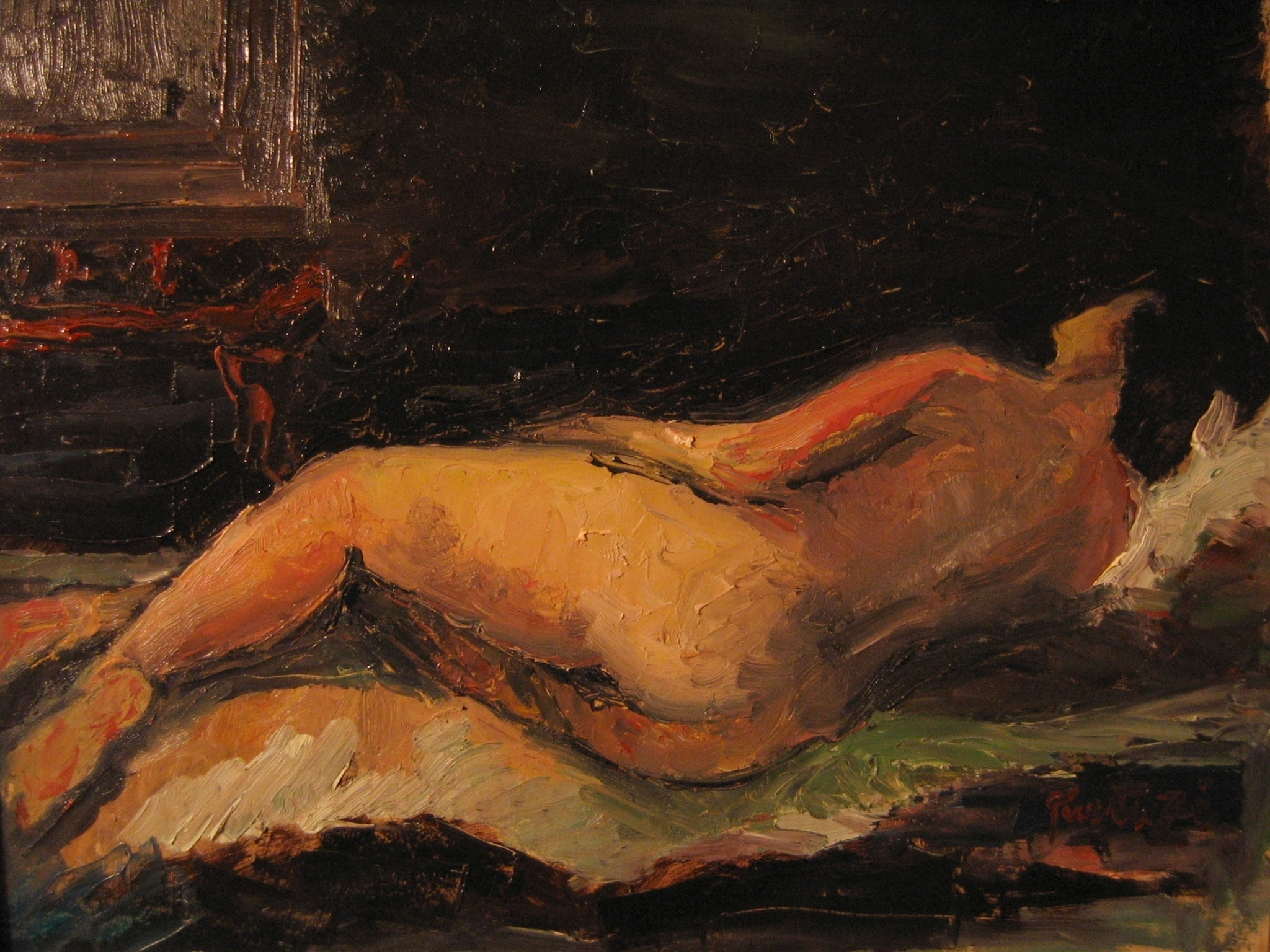
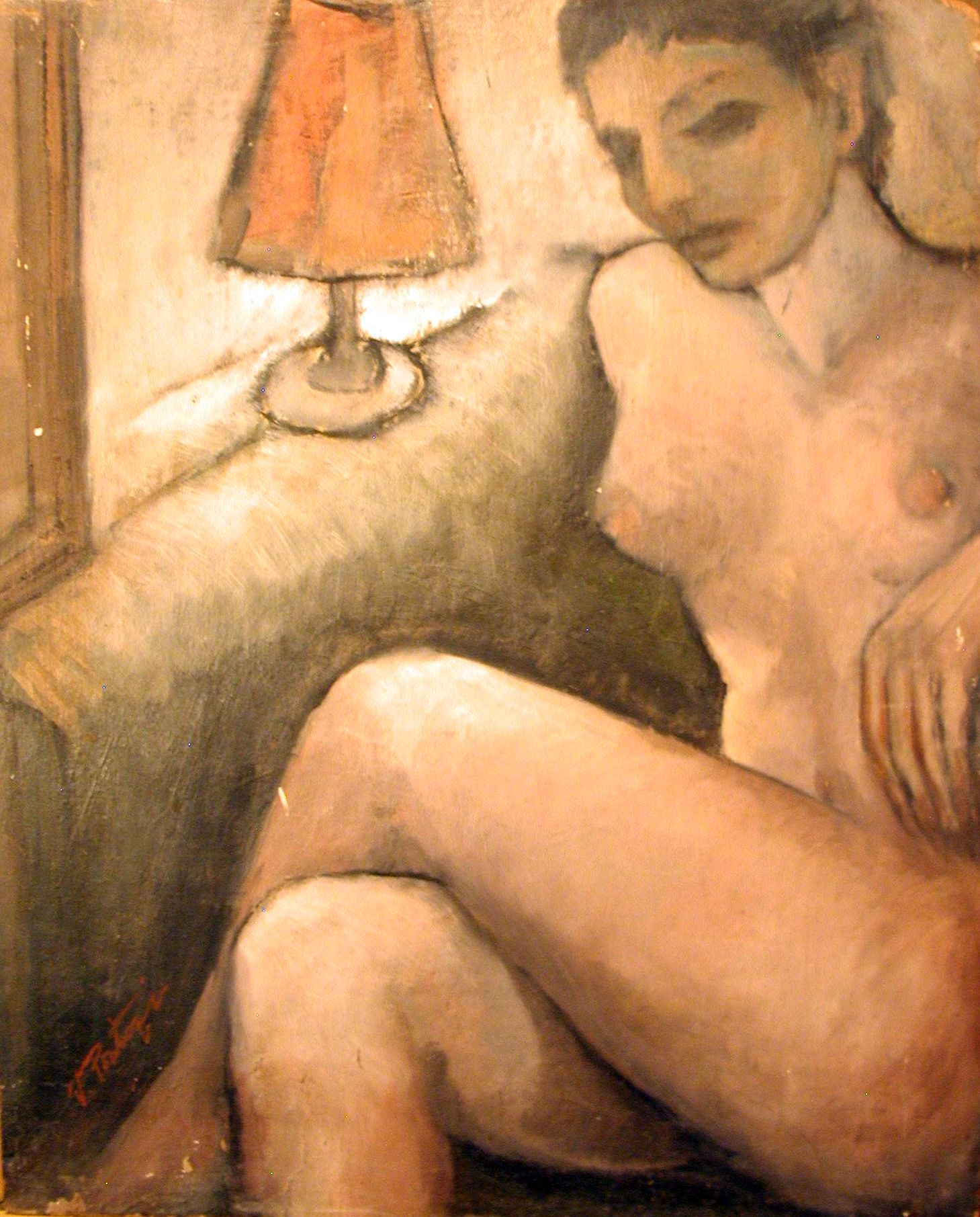
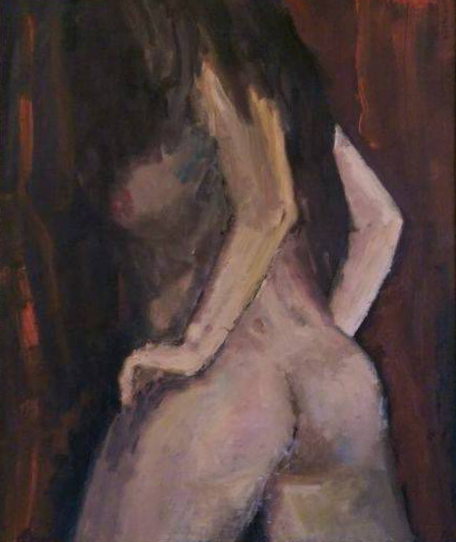
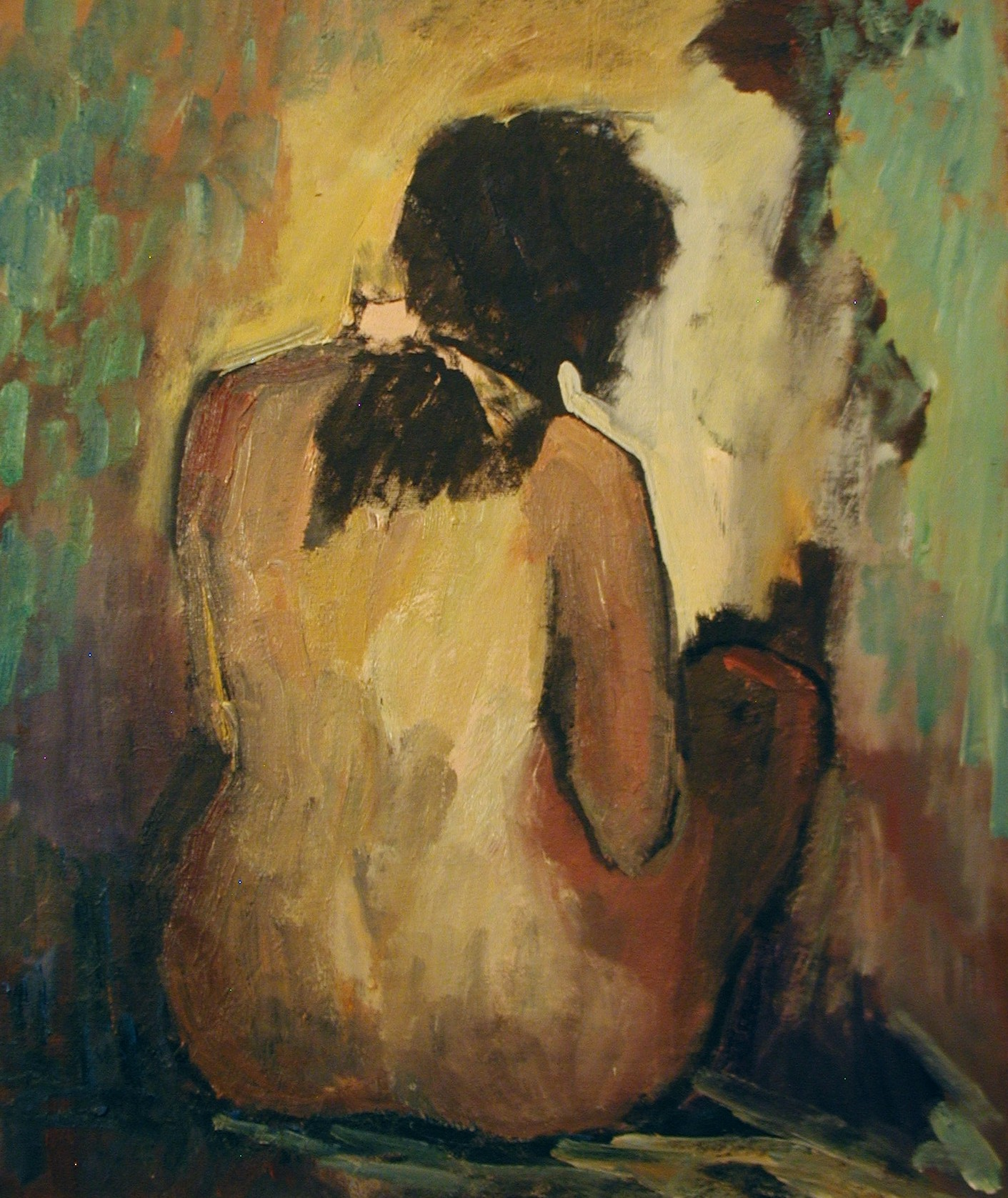
Natașa după baie

„Ca pictor, Valeriu Pantazi este un liric nestăpînit și dominator. Zeci de lucrări rezemate de pereți și de mobilier peste tot prin casă, din bucătărie pînă în minusculul balcon al locuinței, demonstrează din plin asta. Lumea acestui narator hedonic se vrea o recuperare a unui timp de înflorire în artele plastice românești, și anume cel al  intensității emoționale. Pentru Valeriu Pantazi pictura nu este o bucurie solitară, ci o asumare manifestă, un mod de a-și trăi destinul ca demonstrant pledant și colocvial în favoarea bucuriei de-a exprima, de-a dărui.”—Iolanda Malamen, poetă și cronicar de artă.

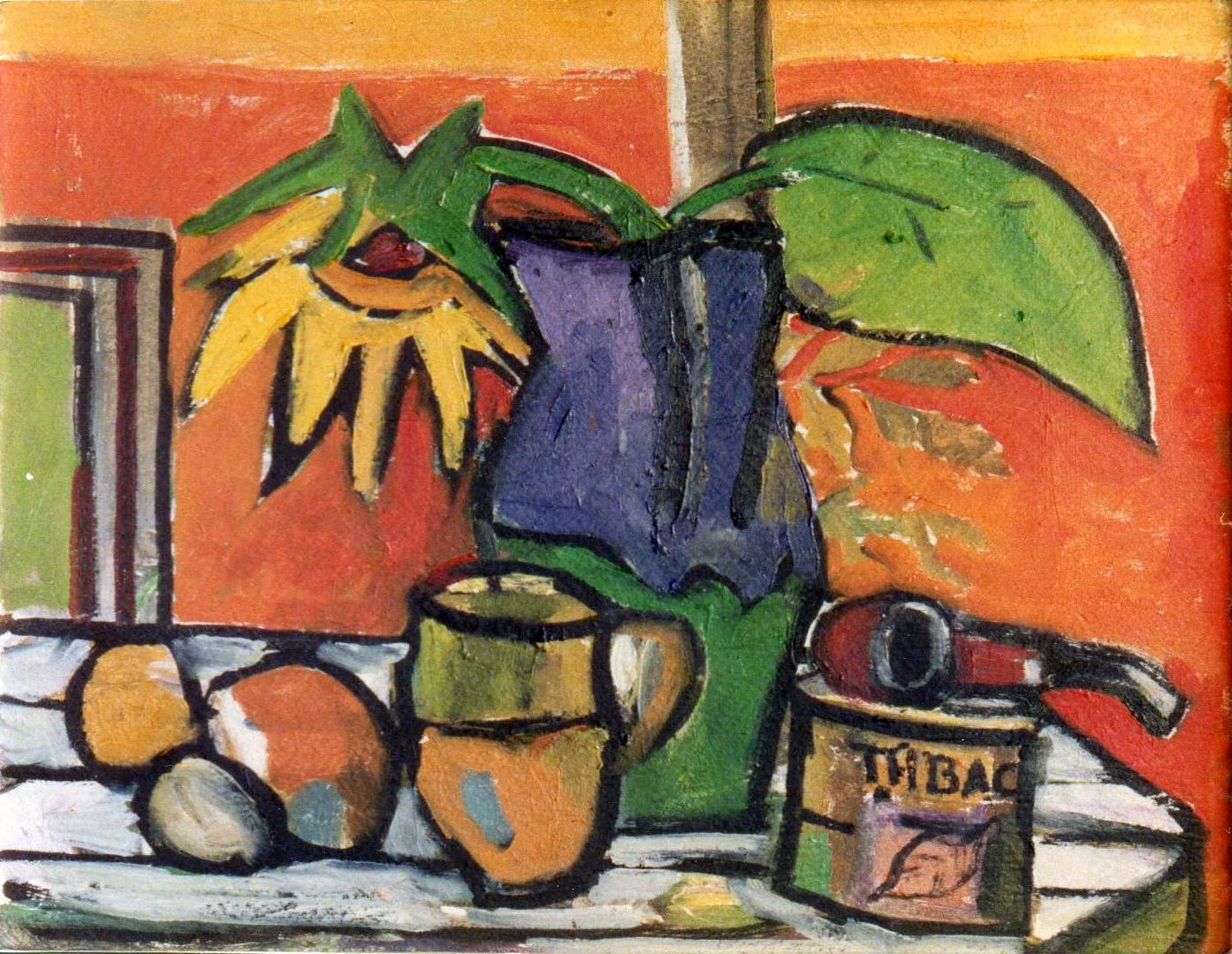
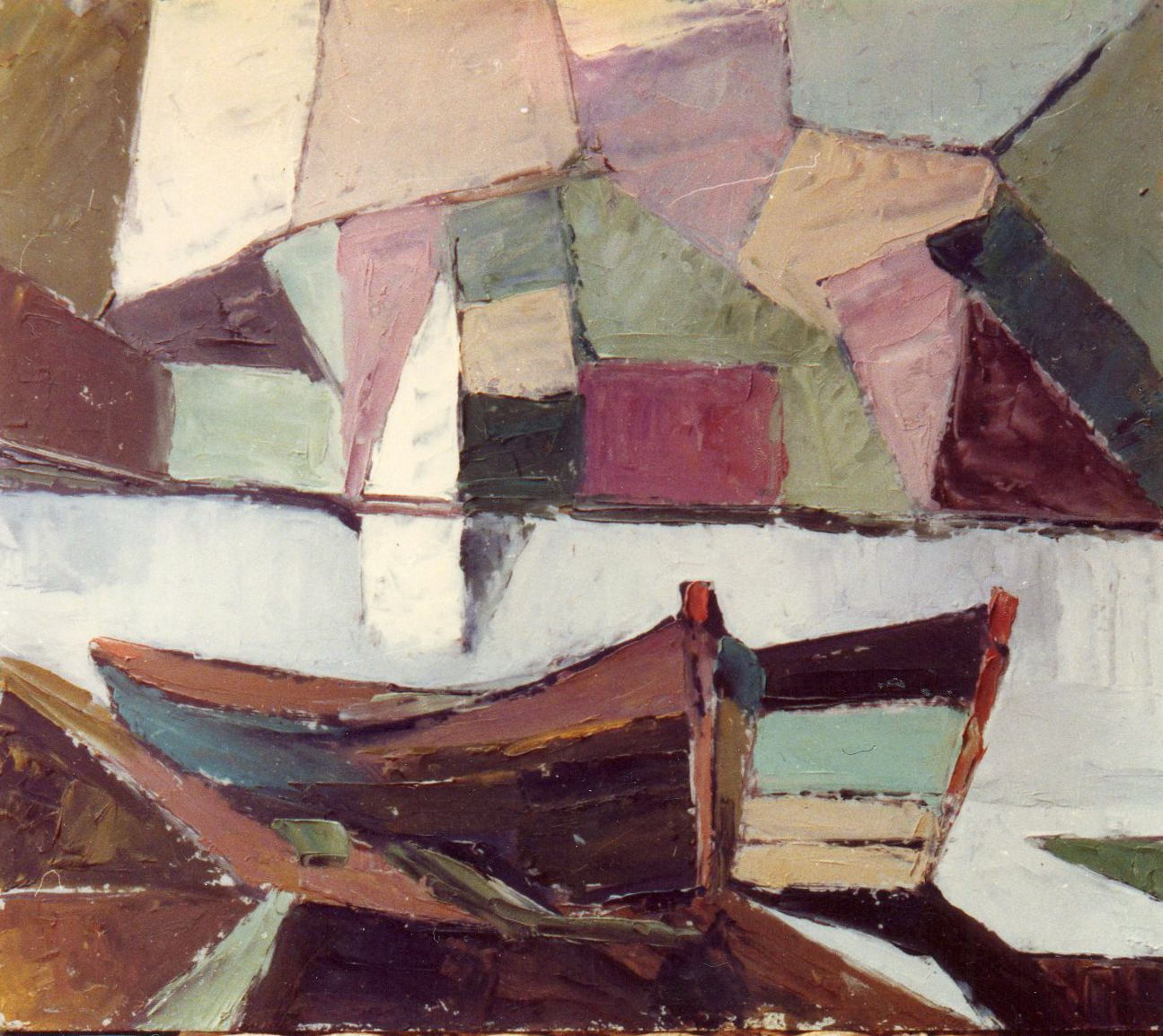
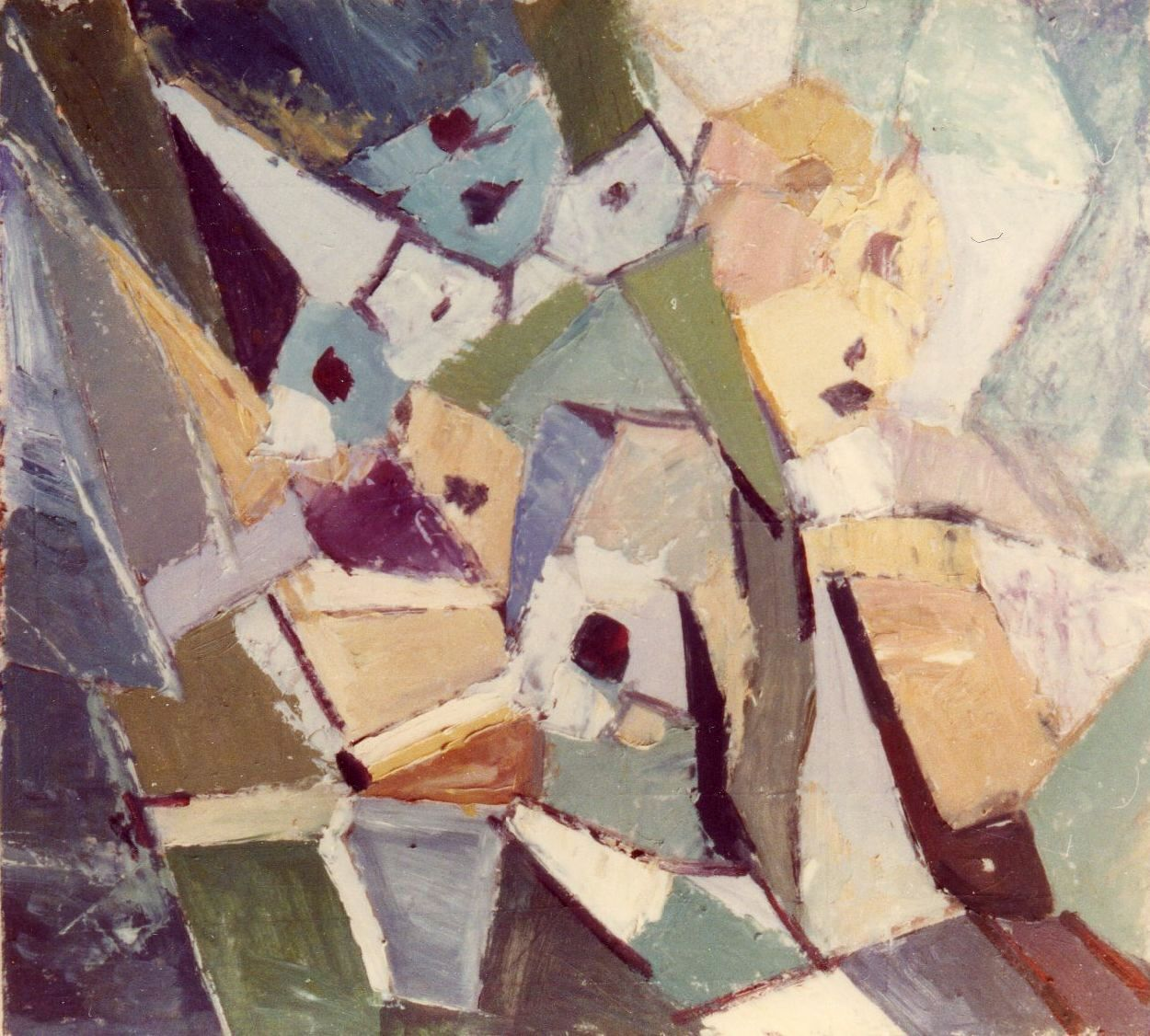
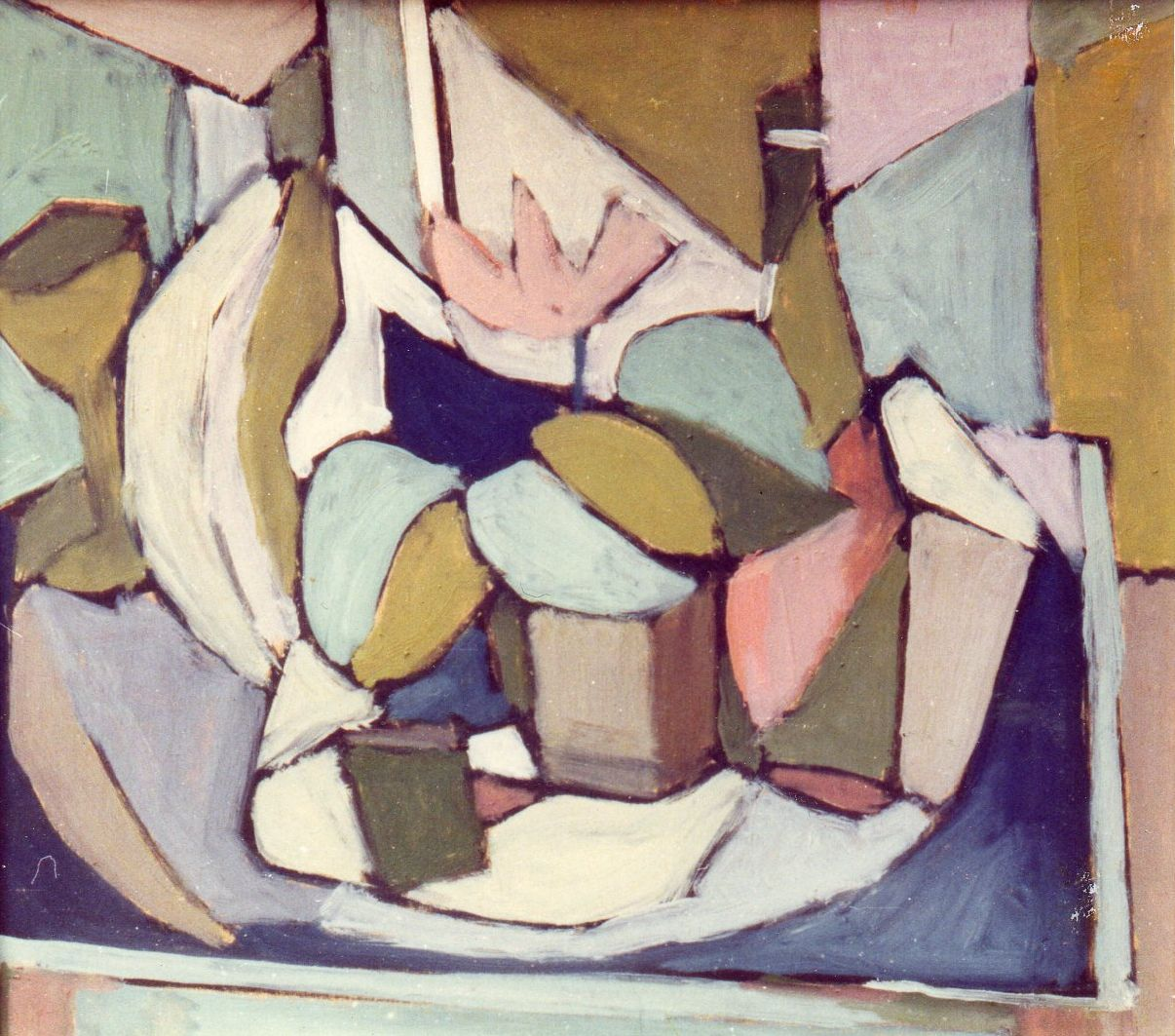
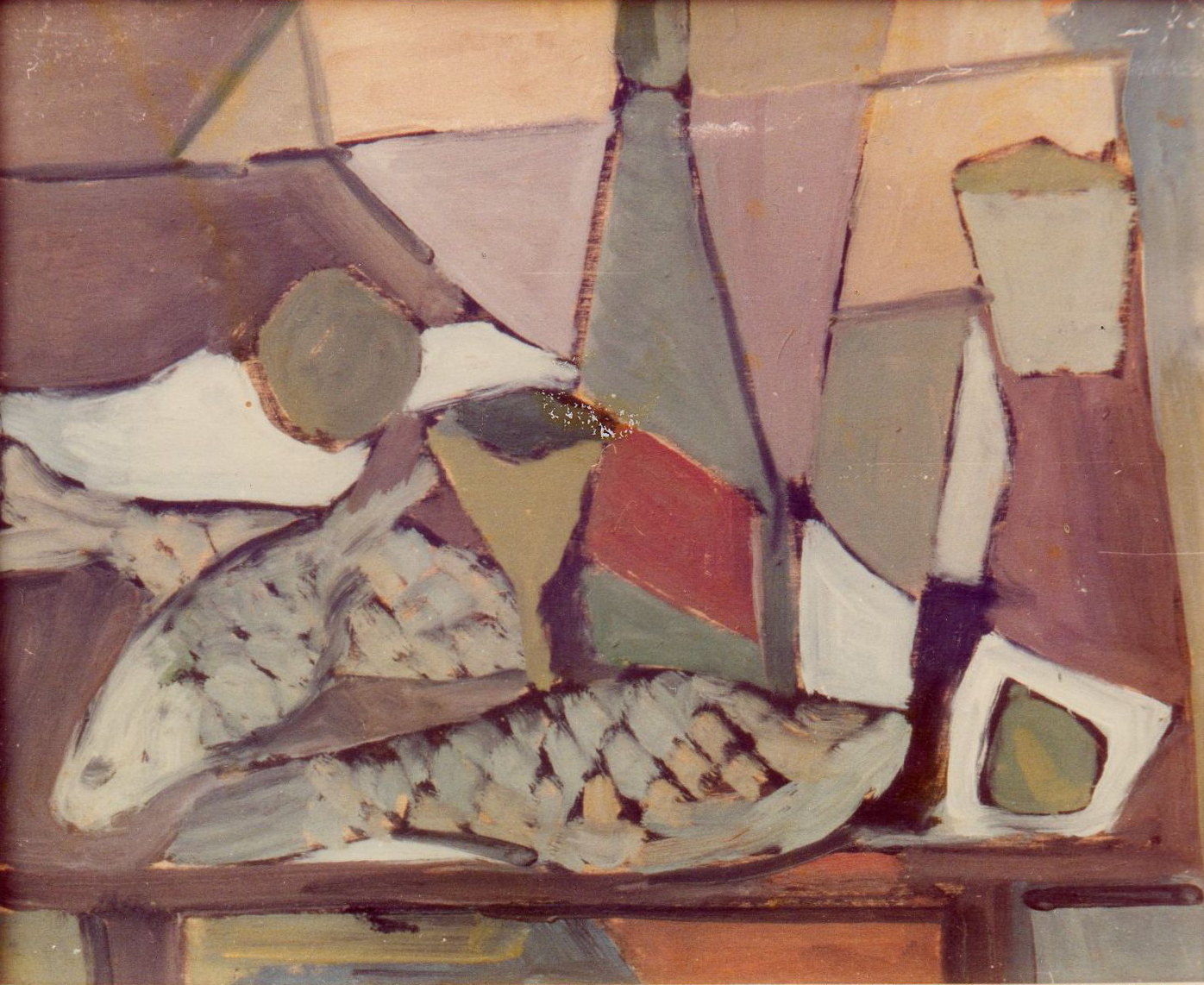
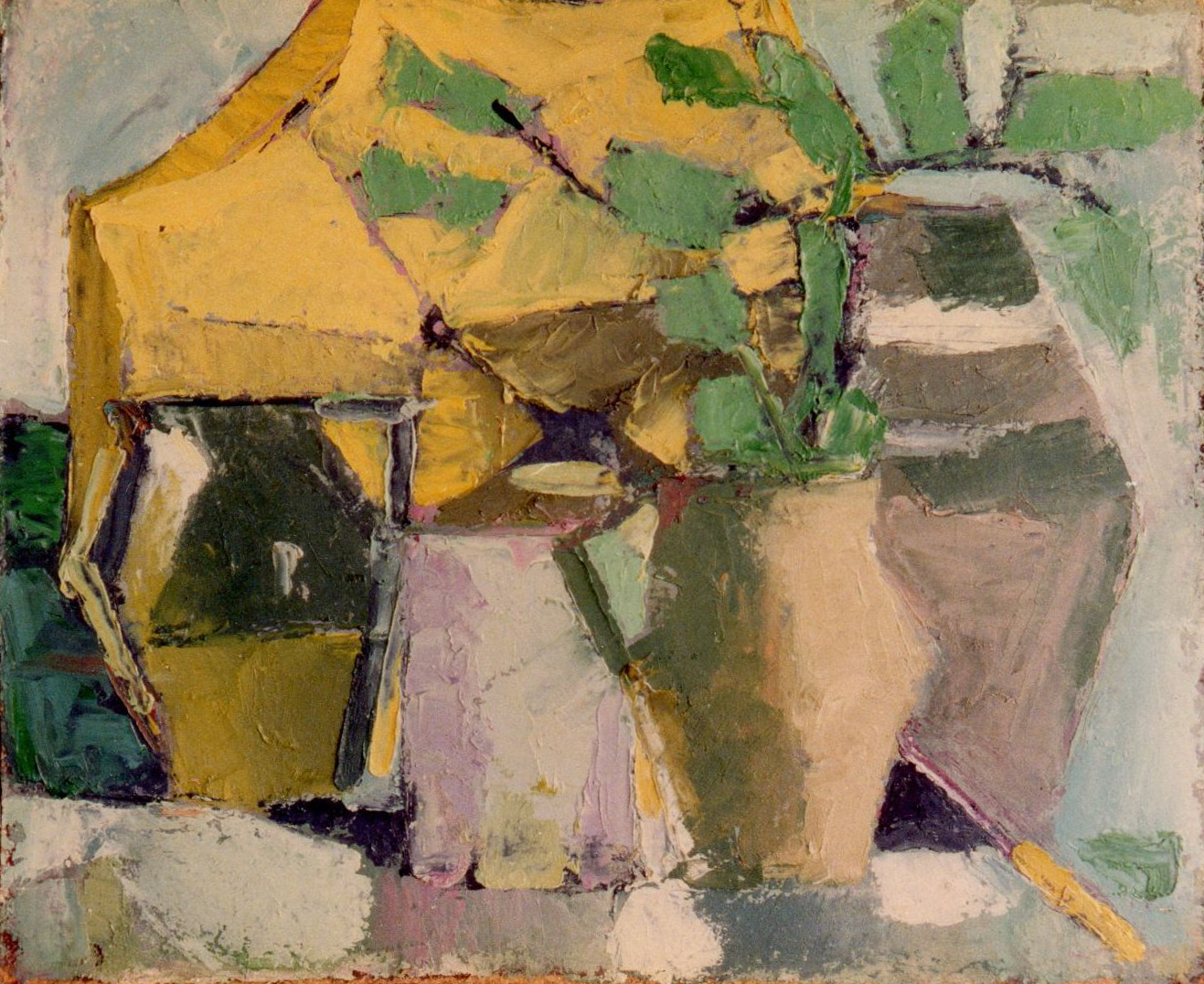
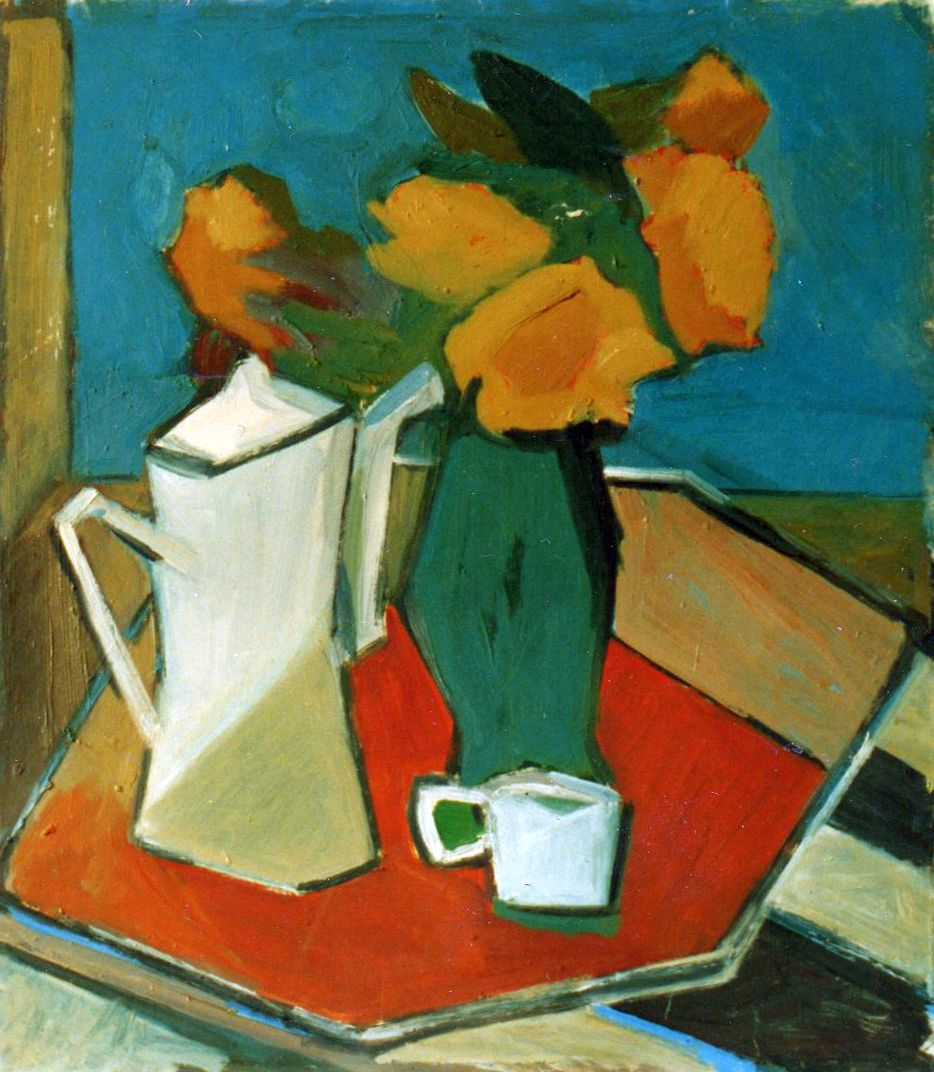
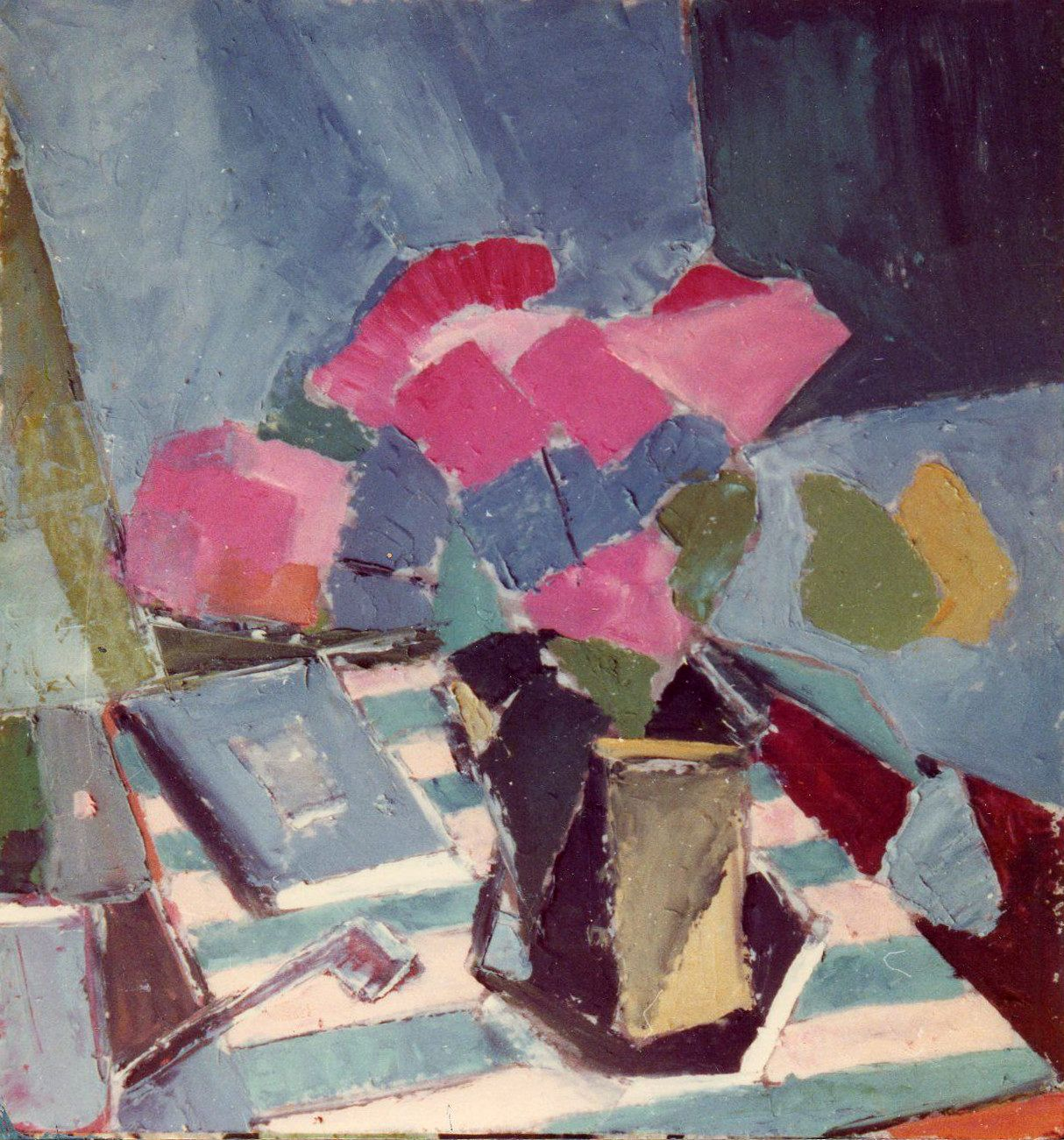
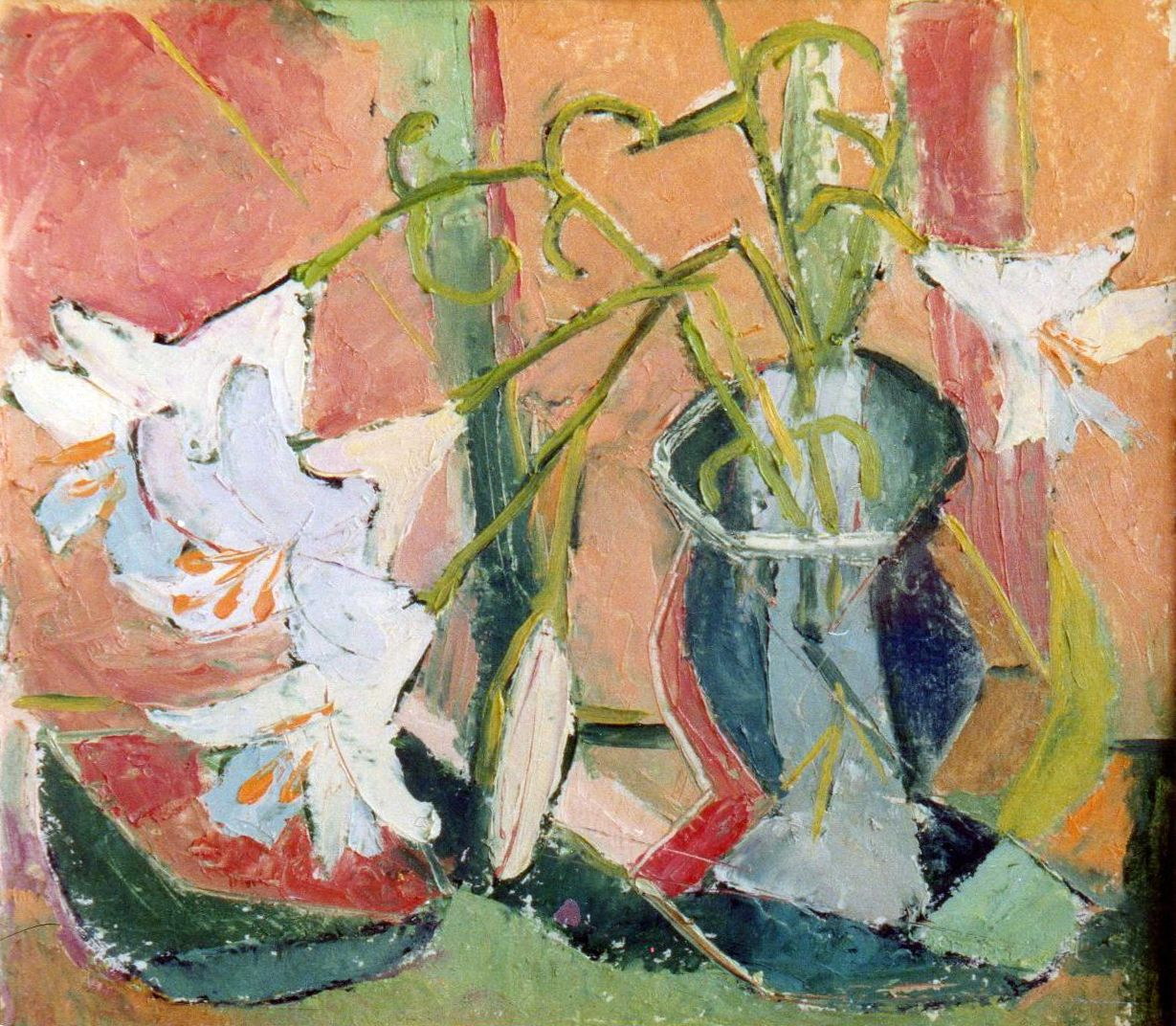
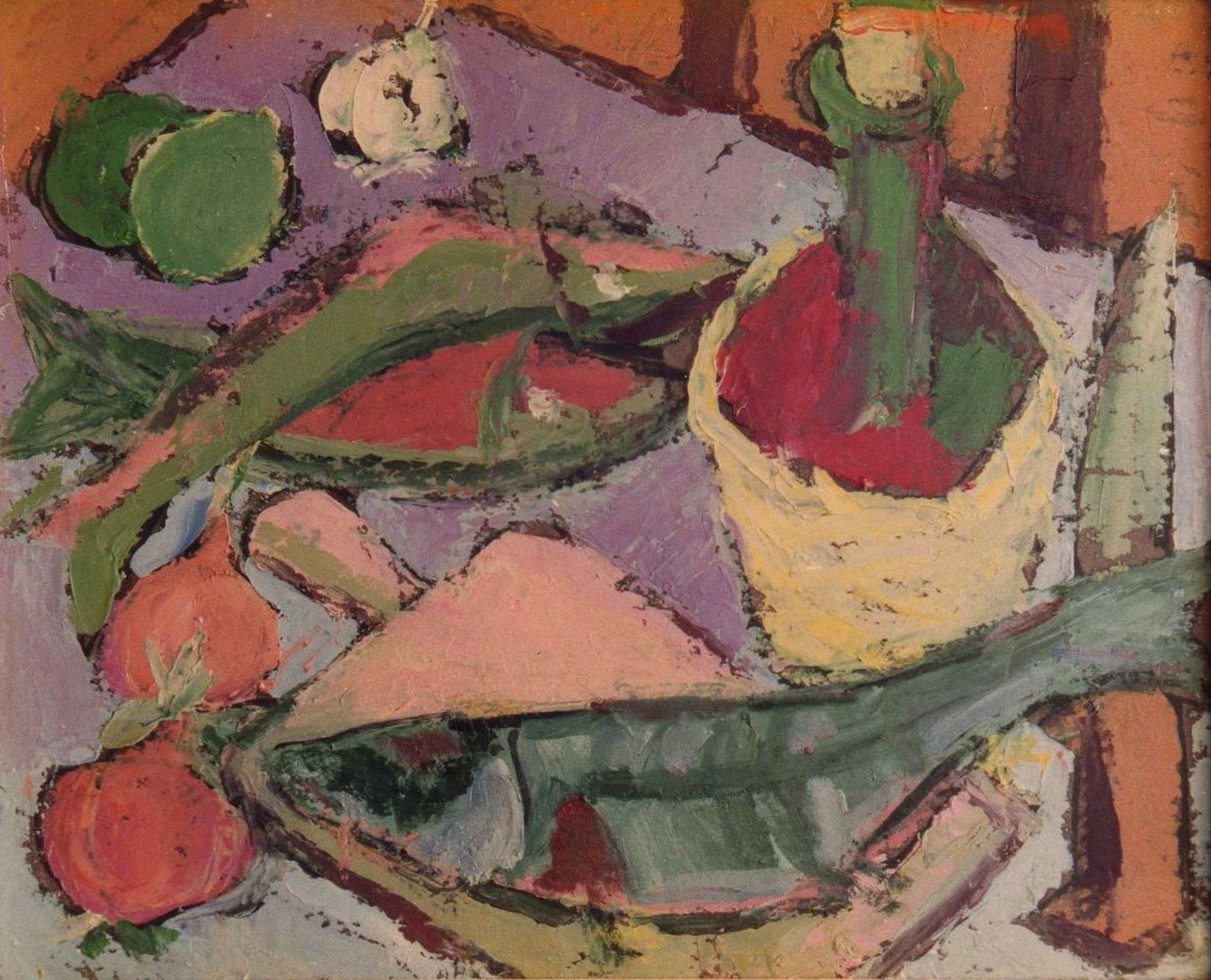
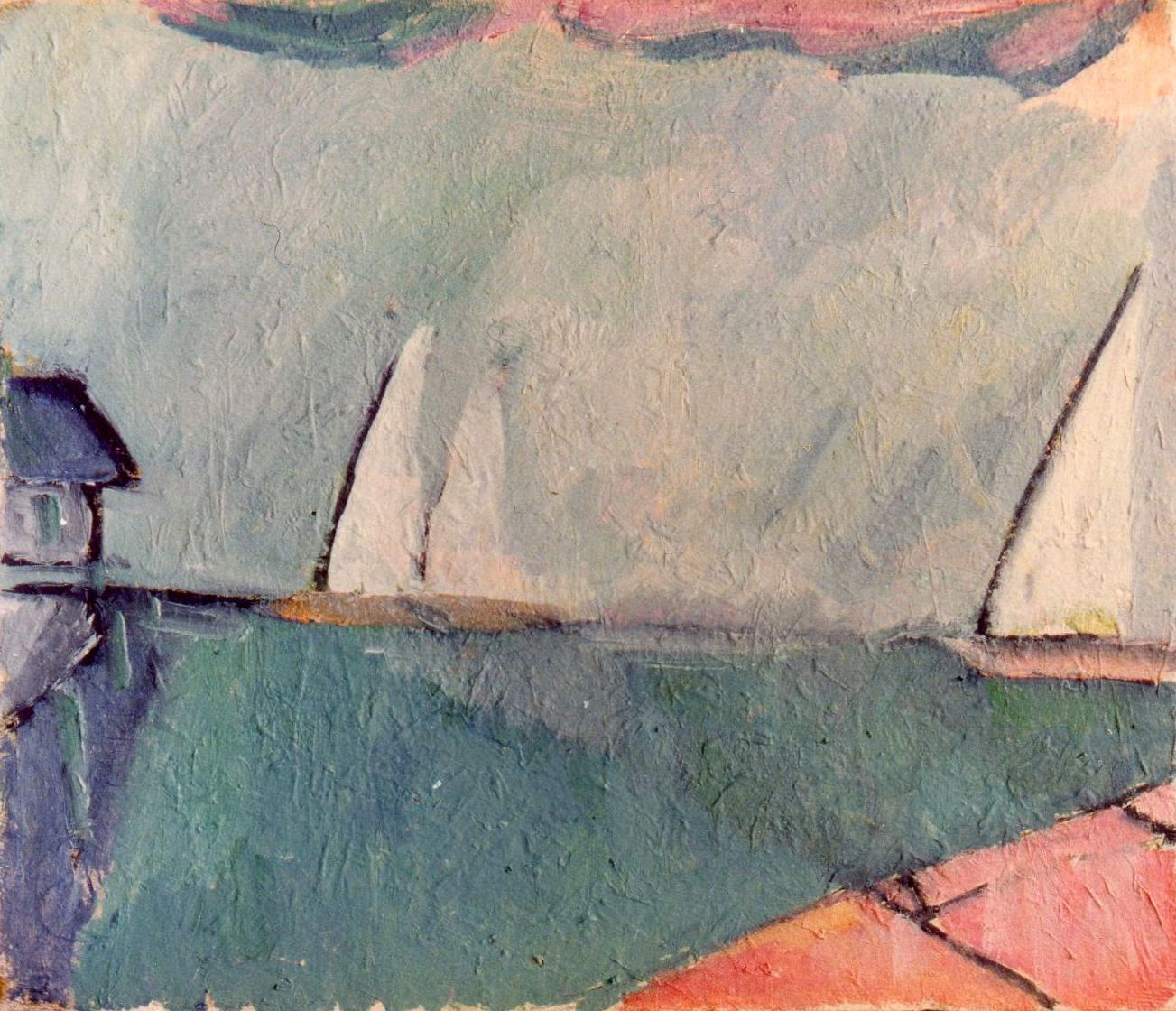

George Colpit surprinde, în romanul său „Nebunul”, viață boemă din care făcea parte Valeriu Pantazi:
„Am răgazul să merg la un cenaclu literar, dorință neastâmpărată, tot timpul paralelă cu drumul imposibil parcurs până în prezent. Găsesc, în apropierea locuinței, „Ateneul Tineretului”, club nou născut pentru experimente culturale, avangardiste, unde ființează și o secție a poeziei tinere, condusă de entuziastul Valeriu Pantazi, avându-i promotori pe Iolanda Malamen, Mihai Teclu, Ticu Ionescu, între spiritele care construiesc aici palate din cuvinte pentru domnii sentimentelor de lux. Curând am onoarea să vibrez amical în ritmul acestor cântăreți cu tonuri stelare, neconvenționale, ascunși temporar de autoritatea cenzurii. Bătrânul conte întinerește de bucurie când unii membri trec să ia lumină feudală pentru înnobilarea inspirației, din ambianța demisolului nostru enigmatic. Spiritul Iolandei mi se furișează în aspirații generoase, dar este ocupată cu „șeful” într-o cameră de subsol pe strada Sfinților. Doamne, aș înflori ca un cireș din rai dacă s-ar nimeri în viața mea o visătoare cu atâta zestre...”
În domeniul picturii expresionist-abstracte sunt de menționat cele 14 opere din seria de 24 de pânze abstracte realizate și vândute în Olanda, între anii 1991 - 1992, pentru care presa olandeză l-a definit pe Valeriu Pantazi ca aparținând stilului expresionist abstract „liric”:

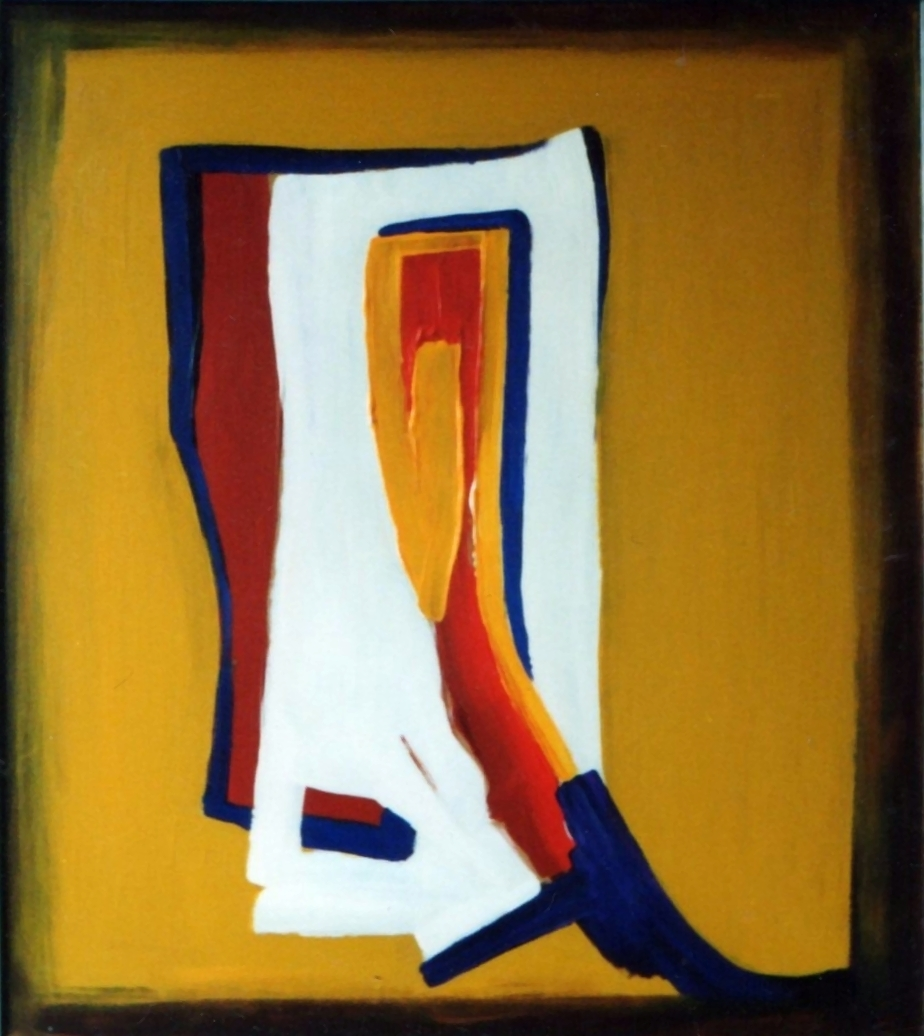
„Uşa gândului dimineaţa”, 1992
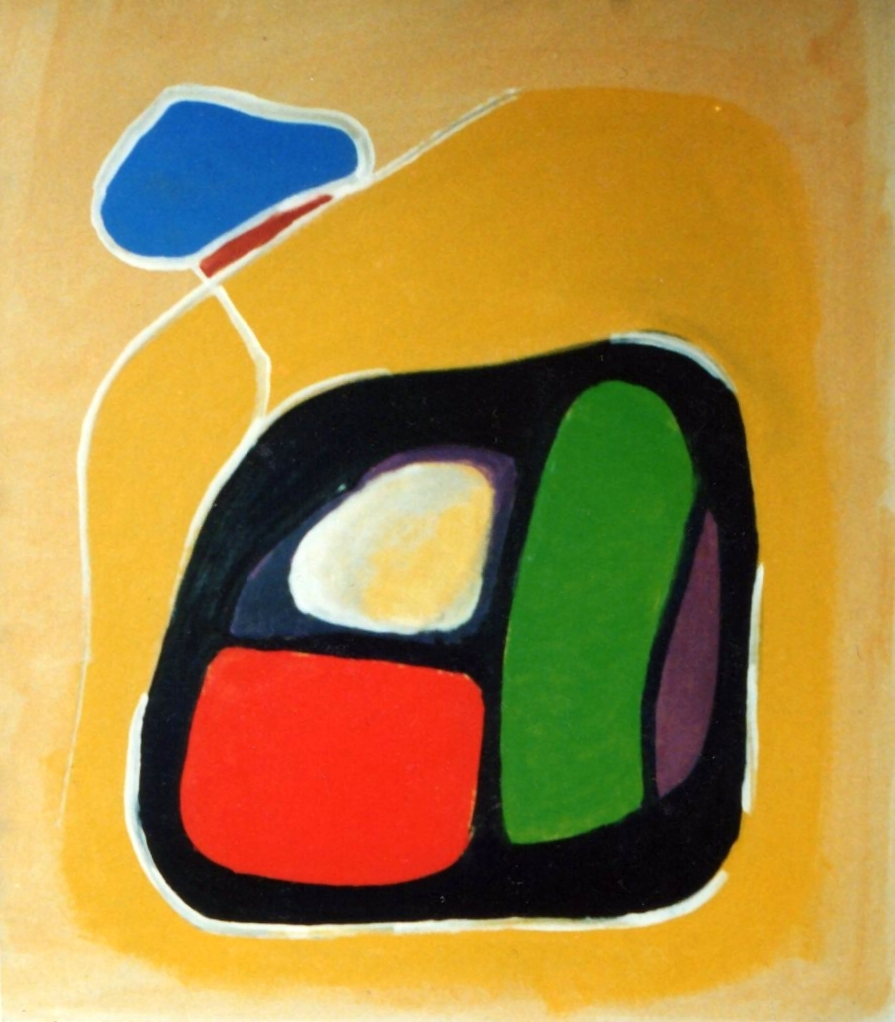
„Legătura cerului cu pământul”, 1991
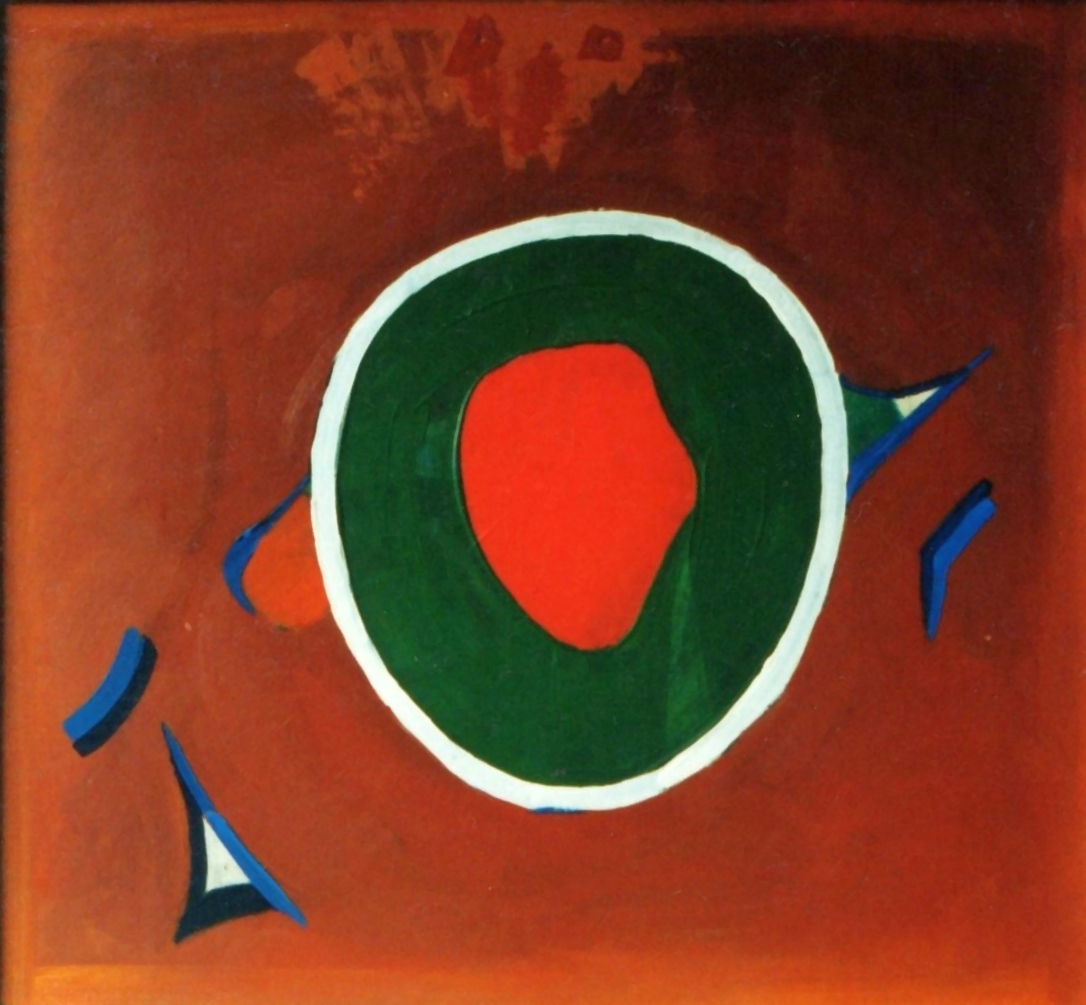
„Inima păsării de dimineaţă”, 1991
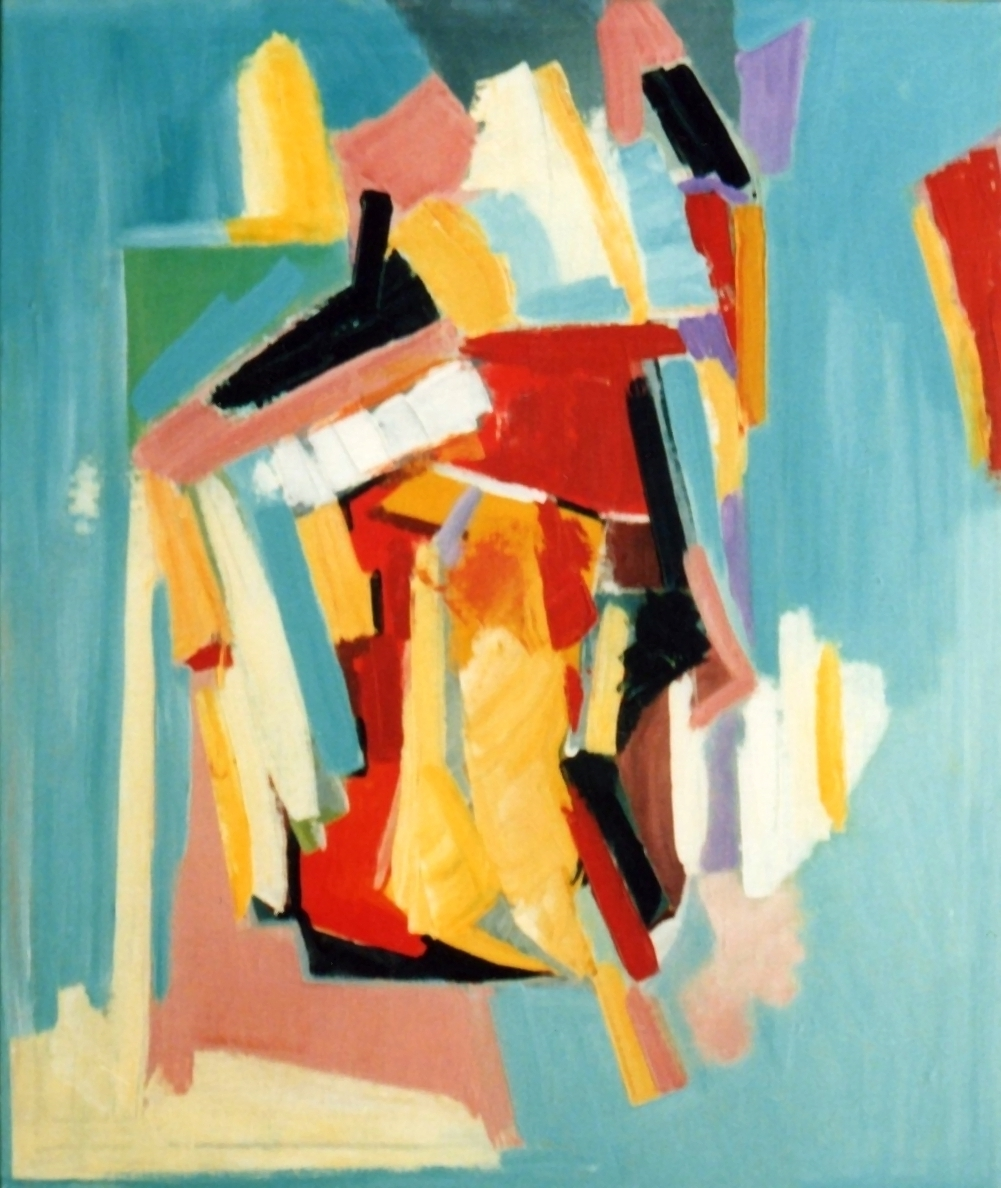
„Gala concert I”, 1991
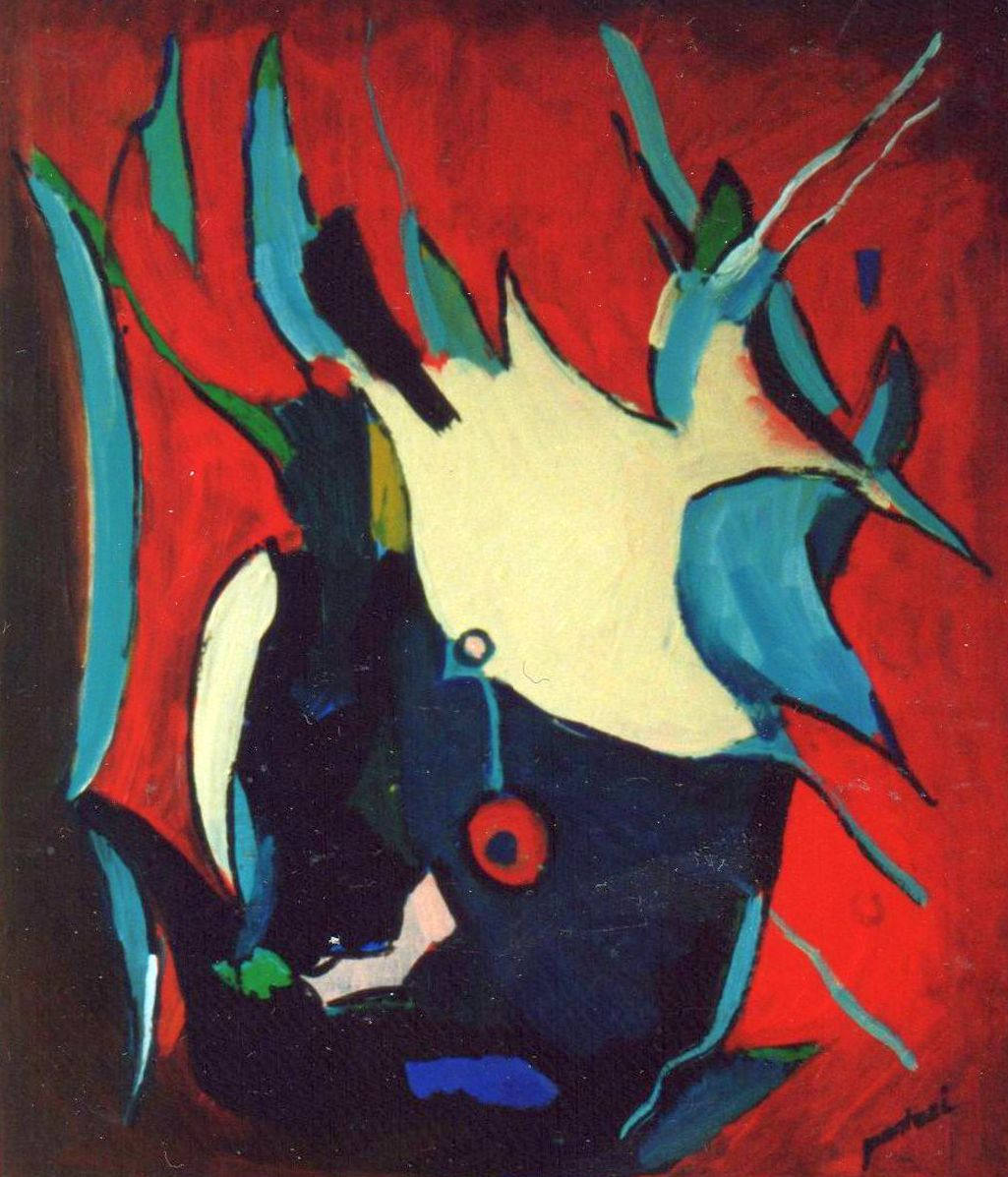
„Acvariu”, 1991
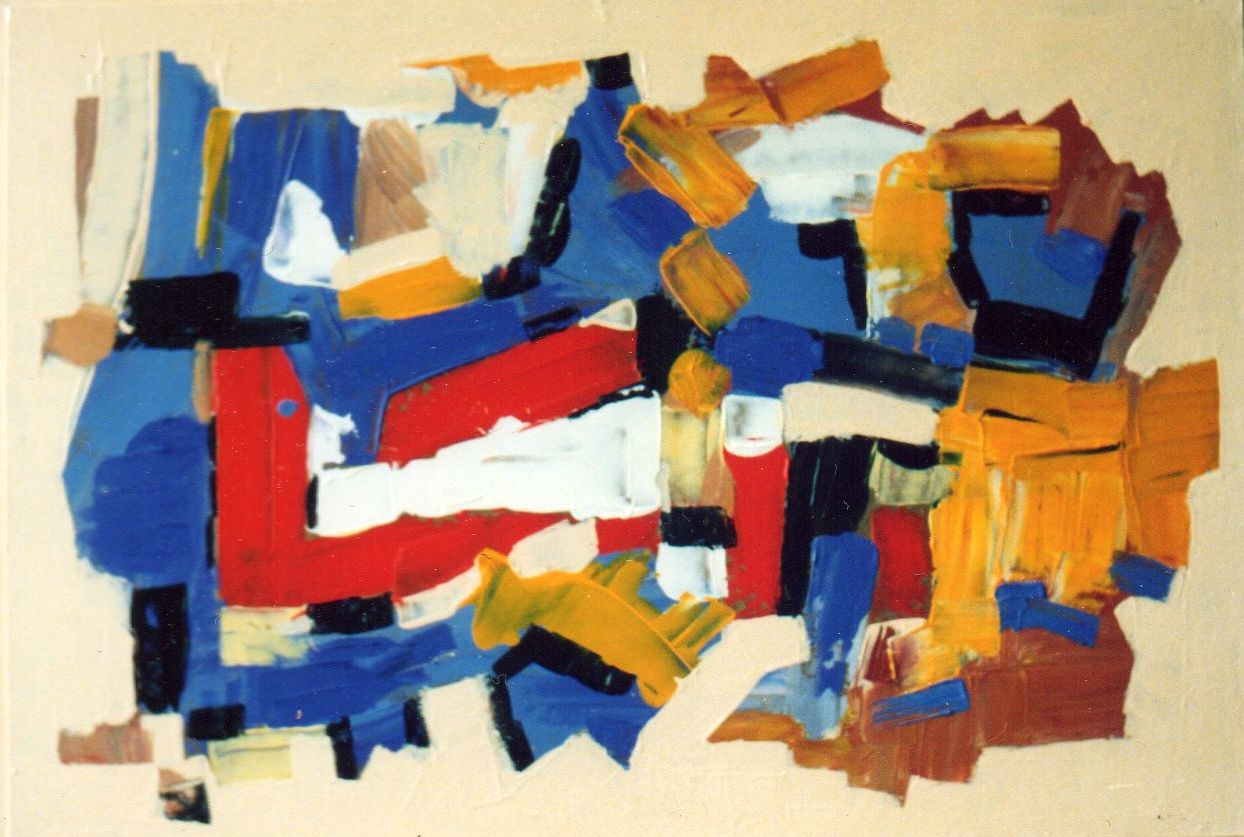
„Gala concert II”, 1991
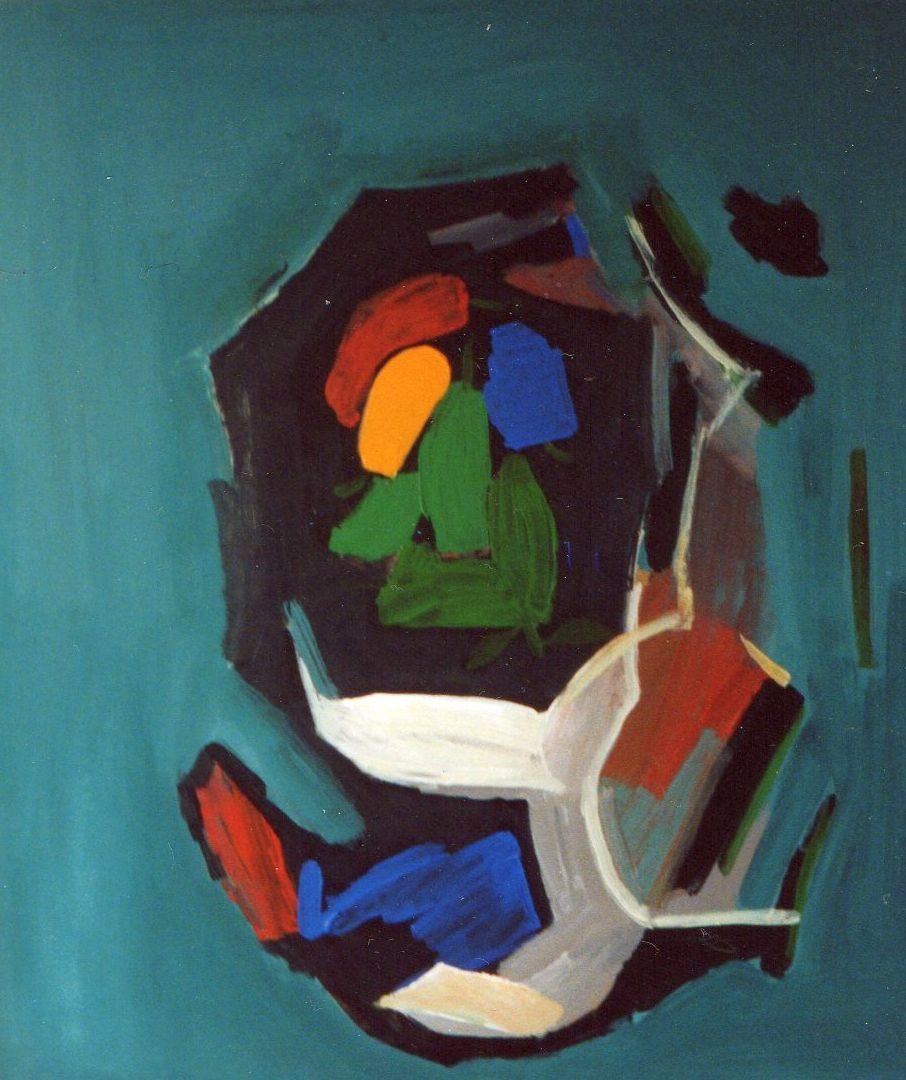
„Natură statică cu flori”
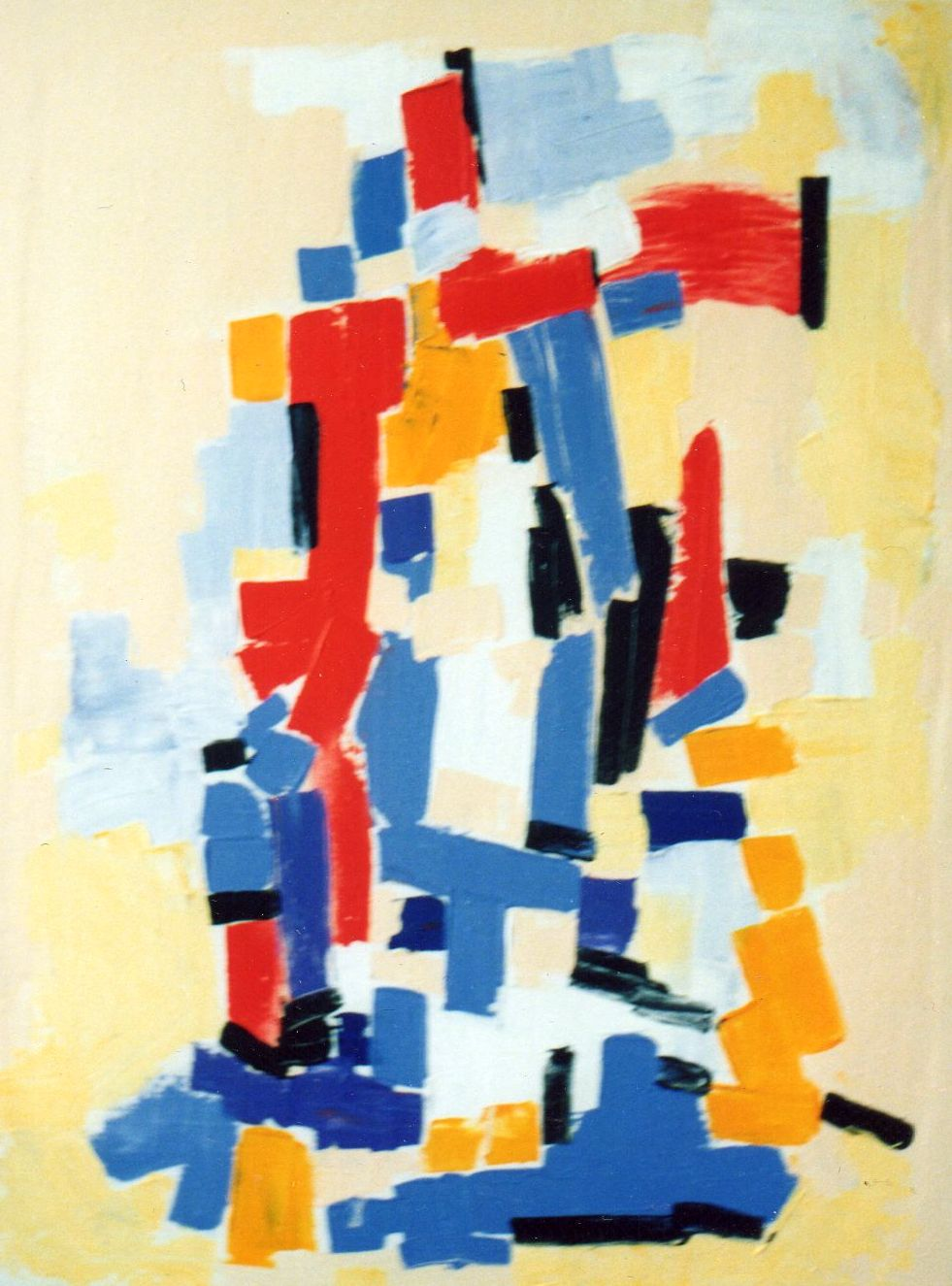
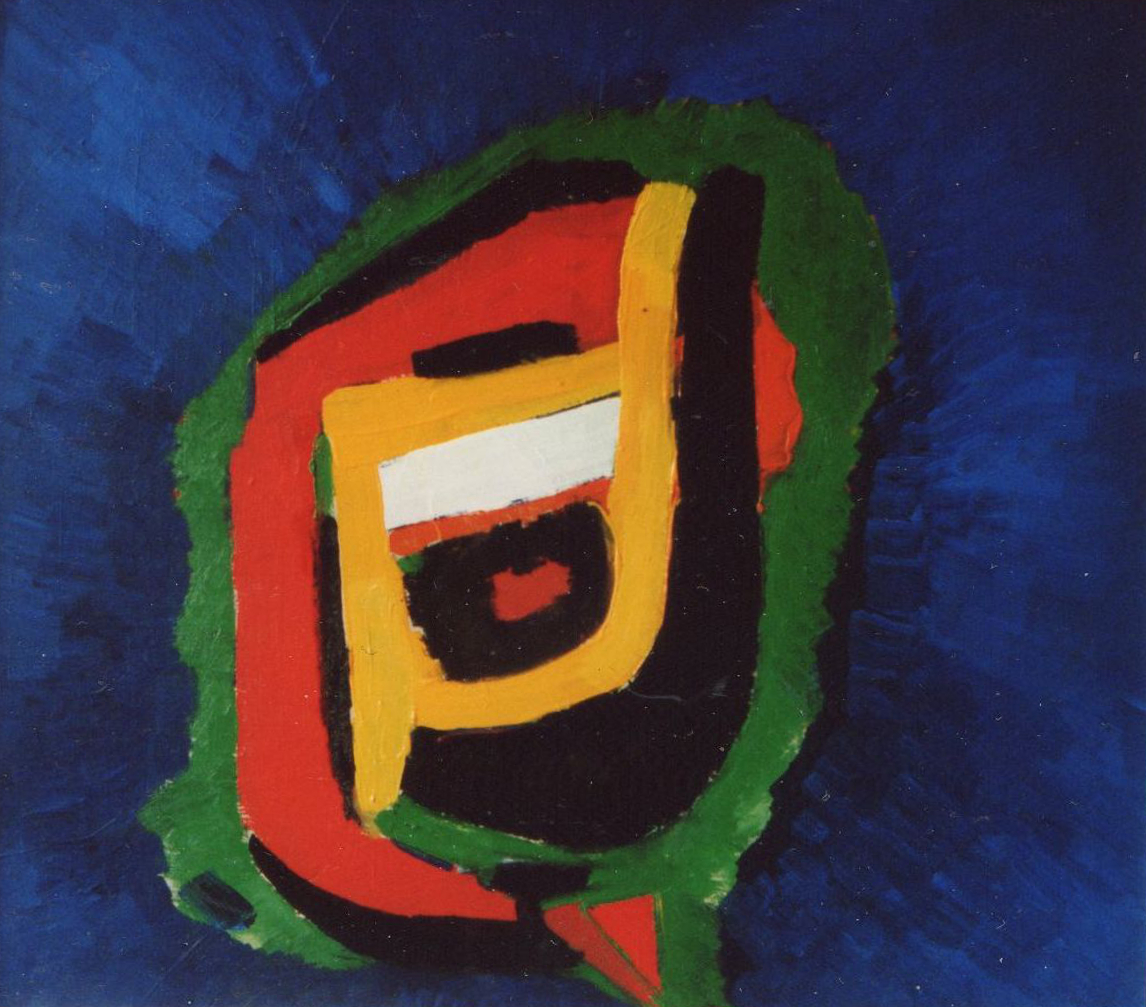
„Mască vrânceană”, 1992
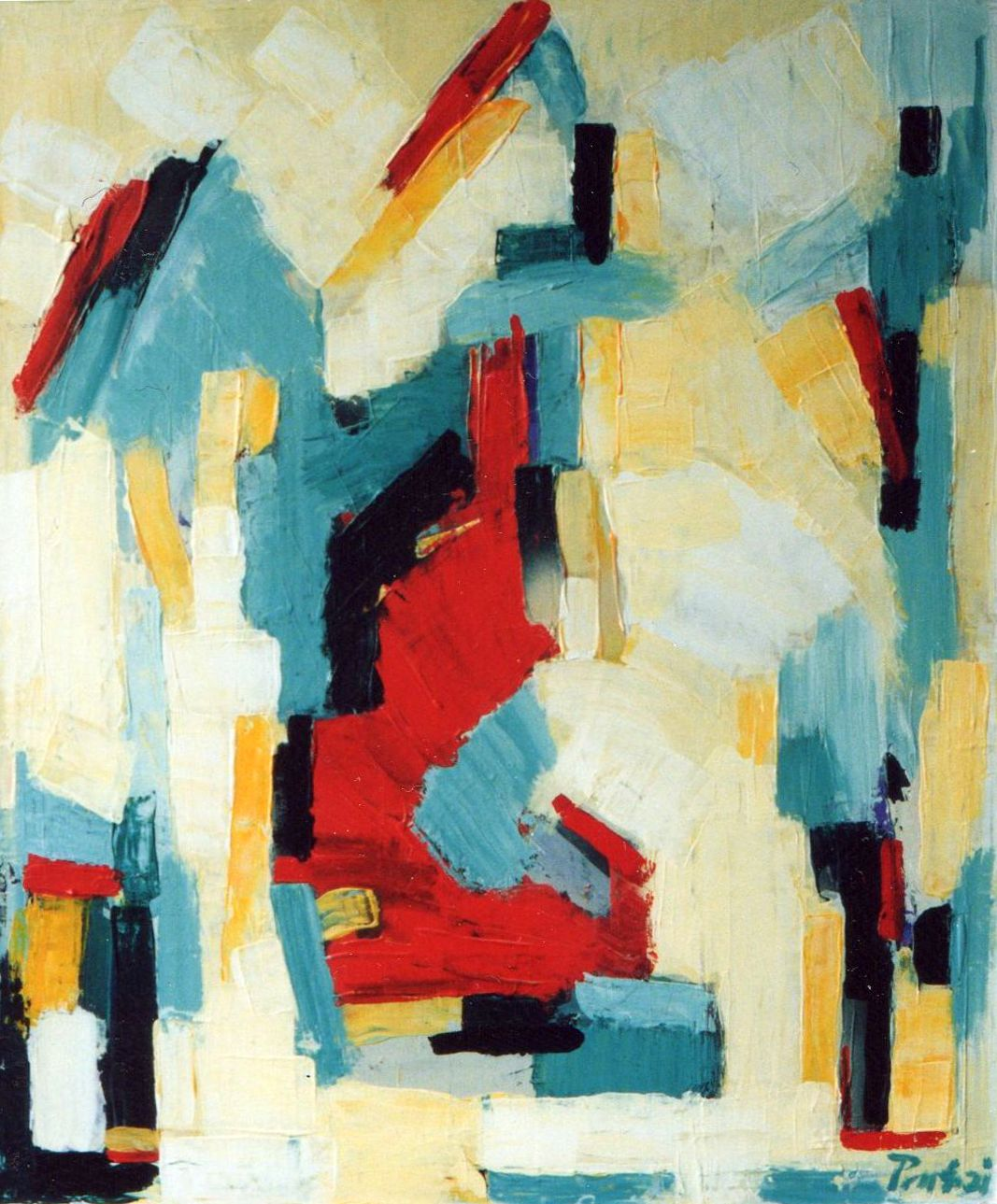
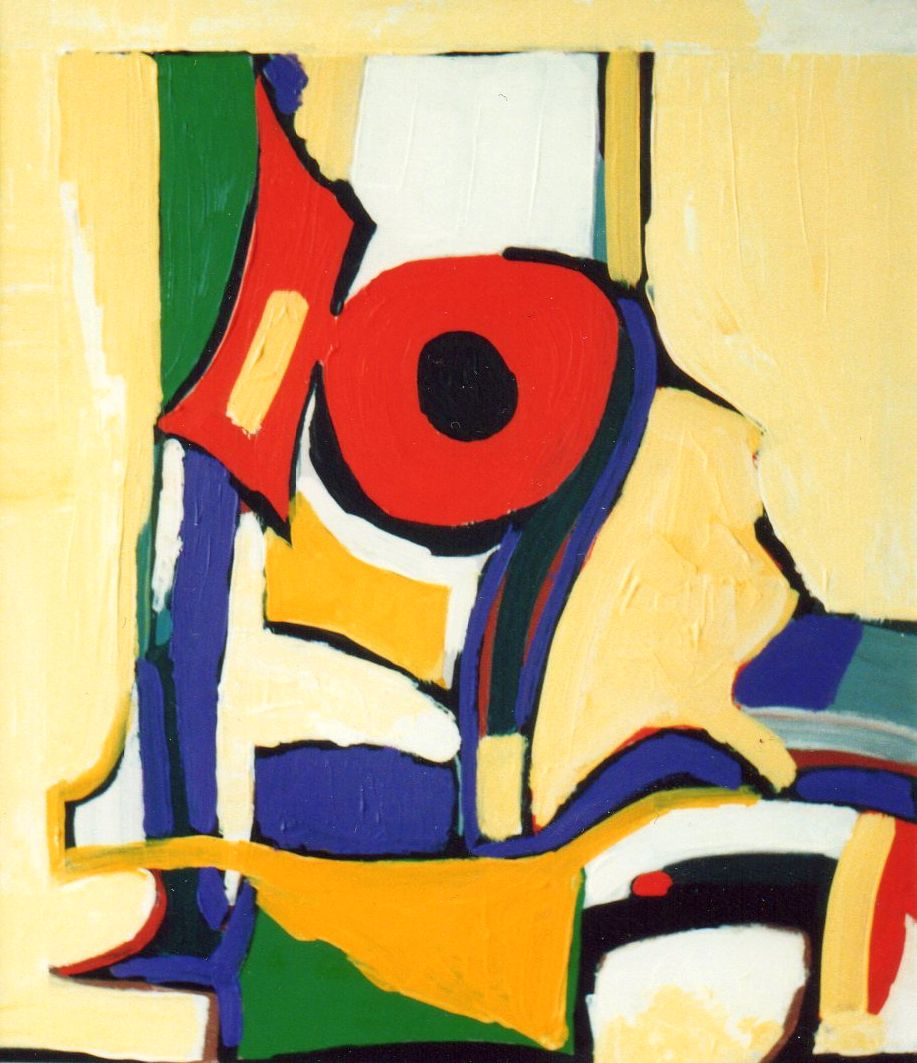
„Macul”, 1991
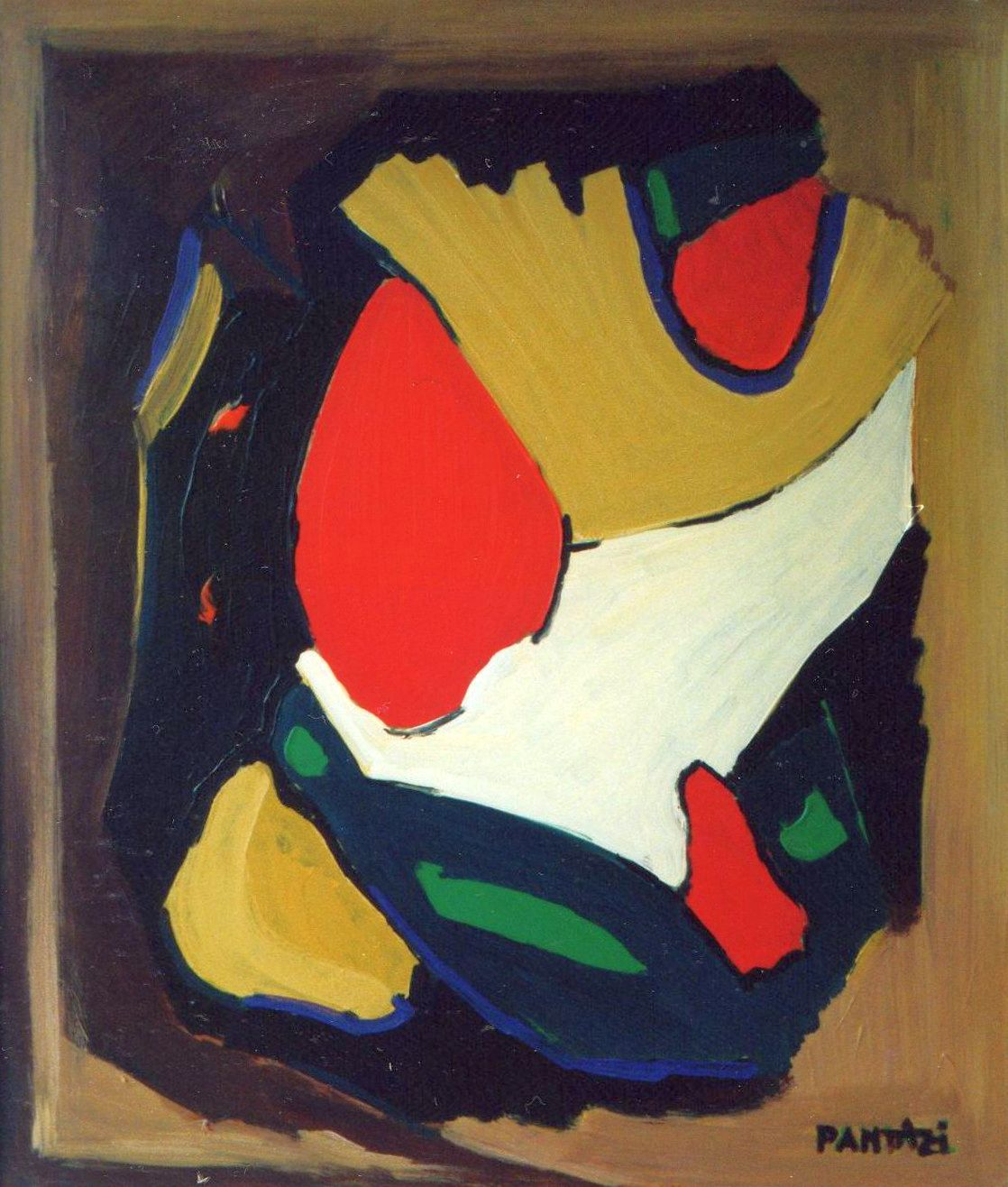
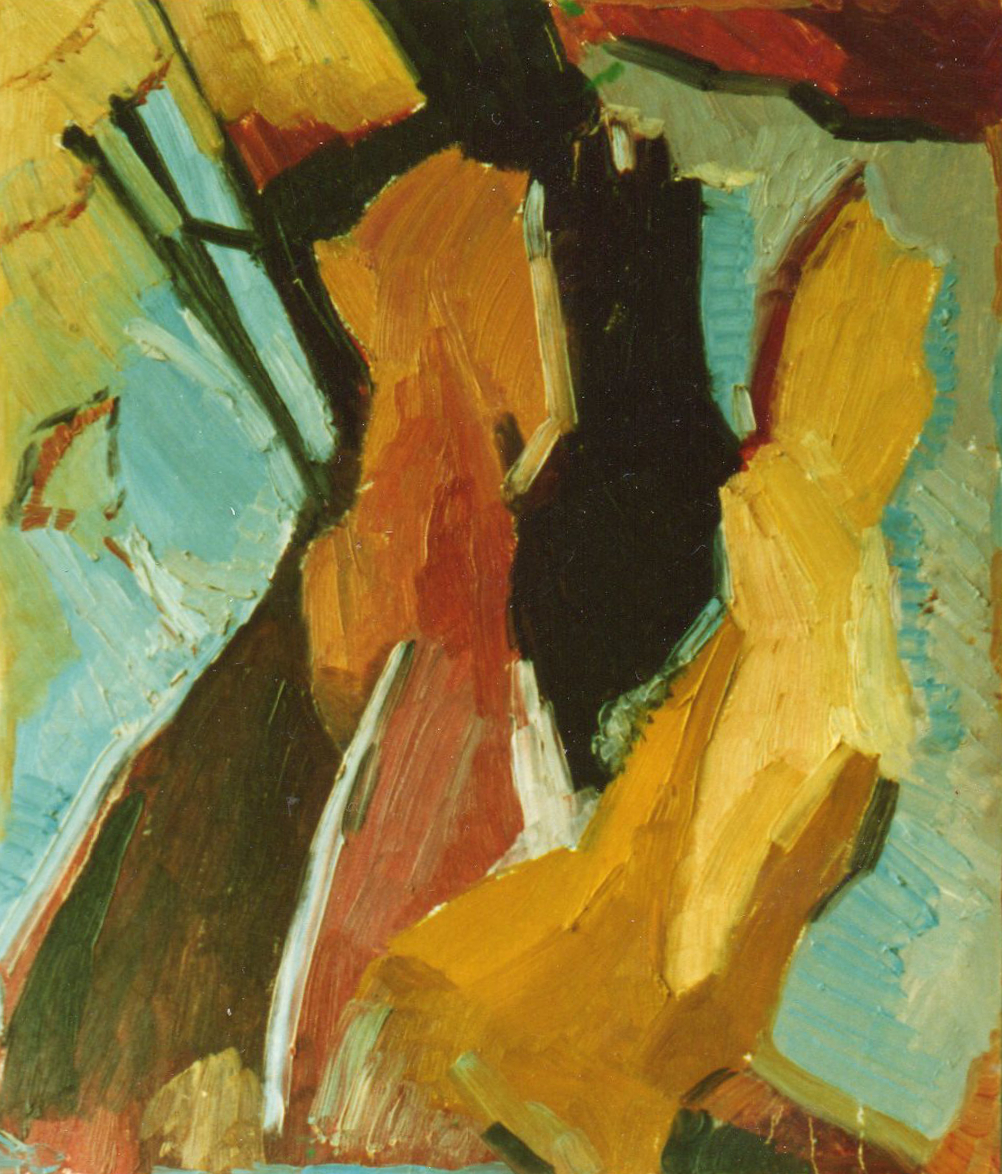
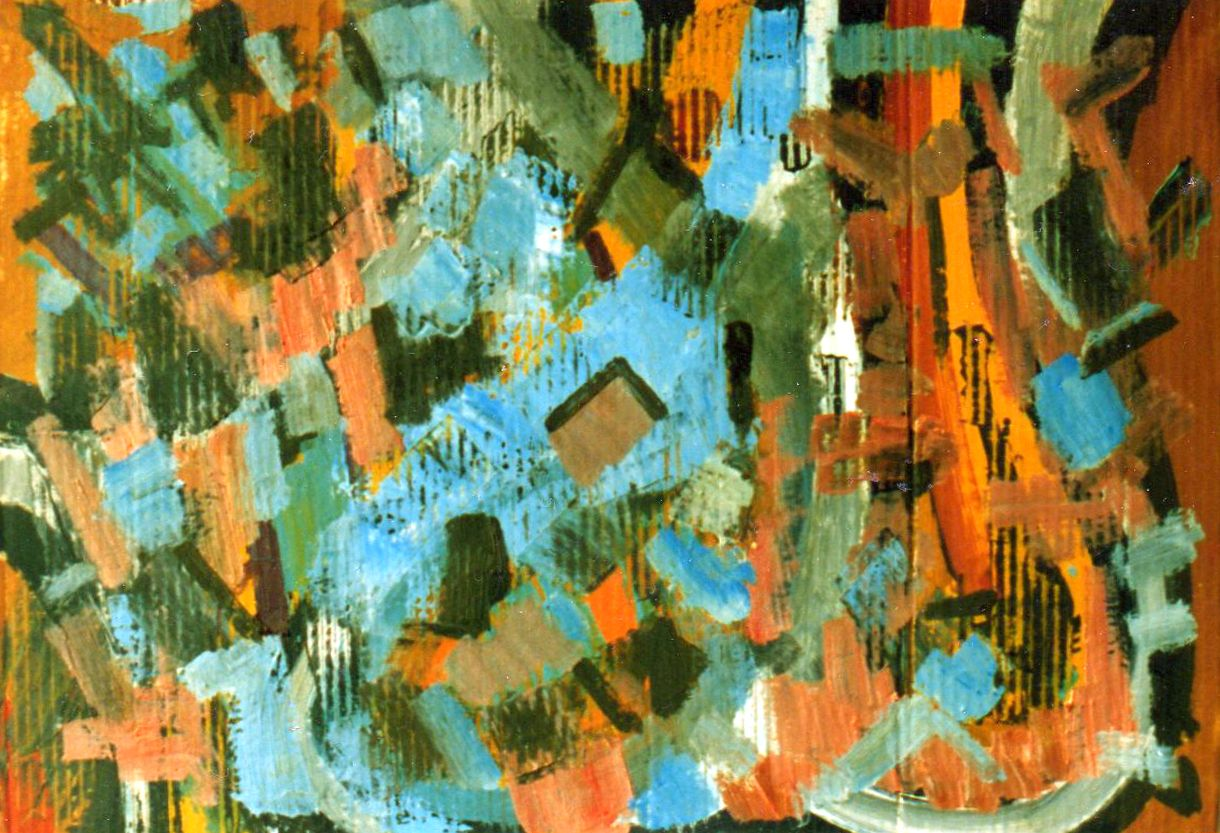

## In memoriam
- ro Maestrul Valeriu Pantazi - In memoriam - 28 iulie 2015
- ro Portret Valeriu Pantazi - „Un gând pus în poveste” - la wikisursă - articol de Octavian Stoica, în Revista Cafeneaua Literară Pitești, nr. 5/160, 16 mai 2016, Anul XIII, pag. 28 - 29
- ro Expoziția retrospectivă Valeriu Pantazi intitulată „Un gând pus în poveste” - 12 - 30 octombrie 2016 de la Galeria de Artă Calea Victoriei 33, sub patronajul Teatrului de revistă „Constantin Tănase” din București,[44] invitat special profesorul Ion Pantilie. Vezi fotografiile expoziției și câteva din picturile care au fost expuse pe simeze.

Expoziția „Un gând pus în poveste”
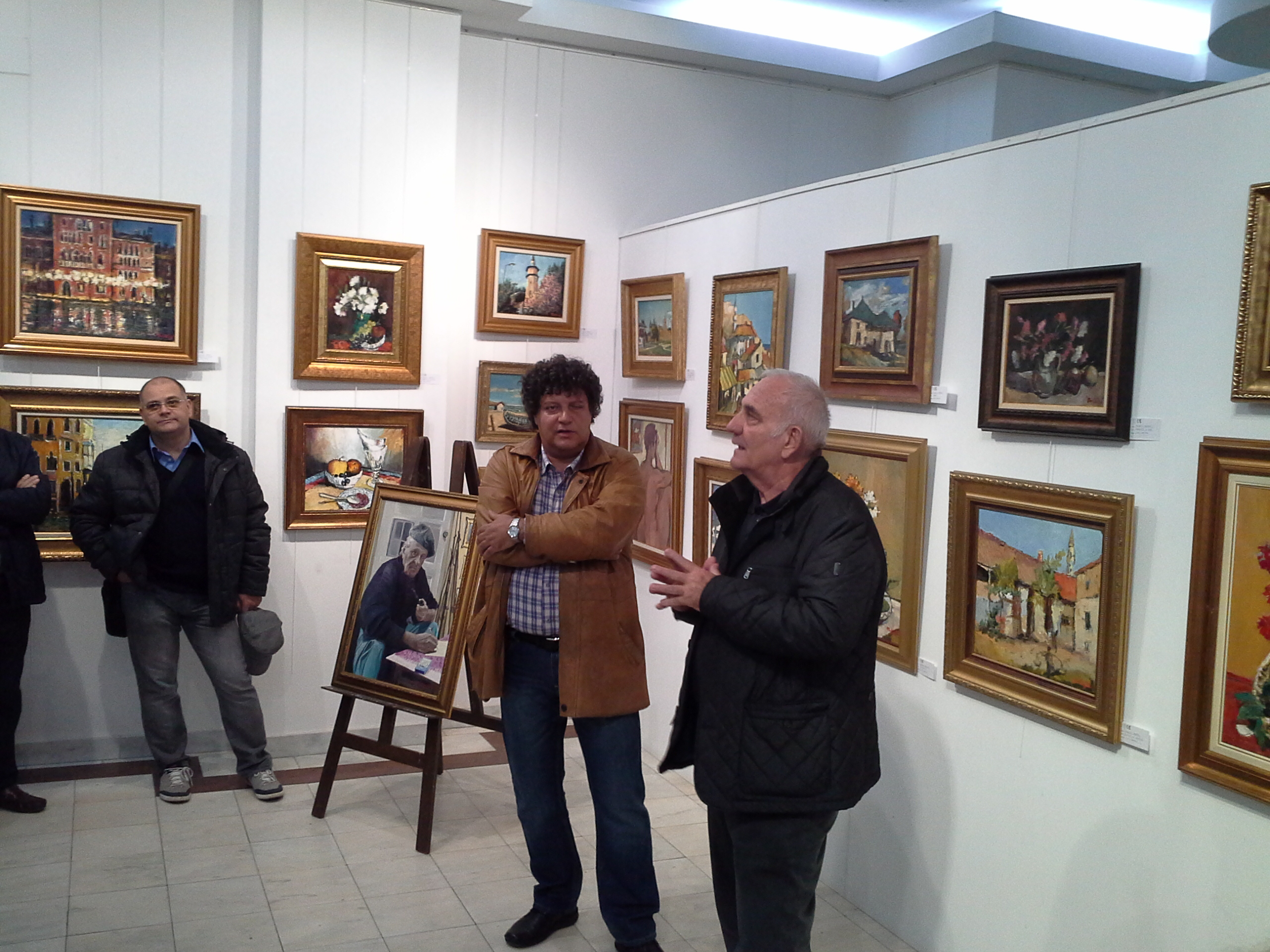
Vernisaj (1) - Ion Pantilie (dreapta)
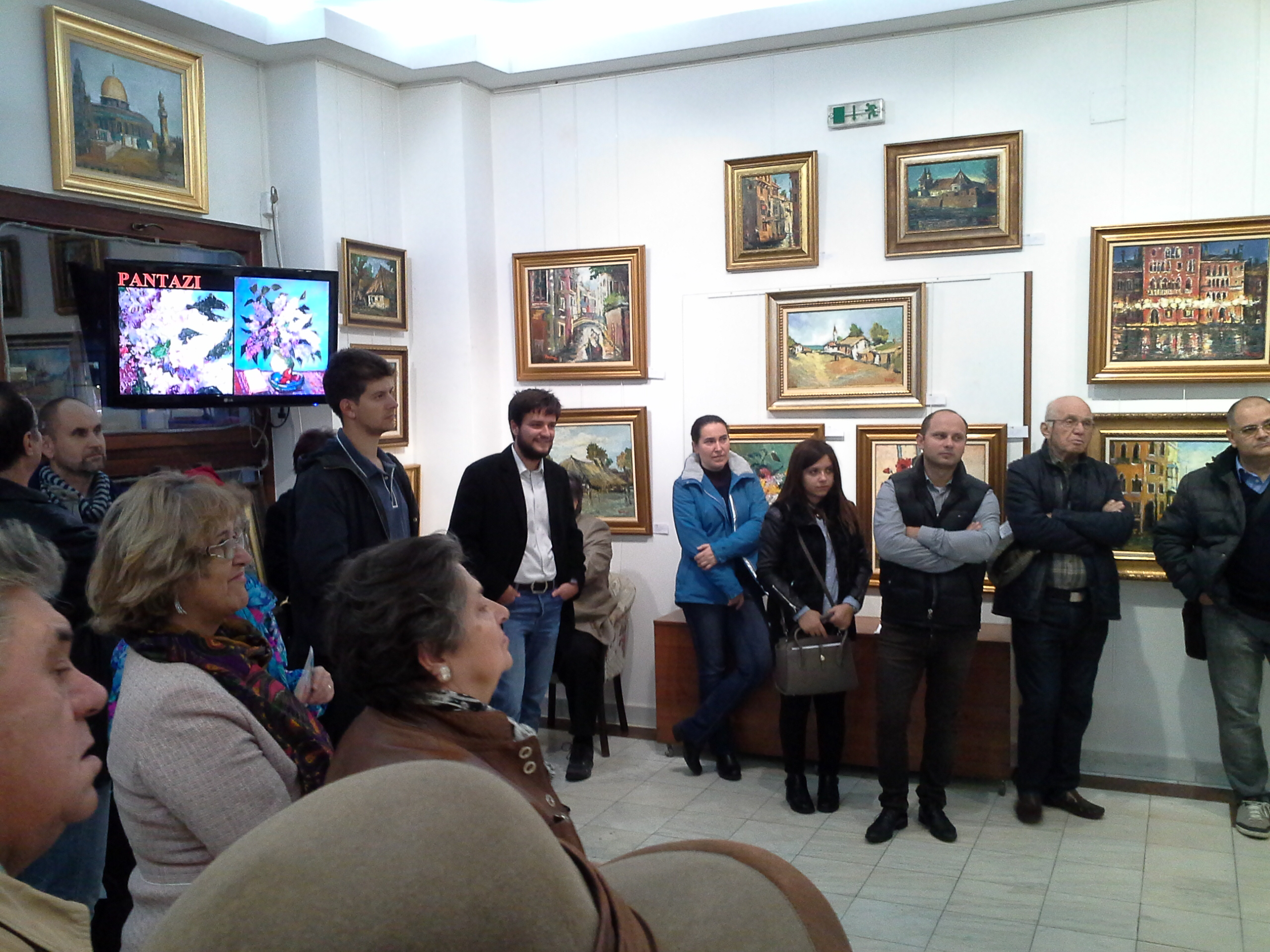
Vernisaj (2) - 13 oct 2016
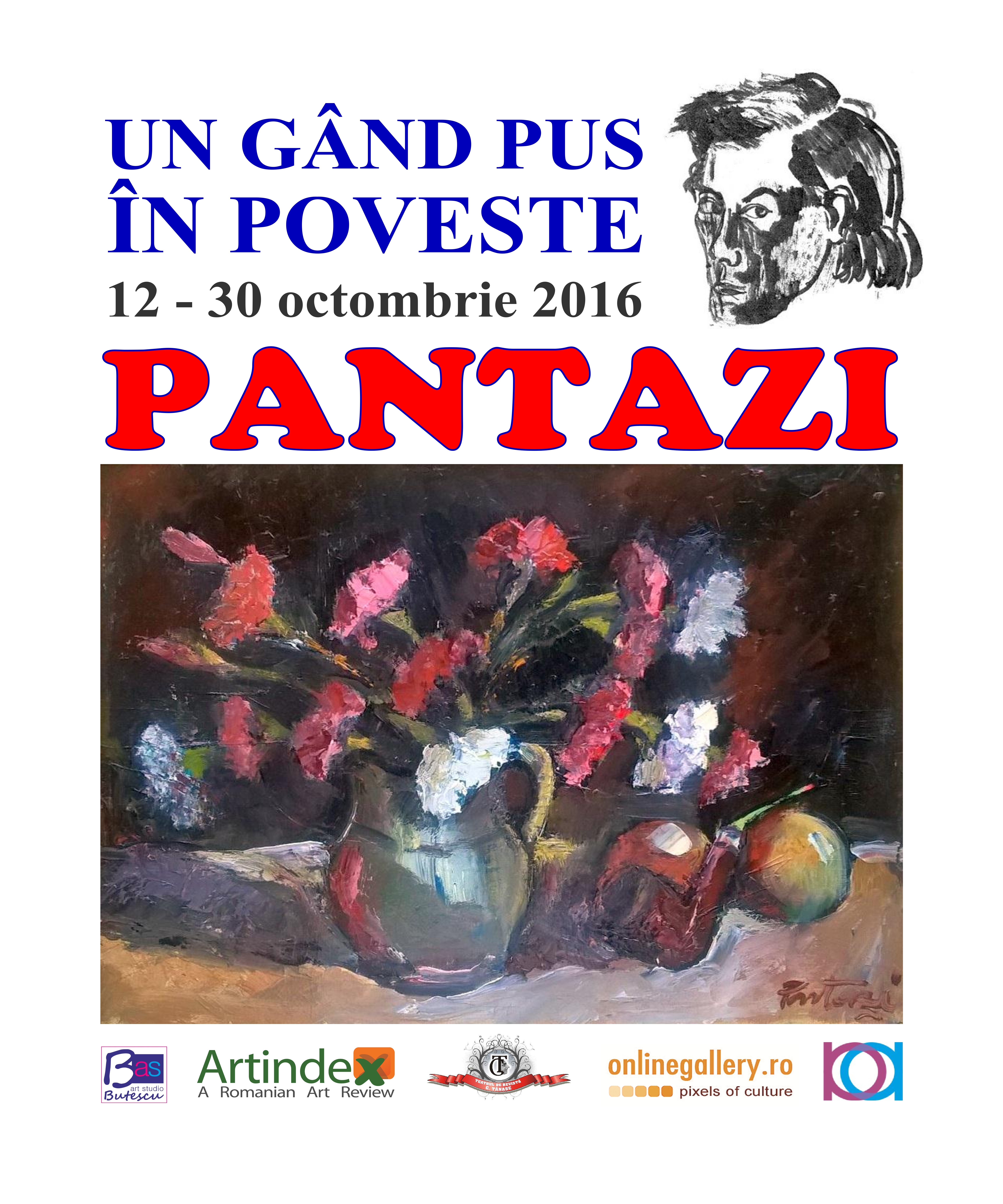
Afișul expoziției
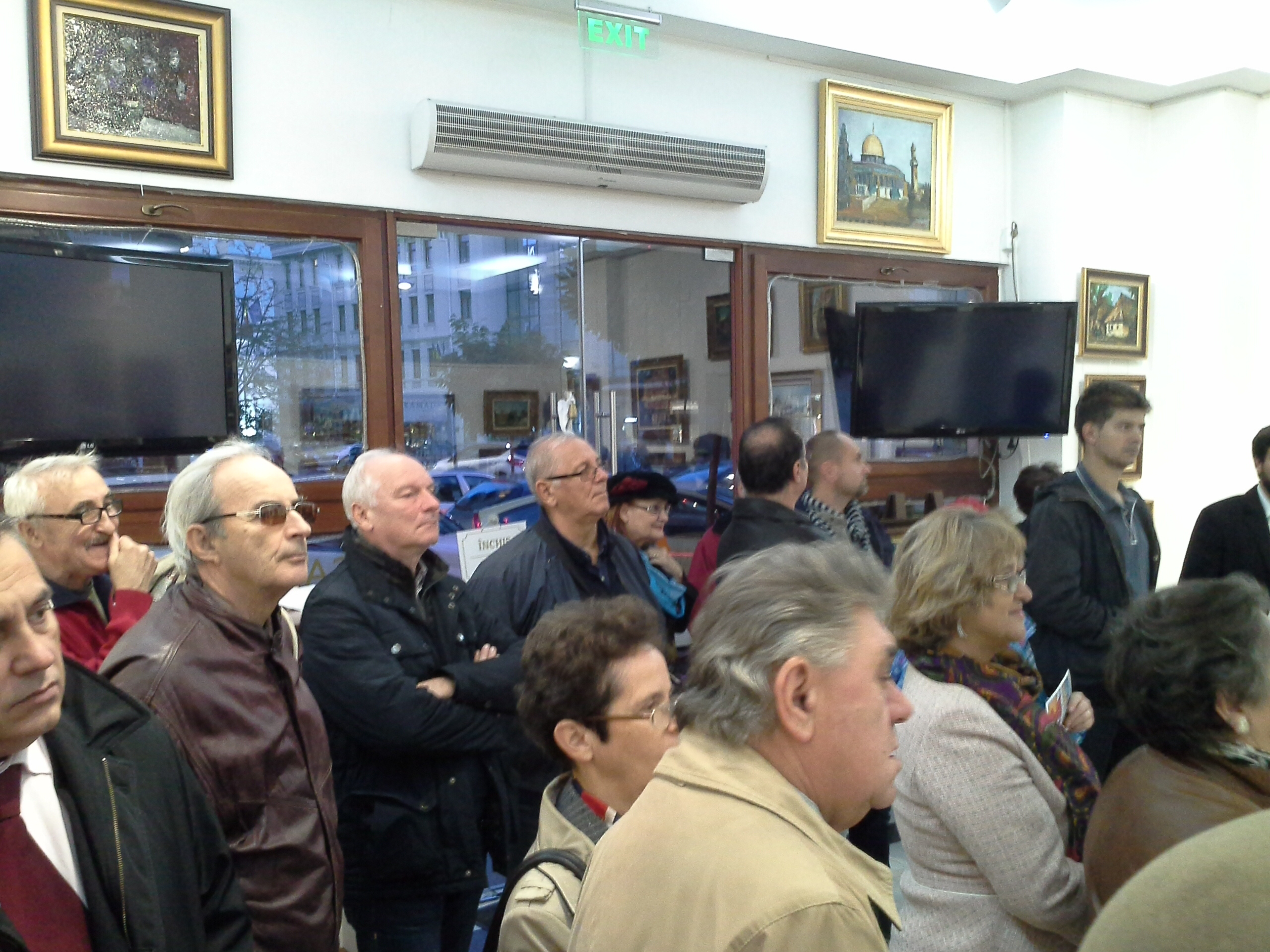
Vernisaj (3) - Aureliu Goci și Gabriela Banu în prim-plan
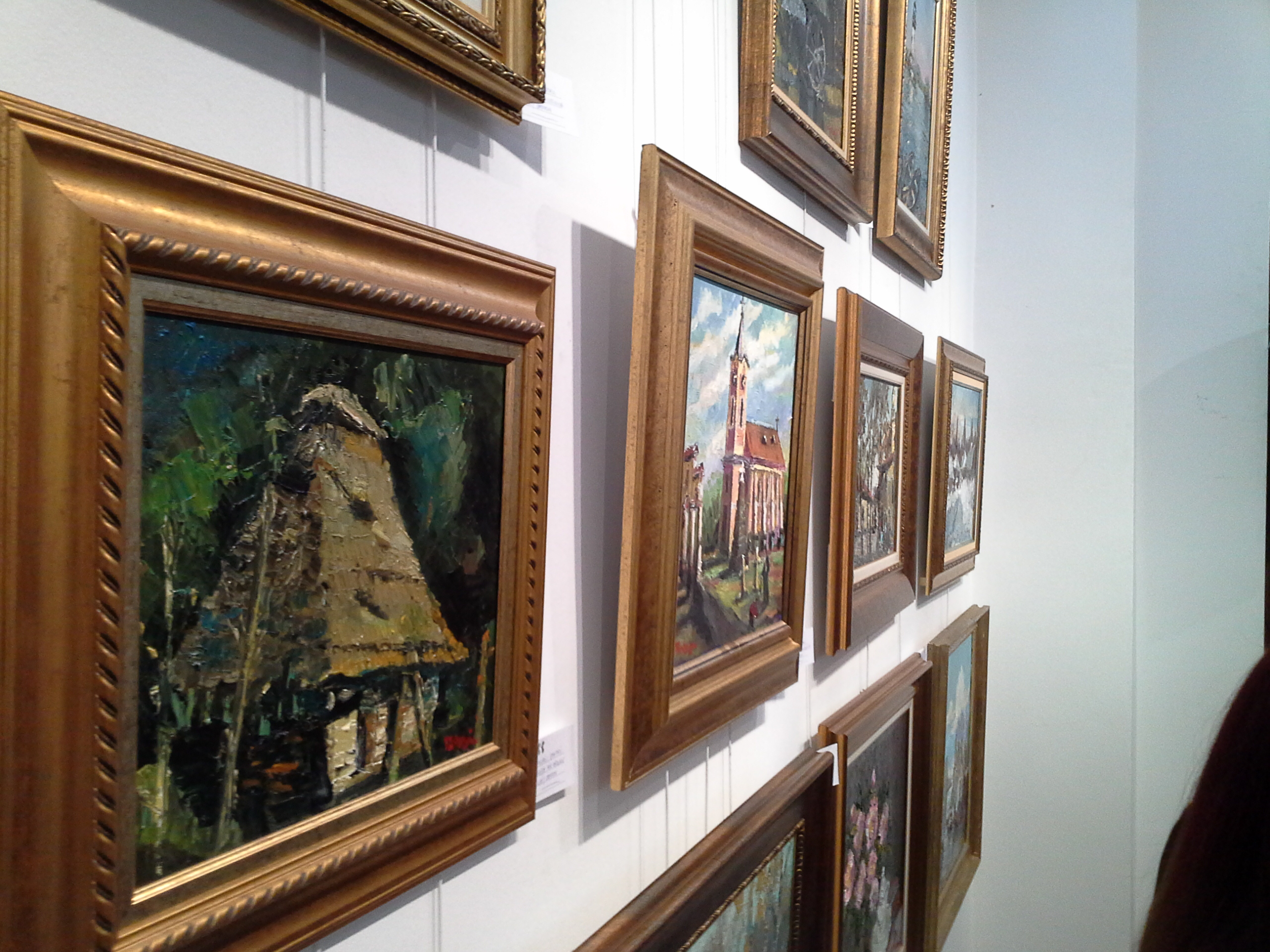
Lucrări expuse (1)
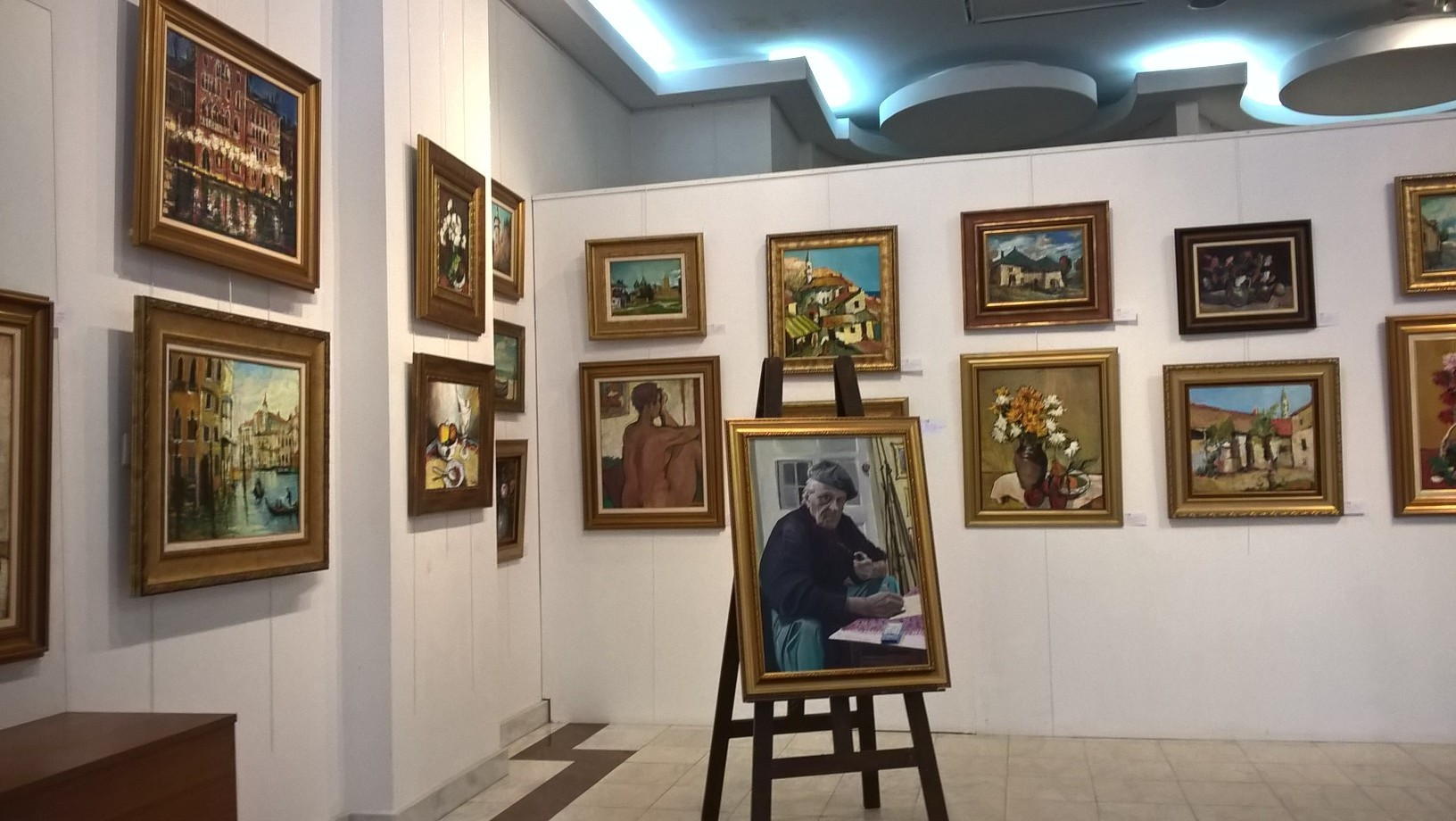
Lucrări expuse (2)
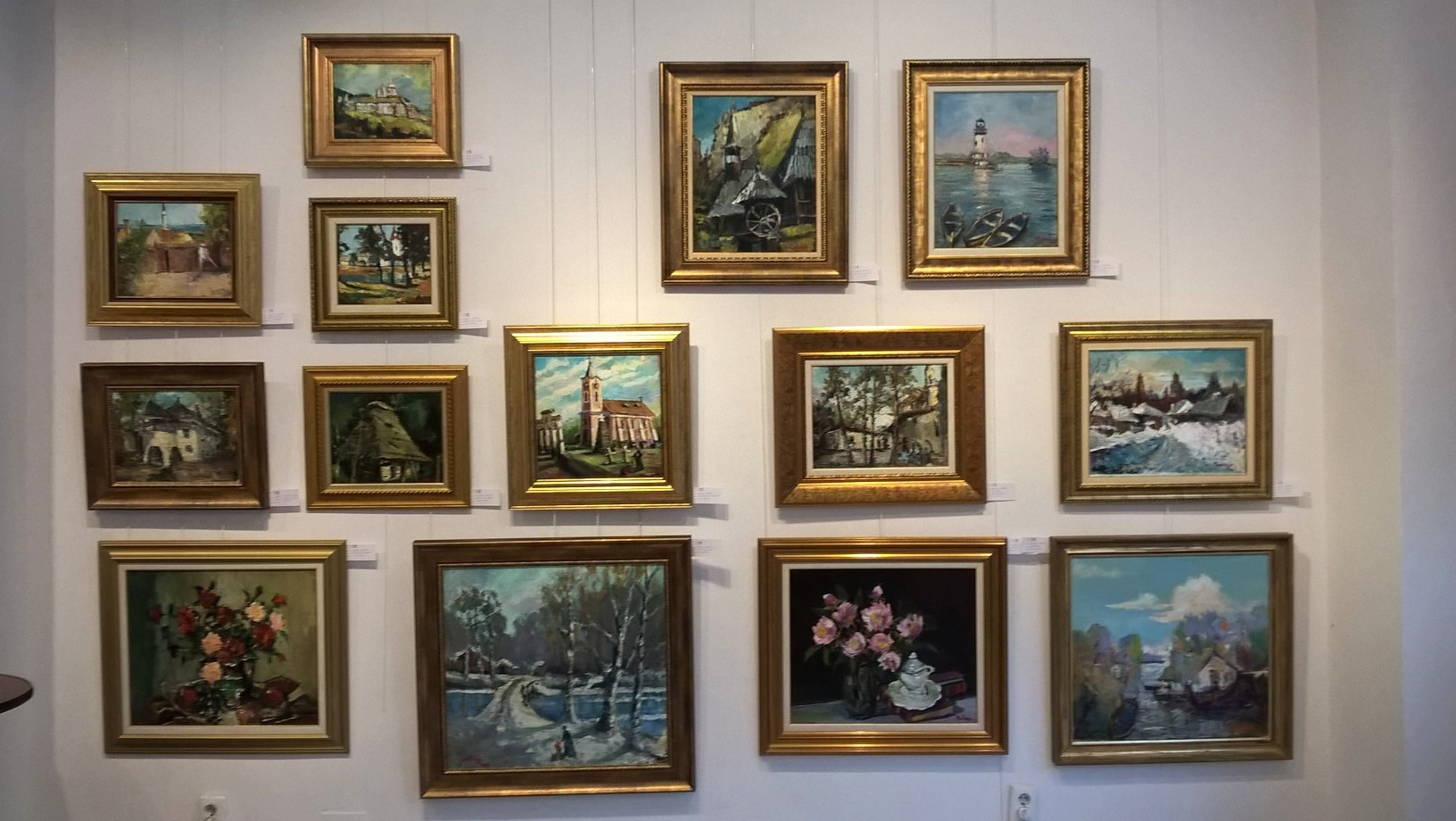
Lucrări expuse (3)
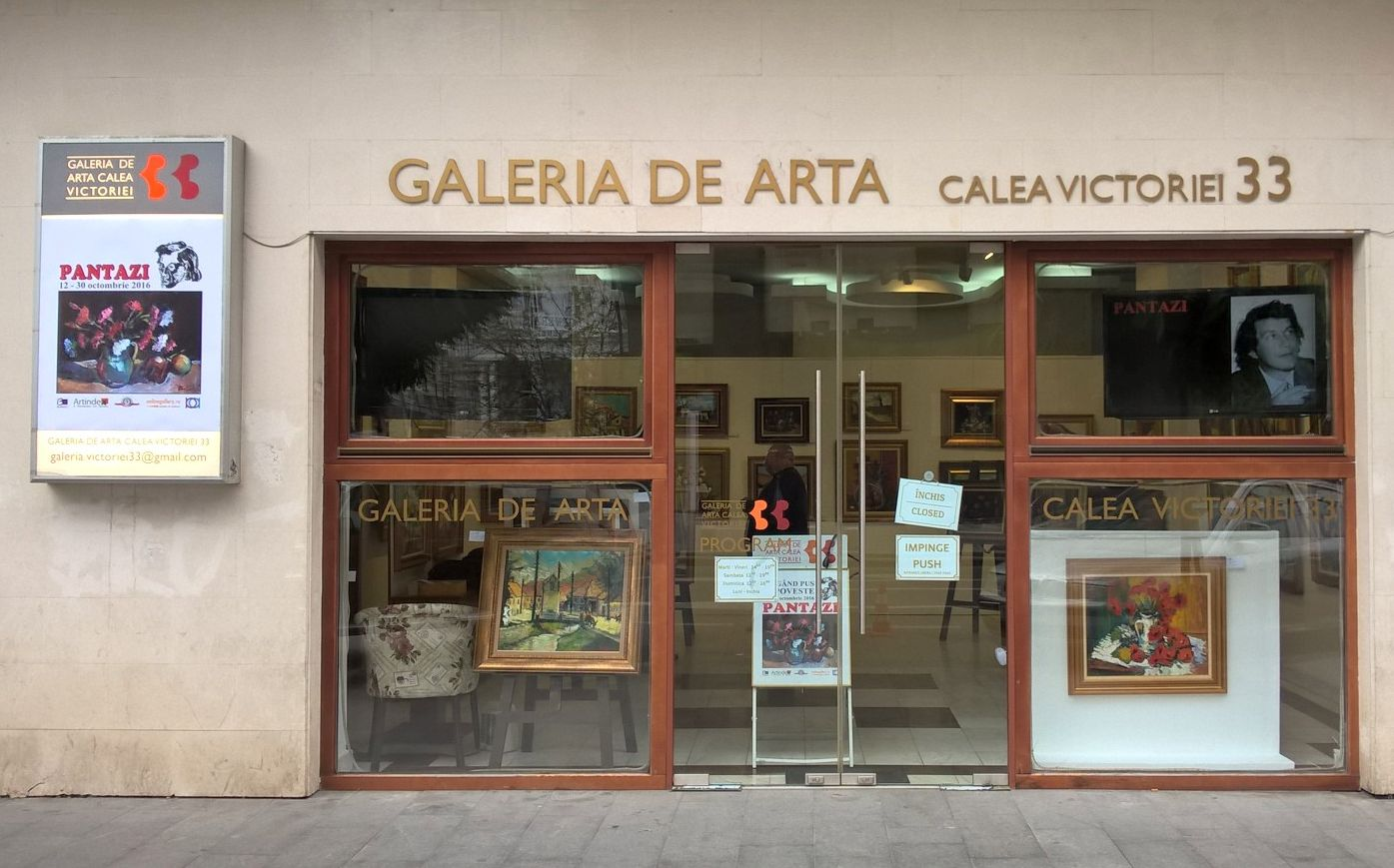
Galeria de Artă Victoriei 33
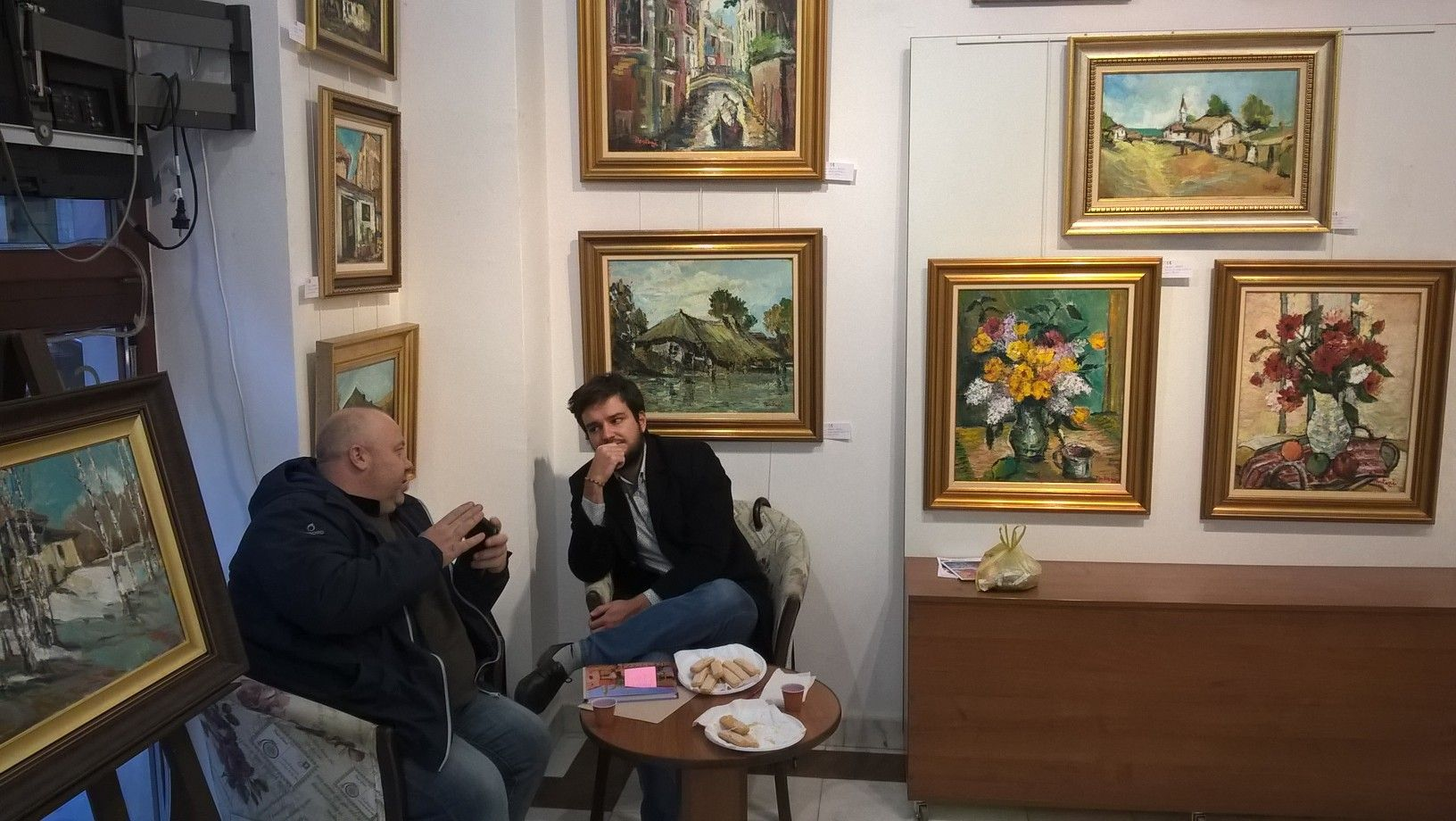
Vitalie Butescu (stânga)

- ro Pictorul din strada Mecet numărul 15 - articol de Ion Pantilie în Revista Cafeneaua Literară Pitești, nr. 11/166, 14 noiembrie 2016, Anul XIII, pag. 28
- ro Valeriu Pantazi - Portret - „Templul frumosului” - la wikisursă - articol de Octavian Stoica, în Revista  Cafeneaua Literară a Centrului Cultural Român din Pitești, Argeș – nr. 12/167, 9 decembrie 2016, Anul XIII, pag. 26 - 27
- ro www.radiometafora.ro: Eveniment Remember Valeriu Pantazi - 19 august 2017 Arhivat în 30 august 2017, la Wayback Machine. - La Expoziția Națională Canadiană de la  Toronto (18 august - 4 septembrie 2017), Ziarul Observatorul de Toronto a organizat, prin cărți și reviste, o mică imagine a României - publicat de Puiu Popescu, director al ziarului - accesat 30 august 2017
- ro În anul 2018 a apărut cartea de povestiri intitulată Moartea calului Andrei scrisă de Dinu Petrescu și Gabriel Petrescu, S.C. Print ATU Srl, Sibiu, ISBN 978-973-0-27494-3. Autorii i-au dedicat lui Valeriu Pantazi patru capitole, după cum urmează:

- In memoriam Valeriu Pantazi - de Gabriel Petrescu, pag. 112-114;
- Cu Pantazi la 2 Mai - de Gabriel Petrescu, pag. 115-118;
- Pantazi 70 de ani - de Florin Petrescu, pag. 119-120;
- Valeriu Pantazi trăia viața prin artă - de Dinu Petrescu, pag. 121-125.

- ro  În iulie 2020 a apărut cartea de amintiri intitulată La margine de București scrisă de Gabriel Petrescu, S.C. Print ATU Srl Sibiu, 285 pagini, ISBN 978-973-0-32185-2, cu următoarele capitole dedicate lui Valeriu Pantazi:[45]

- Amintiri cu Valeriu Pantazi, pag. 233-236;
- Pantalonii, pag. 237-238;
- Autoportretul, pag. 239;
- Cu Pantazi la 2 Mai, pag. 240-243 (republicată);
- Amintiri de la 2 Mai, Gazdă nouă, pag. 244-246;
- Amintiri de la 2 Mai. Costel lipoveanul, pag. 247-250;
- Amintiri de la 2 Mai. Radu cel obraznic, pag. 251-254'
- Amintiri de la 2 Mai. Măgarul lui nea Tănase, pag. 255-257.

- ro  19 - 23 octombrie 2020 — la Centrul Cultural Pitești a avut loc prelegerea cu tema „Doi Maeștri ai Penelului - Gheorghe Pantelie și Valeriu Pantazi”, susținută de scriitoarea și editorul Mona Vâlceanu, în cadrul proiectului cultural-educativ sub genericul “Oameni cari au fost”.[46][47]
- ro  15 noiembrie - 7 decembrie 2021 - a avut loc la Galeria Artelor a Palatului Cercului Militar Național expoziția „Paul Mecet și invitații săi” - pictorul Valeriu Pantazi și sculptorul Alexandru Călinescu. A fost lansat albumul de pictură „Paul Mecet - Nașterea unei picturi” și au fost expuse peste 100 de tablouri Mecet, 19 lucrări Pantazi și 5 sculpturi Călinescu.[48][49][50]
- www.bibliotell.ro: ANNIVERSARIUM- VALERIU PANTAZI – 84, mai 2024

## Mărturii
- Gabriel Petrescu:

- „... V. Pantazi nu era numai un poet tăios și sclipitor ca o lamă de oțel. Sau un pictor perfect acordat la vibrația aparte a peisajelor dobrogene și purtând în sânge ADN-ul coloristic al lui Dărăscu și Petrașcu. Era mai mult decât atât. Era un om pitoresc, un povestitor fabulos și fabulatoriu, cu un umor coroziv ca un acid și un polemist redutabil căruia puțini îi făceau față... Îți pornea o poveste dintr-un punct banal sau o întâmplare neînsemnată și o rotea spiralat, în cercuri din ce în ce mai largi, ca și cum i-ar fi ieșit din gură sincron cu fuioarele de fum. Pe parcursul poveștii, se întorcea ritmic la un anumit personaj sau cheie narativă și puncta, cumva ca în muzică, acele reîntoarceri pe dominantă, cu o scurtă pauză... Alteori, narațiunile nu erau concentrice, ci curgeau larg și sinuos, ca un fluviu pe care îl alimentau mici râuri divagatorii. Când și când, Pantazi deschidea paranteze narative, în care... nu se încurca niciodată și pe care le încheia mereu la momentul oportun. Iar când povestea revenea la matcă, era reîncărcată cu o nouă doză de energie fabulatorie.”